# Liste der Biografien/Arn
Liste der Biografien |
Portal Biografien |
Personensuche
# |
A |
B |
C |
D |
E |
F |
G |
H |
I |
J |
K |
L |
M |
N |
O |
P |
Q |
R |
S |
T |
U |
V |
W |
X |
Y |
Z |
?
 
Aa |
Ab |
Ac |
Ad |
Ae |
Af |
Ag |
Ah |
Ai |
Aj |
Ak |
Al |
Am |
An |
Ao |
Ap |
Aq |
Ar |
As |
At |
Au |
Av |
Aw |
Ax |
Ay |
Az
 
Ara |
Arb |
Arc |
Ard |
Are |
Arf |
Arg |
Arh |
Ari |
Arj |
Ark |
Arl |
Arm |
Arn |
Aro |
Arp |
Arq |
Arr |
Ars |
Art |
Aru |
Arv |
Arw |
Arx |
Ary |
Arz
Die Liste der Biografien führt alle Personen auf, die in der deutschsprachigen Wikipedia einen Artikel haben. Dieses ist eine Teilliste mit 1270 Einträgen von Personen, deren Namen mit den Buchstaben „Arn“ beginnt.

## Arn
- Arn († 892), Bischof von Würzburg
- Arn von Salzburg († 821), katholischer Abt von Saint-Amand und erster Erzbischof der Erzdiözese Salzburg
- Arn, Daniel (* 1965), Schweizer Unternehmer und Schweizer Politiker (FDP)
- Arn, Edward F. (1906–1998), US-amerikanischer Jurist und Politiker
- Arn, Gréta (* 1979), ungarisch-deutsche Tennisspielerin
- Arn, Werner (1942–2016), Schweizer Begründer der evangelikalen Gemeinschaft "Adullam" und des "Christlichen Informationsdienstes"

### Arna
- Arna Sif Pálsdóttir (* 1988), isländische Handballspielerin
- Arna Sigríður Albertsdóttir (* 1990), isländische Handbikerin
- Arna, Lissy (1900–1964), deutsche SchauspielerinLissy Arna (1900–1964)

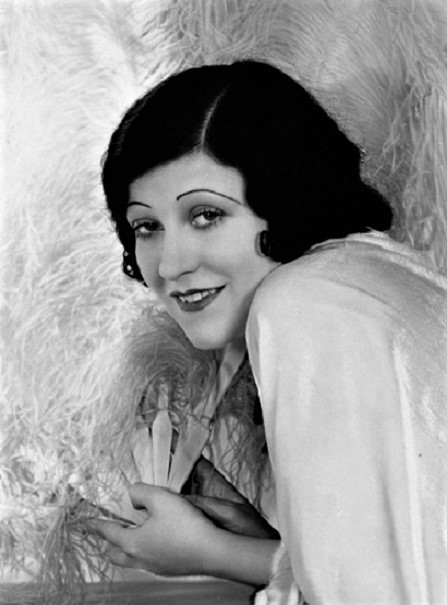
Lissy Arna (1900–1964)

- Arnaboldi, Andrea (* 1987), italienischer Tennisspieler
- Arnaboldi, Federico (* 2000), italienischer Tennisspieler
- Arnaboldi, Michele (1953–2024), Schweizer Architekt
- Arnade, Charles W. (1927–2008), US-amerikanischer Historiker und Hispanist deutscher Herkunft
- Arnade, Chris, US-amerikanischer Fotograf und Blogger
- Arnade, Sigrid (* 1956), deutsche Tierärztin und Aktivistin für die Rechte behinderter Frauen
- Arnaert, Geike (* 1979), belgische MusikerinGeike Arnaert (* 1979)

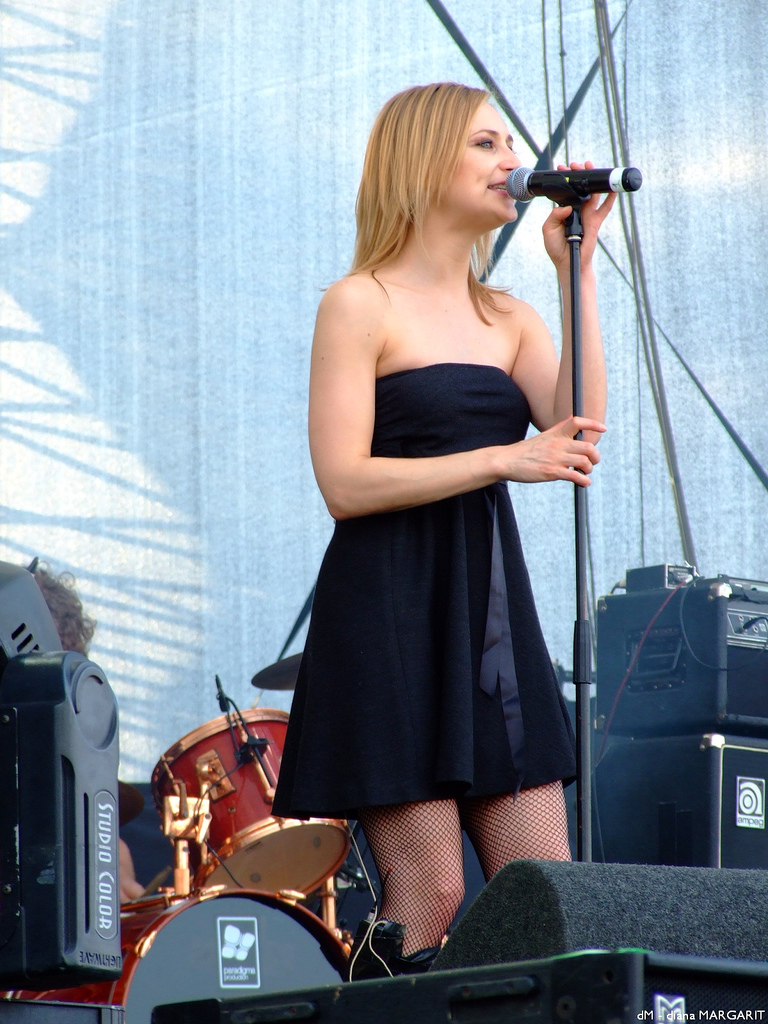
Geike Arnaert (* 1979)

- Arnáez, Alfonso, costa-ricanischer Fußballspieler
- Arnaiz Barón, Rafael (1911–1938), spanischer Trappist und Mystiker
- Arnáiz Zarandona, Francisco José (1925–2014), spanisch-dominikanischer Ordensgeistlicher, römisch-katholischer Weihbischof in Santo Domingo
- Arnáiz, José (* 1995), spanischer Fußballspieler
- Arnaiz, Violeta (* 2000), chilenische Sprinterin
- Arnal, Étienne d’ (1733–1801), französischer Ingenieur und Erfinder eines Dampfschiffs
- Arnal, Jeff (* 1971), amerikanischer Improvisationsmusiker (Perkussion, Komposition) und Kulturmanager
- Arnal, Johann d’ (1729–1793), französischer Ingenieur-Oberst, Maria-Theresien-Ordensritter
- Arnal, Michael (* 1947), deutscher Drehbuchautor und TV-Produzent
- Arnal, Philippe (1943–1994), französischer Regisseur
- Arnal, Pierre-Albert (1892–1971), französischer Botschafter
- Arnald († 1162), schottischer Ordensgeistlicher
- Arnald von Villanova († 1311), scholastischer Arzt
- Arnaldez, Roger (1911–2006), französischer Islamwissenschaftler
- Arnaldi, Enea (1716–1794), italienischer Architekt und Architekturtheoretiker
- Arnaldi, Giovanni Battista (1806–1867), italienischer römisch-katholischer Geistlicher, Erzbischof von Spoleto
- Arnaldi, Girolamo (1929–2016), italienischer Mittelalterhistoriker
- Arnaldi, Matteo (* 2001), italienischer TennisspielerMatteo Arnaldi (* 2001)

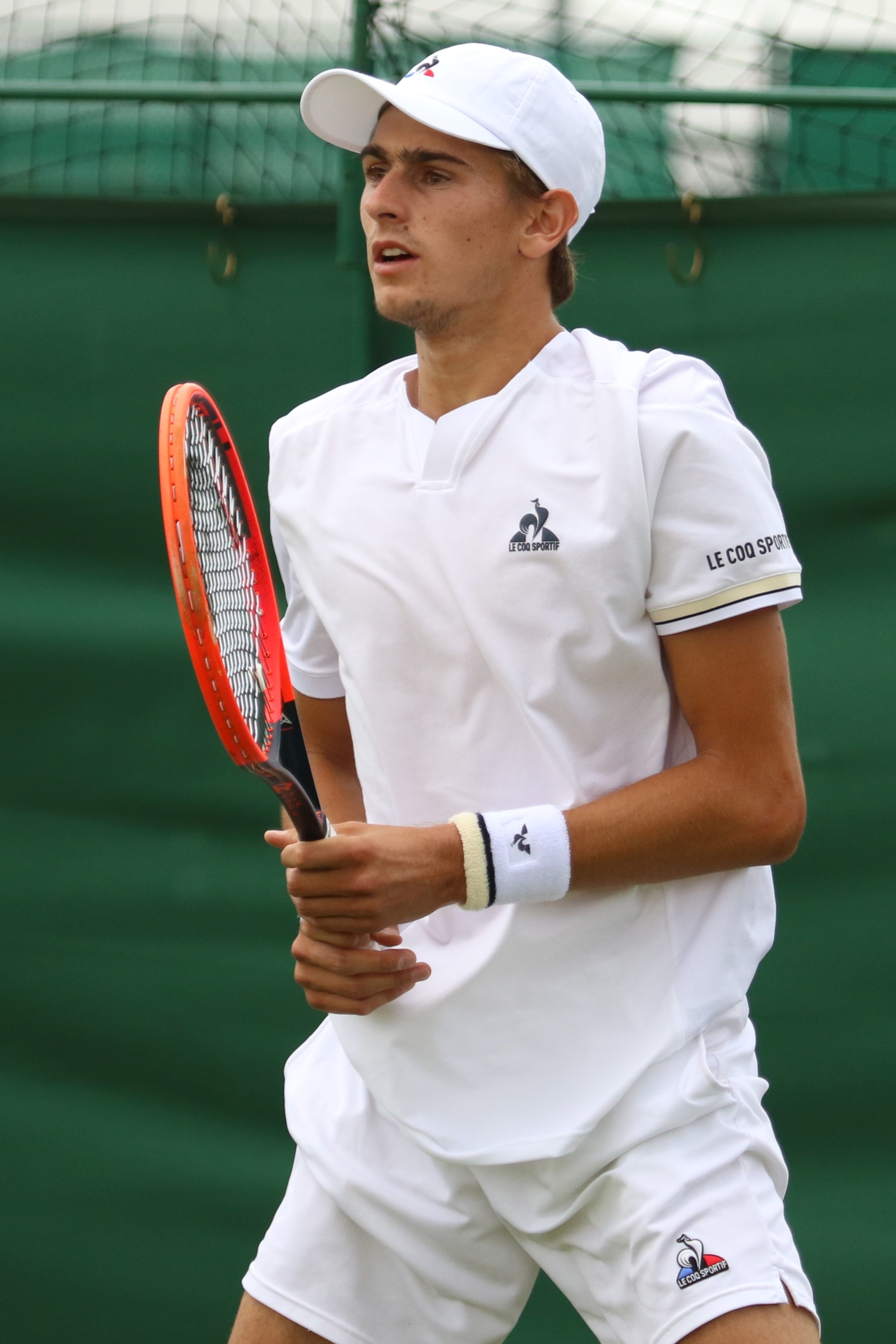
Matteo Arnaldi (* 2001)

- Arnaldur Indriðason (* 1961), isländischer Krimi-Schriftsteller
- Arnall, Ellis (1907–1992), US-amerikanischer Politiker
- Arnals, Alexander d’ (1871–1947), deutscher Regisseur, Dirigent, Schauspieler und Opernsänger
- Arnao de Bruselas († 1564), spanischer Bildhauer
- Arnaoot, Abdul Qader (1928–2004), syrischer Islamgelehrter
- Arnaoutakis, Stavros (* 1956), griechischer Politiker (PASOK), MdEP
- Arnaouti, Joseph (* 1936), syrischer Geistlicher, Patriarchal-Exarch von Damaskus
- Arnaoutis, Mike (* 1979), US-amerikanischer Boxer
- Arnaoutoglou, Sakis, griechischer Politiker der PASOK – Kinima Allagis
- Arnar Freyr Arnarsson (* 1996), isländischer Handballspieler
- Arnar Gunnlaugsson (* 1973), isländischer Fußballspieler und -trainer
- Arnar Jónsson (* 1943), isländischer Schauspieler
- Arnar Viðarsson (* 1978), isländischer Fußballspieler und -trainer
- Arnardi, Vincent (* 1957), französischer Tonmeister
- Arnarsaĸ, grönländische Missionshelferin
- Arnarulunnguaq († 1933), grönländische Expeditionsteilnehmerin
- Arnason, Chuck (* 1951), kanadischer Eishockeyspieler
- Arnason, Tyler (* 1979), kanadisch-US-amerikanischer Eishockeyspieler
- Arnaszus, Dunja (* 1970), deutsche Hörspielautorin, Schauspielerin, Dramaturgin und Dozentin
- Arnau de Segarra, Dominikaner in Katalonien, Teilnehmer an der Disputation von Barcelona, Inquisitor
- Arnau, Eusebi (1863–1933), katalanischer Bildhauer
- Arnau, Francesc (1975–2021), spanischer Fußballtorwart
- Arnau, Frank (1894–1976), schweizerisch-deutscher Schriftsteller
- Arnau, Helene (1870–1958), österreichische Landschafts-, Porträt- und Kriegsmalerin
- Arnau, Javier (* 1973), spanischer Hockeyspieler
- Arnau, Jordi (* 1970), spanischer Hockeyspieler
- Arnau, Karl (1843–1910), österreichischer Schauspieler und Bildhauer
- Arnaud de Comps († 1163), Großmeister des Johanniterordens
- Arnaud de Faugères († 1317), französischer Kardinal und Erzbischof
- Arnaud de Gabaston, französischer Adliger
- Arnaud de Lévezou († 1149), Bischof von Béziers, Erzbischof von Narbonne
- Arnaud de Puyanne, Pierre († 1306), französischer Kardinal und Benediktiner
- Arnaud de Toroge († 1184), Großmeister des Templerordens
- Arnaud II. (Angoulême) († 988), Graf von Angoulême
- Arnaud Vidal de Castelnaudari, mittelalterlicher, okzitanischer Dichter und Troubadour
- Arnaud, Bastien (* 1985), französischer Handballspieler
- Arnaud, Catherine (* 1963), französische Judoka
- Arnaud, Davy (* 1980), US-amerikanischer Fußballspieler
- Arnaud, Dominique (1955–2016), französischer Radrennfahrer
- Arnaud, Émile (1864–1921), französischer Notar und Autor
- Arnaud, Eugène (1834–1905), französischer römisch-katholischer Geistlicher und Bischof
- Arnaud, Federico (* 1970), uruguayischer Maler und Bildhauer
- Arnaud, François (1721–1784), französischer römisch-katholischer Geistlicher, Kommendatarabt, Journalist, Literat, Musiktheoretiker, Gräzist
- Arnaud, François (* 1985), französisch-kanadischer Schauspieler
- Arnaud, François-Thomas-Marie de Baculard d’ (1718–1805), französischer Schriftsteller
- Arnaud, Henri (1643–1721), französischer Soldat, Pfarrer und Waldenserführer
- Arnaud, Henri (1891–1956), französischer Mittelstreckenläufer
- Arnaud, Juliette (* 1973), französische Schauspielerin und Drehbuchautorin
- Arnaud, Lena (* 1996), französische Biathletin
- Arnaud, Léo (1904–1991), französisch-US-amerikanischer Jazzmusiker und Filmkomponist
- Arnaud, Michèle (1919–1998), französische Sängerin
- Arnaud, Poumy (1935–2022), französischer Jazzmusiker (Schlagzeug)
- Arnauda, Edelmiro, kubanischer Fußballspieler und -trainer
- Arnauda, Pedro, mexikanischer Fußballspieler
- Arnaudi, Carlo (1899–1970), italienischer Agrarwissenschaftler, Mikrobiologe, Hochschullehrer, Politiker (Senator und Minister)
- Arnaudo, Anna (* 2000), italienische Leichtathletin
- Arnaudov, Tsanko (* 1992), portugiesischer Kugelstoßer
- Arnaudova, Kristina (* 1979), nordmazedonische Pop-Sängerin
- Arnaudovski, Risto (* 1981), mazedonischer Handballspieler
- Arnaudow, Michail (1878–1978), bulgarischer Literaturhistoriker, Ethnograph, Folklorist
- Arnauld d’Andilly, Robert (1589–1674), französischer Hofbeamter, Staatstheoretiker, Jansenist, Dichter und Übersetzer
- Arnauld de la Perière, Alice (1875–1914), deutsche Schauspielerin
- Arnauld de la Perière, August Ferdinand von (1786–1863), preußischer Generalleutnant
- Arnauld de la Perière, Friedrich von (1888–1969), deutscher Generalleutnant der Luftwaffe
- Arnauld de la Perière, Johann Gabriel (1731–1810), preußischer Generalmajor, Führer des Freiregiments Nr. 2 und Brigadier der leichten Infanterie
- Arnauld de la Perière, Lothar von (1886–1941), deutscher Marineoffizier, U-Boot-Kommandant im Ersten Weltkrieg und Vizeadmiral im Zweiten WeltkriegLothar von Arnauld de la Perière (1886–1941)

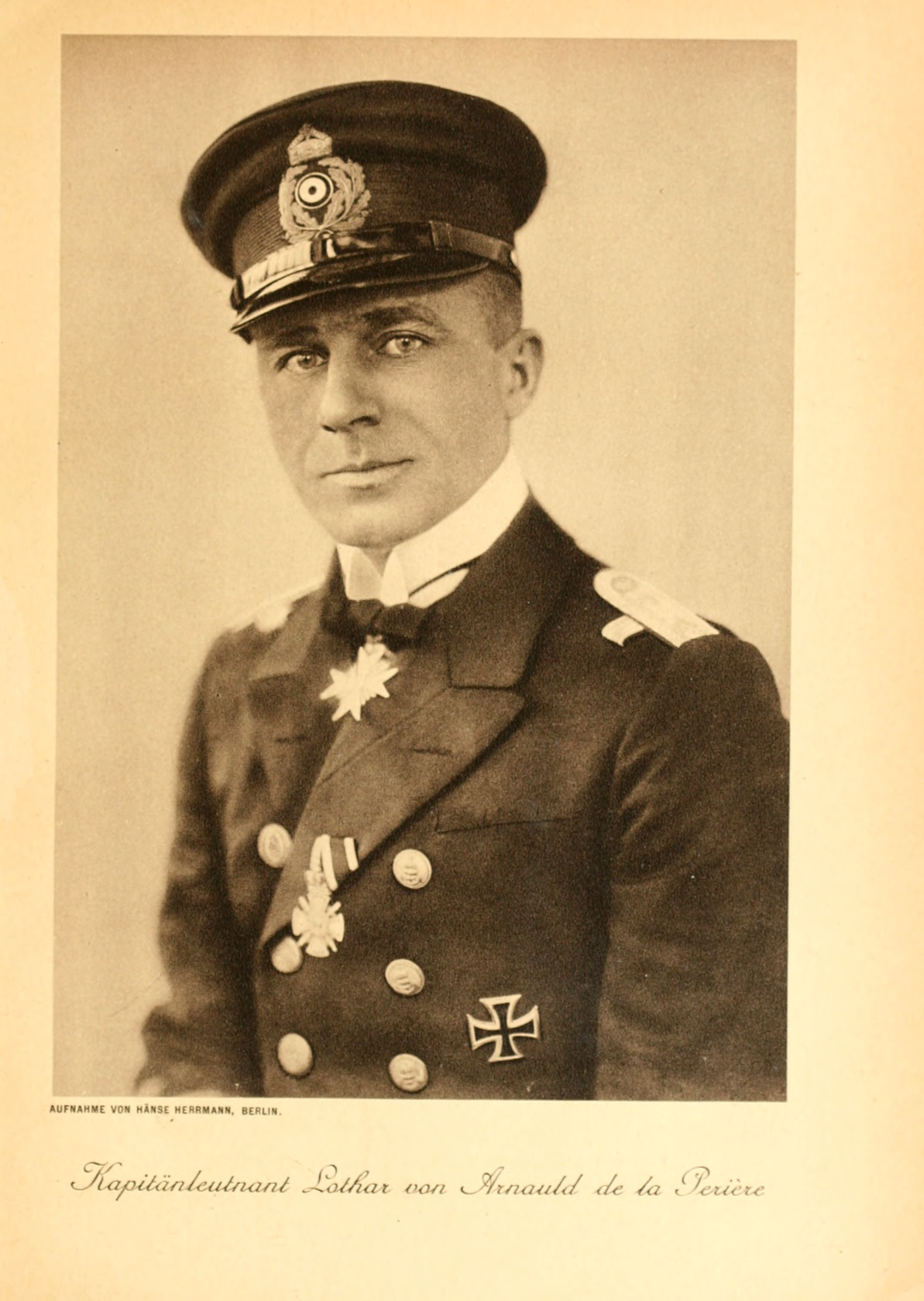
Lothar von Arnauld de la Perière (1886–1941)

- Arnauld de la Perière, Raoul (1874–1908), deutscher Schauspieler
- Arnauld, Agnès (1593–1671), französische Zisterzienserin, Äbtissin und Klosterreformerin
- Arnauld, Andreas von (* 1970), deutscher Jurist und Hochschullehrer
- Arnauld, Angélique (1591–1661), französische Äbtissin
- Arnauld, Antoine (1612–1694), französischer Philosoph
- Arnauld, Louis-Roch-Antoine-Charles (1703–1779), französischer Autor und Enzyklopädist
- Arnault Guilhem de Barbazan (1360–1431), französischer Heerführer im Hundertjährigen Krieg
- Arnault, Antoine-Vincent (1766–1834), französischer Schriftsteller
- Arnault, Bernard (* 1949), französischer Unternehmer und MilliardärBernard Arnault (* 1949)

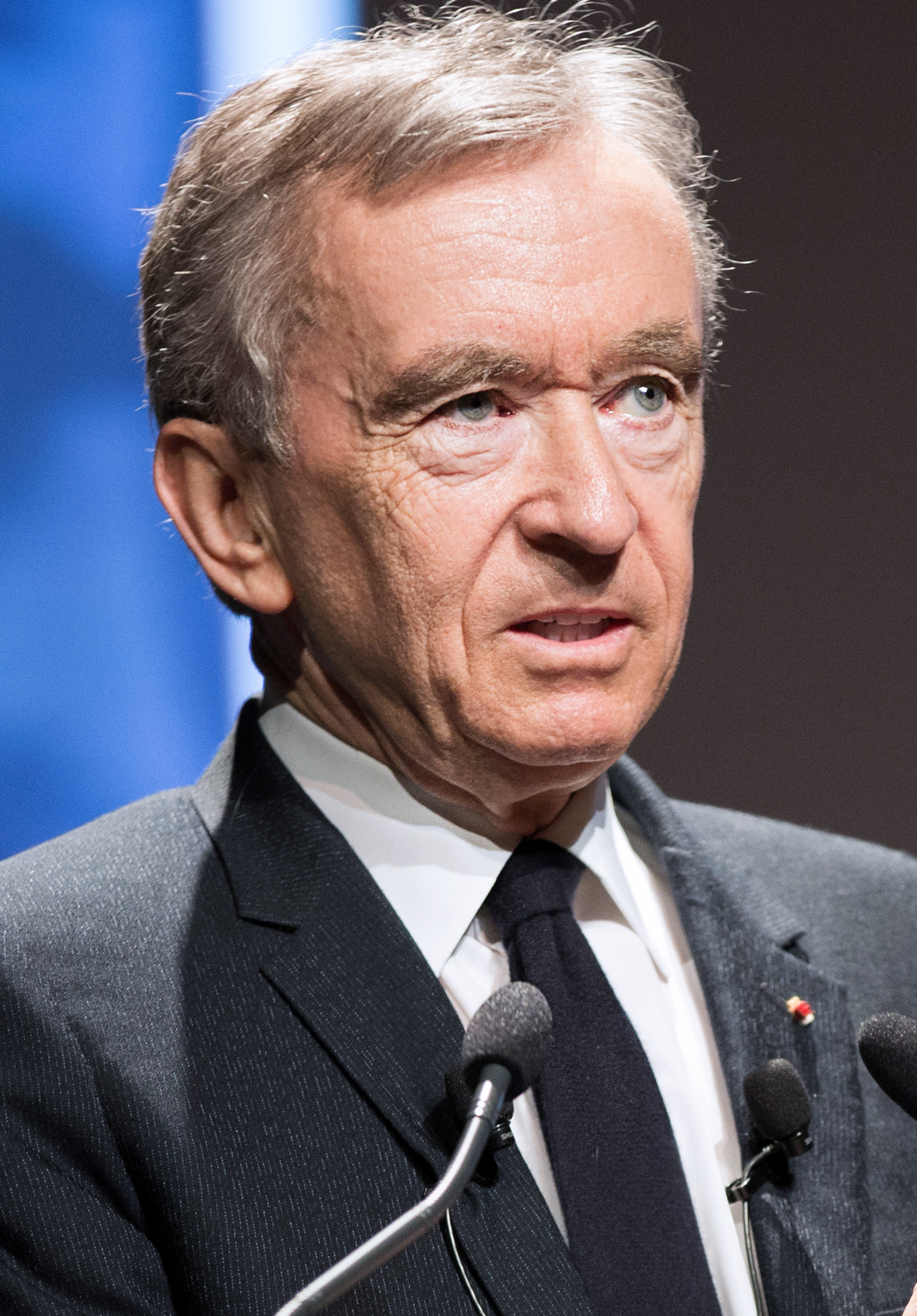
Bernard Arnault (* 1949)

- Arnault, Clément (* 1990), französischer Skilangläufer
- Arnault, Delphine (* 1975), französische Geschäftsfrau
- Arnault, Eve-Marie, französische Kostümbildnerin
- Arnault, Jean-Claude (* 1946), französisch-schwedischer Fotograf und Theaterregisseur
- Arnault, Lucien (1787–1863), französischer Dramatiker und Staatsbeamter
- Arnaut Daniel, okzitanischer Trobador
- Arnaut de Zwolle, Henri († 1466), flämischer Arzt, Astronom und Musiktheoretiker
- Arnauth, Mafalda (* 1974), portugiesische Fado-Sängerin
- Arnautis, Niko (* 1980), deutscher Fußballtrainer
- Arnautović, Ljuba (* 1954), österreichische Übersetzerin, Journalistin und Schriftstellerin
- Arnautović, Marko (* 1989), österreichischer Fußballspieler
- Arnautović, Zlatan (* 1956), jugoslawischer Handballspieler
- Arnautow, Wiktor Michailowitsch (1896–1979), russischer Wandmaler
- Arnautu, Marie-Christine (* 1952), französische Politikerin (Front National), MdEP
- Arnaz, Desi (1917–1986), kubanischer Musiker, Schauspieler, Komiker und FernsehproduzentDesi Arnaz (1917–1986)

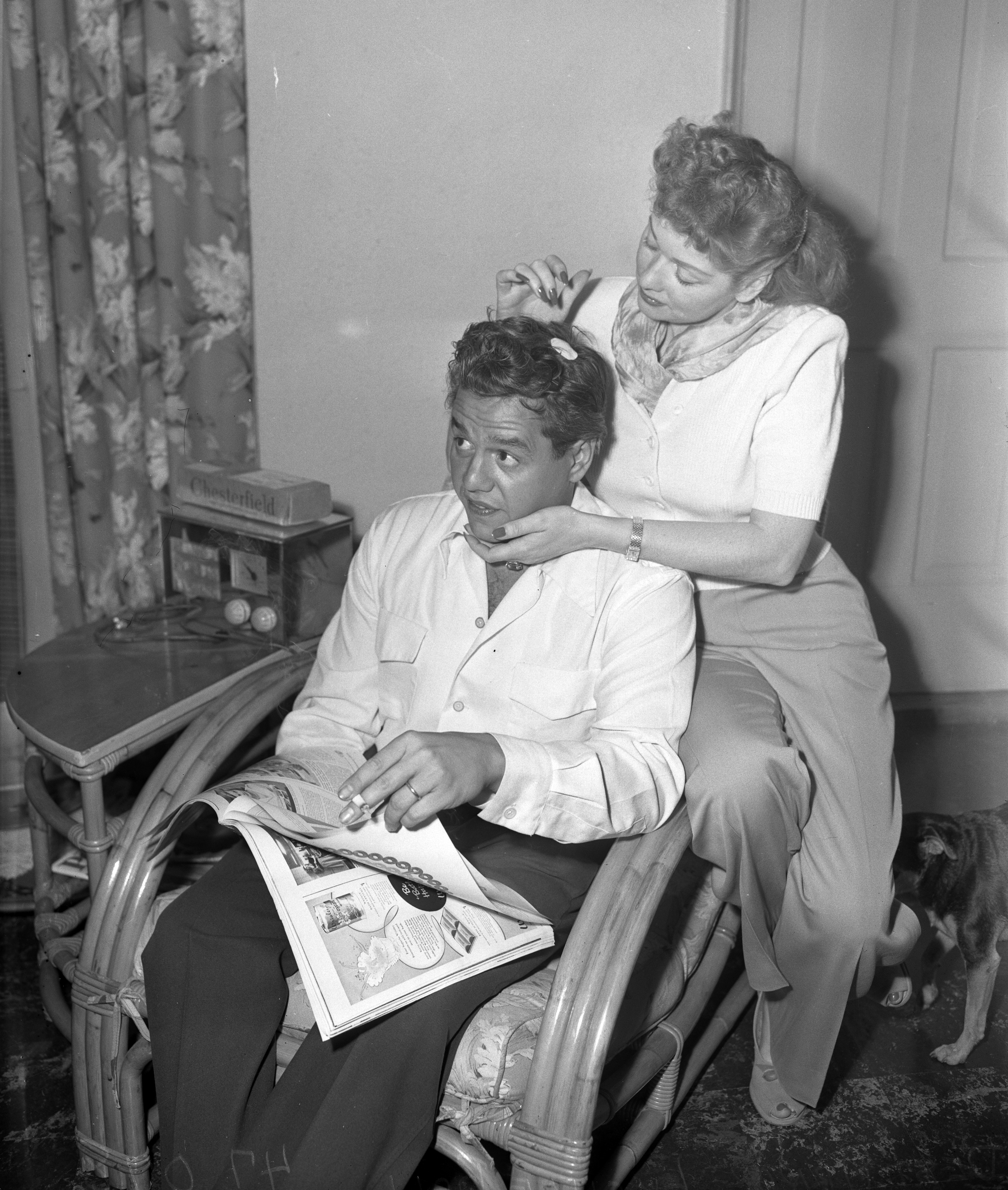
Desi Arnaz (1917–1986)

- Arnaz, Desi junior (* 1953), US-amerikanischer Schauspieler und Musiker
- Arnaz, Lucie (* 1951), US-amerikanische Schauspielerin

### Arnb
- Arnberg, Johan Wolter (1832–1900), schwedischer Nationalökonom und Bankdirektor
- Arnberg, Matts (1918–1995), schwedischer Radioproduzent, Ethnologe und Musikwissenschaftler
- Arnberger, Erik (1917–1987), österreichischer Kartograf
- Arnberger, Günther (* 1992), österreichischer Fußballspieler
- Arnbom, Arne (1922–1975), schwedischer Regisseur und Produzent
- Arnbom, Marie-Theres (* 1968), österreichische Historikerin, Autorin, Kuratorin und Kulturmanagerin

### Arnd
- Arnd al Raschid, Dorothea (1869–1945), deutsche Porträtmalerin
- Arnd von Hildebrinkhusen, Bürgermeister in Brilon
- Arnd, Christian (1623–1653), deutscher Theologe und Logiker
- Arnd, Friedrich (1839–1911), deutscher Autor
- Arnd, Jodocus Balthasar (1791–1848), Mitglied der Kurhessischen Ständeversammlung
- Arnd, Johann Karl Anton (1867–1934), Abgeordneter des Provinziallandtages Hessen-Nassau und Mitglied der Zentrumspartei
- Arnd, Josua (1626–1687), deutscher evangelischer Theologe, Historiker und Kirchenlieddichter
- Arnd, Karl (1673–1721), deutscher evangelischer Theologe
- Arnd, Karl Eduard (1802–1874), deutscher Autor, Geschichtsschreiber
- Arndes, Dietrich II. (1442–1506), Bischof von Lübeck
- Arndes, Steffen, deutscher Buchdrucker
- Arndgen, Josef (1894–1966), deutscher Politiker (CDU), MdL, MdB
- Arndís Anna Kristínardóttir Gunnarsdóttir (* 1982), isländische Politikerin und Rechtsanwältin
- Arndís Halla (* 1969), isländische Opernsängerin (Sopran)
- Arndorfer, Burghardt (1948–2021), deutscher Politiker (Ost-CDU, CDU), MdL
- Arnds, Ernst (1922–1971), deutscher Politiker (SPD), MdL
- Arndt, Adelheid (* 1952), deutsche Schauspielerin
- Arndt, Adolf (1904–1974), deutscher Politiker (SPD), MdB
- Arndt, Alfred (1898–1976), deutscher Architekt
- Arndt, Alwin (1878–1959), deutscher Pädagoge, Biologe und Historiker
- Arndt, Amalie (* 1869), deutsche Schriftstellerin

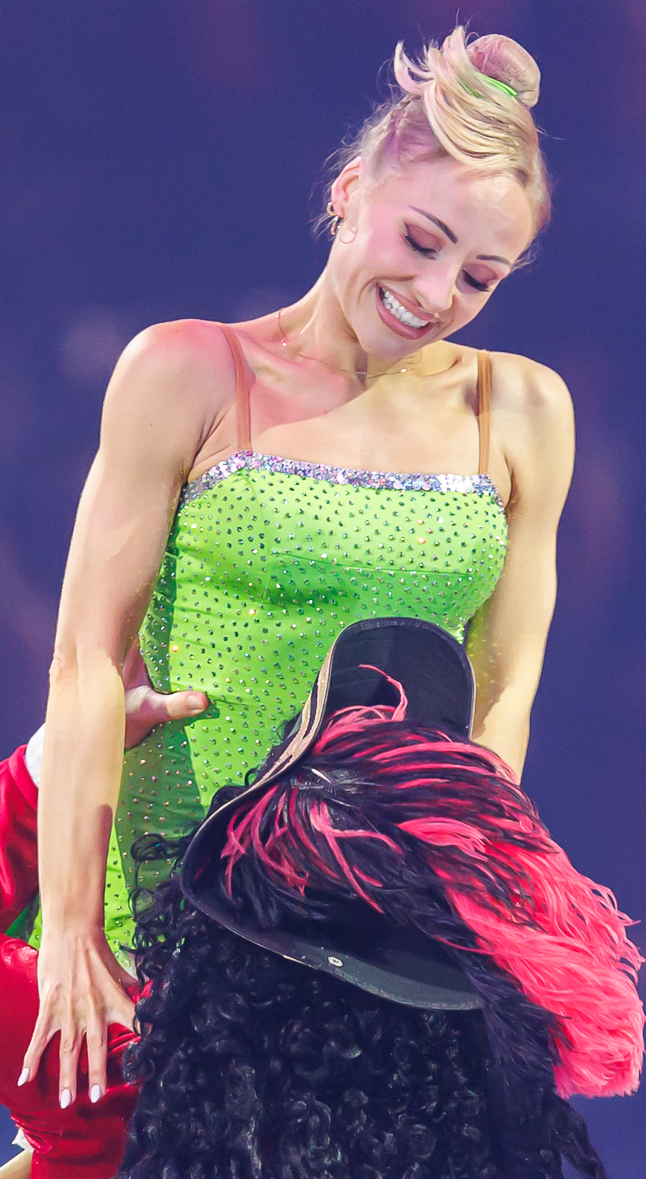
Marta Arndt (* 1989)

- Arndt, Andreas (* 1949), deutscher Philosoph, gilt als Hegel-Experte
- Arndt, Anja (* 1966), deutsche Politikerin (AfD) und seit 2024 Mitglied des Europäischen ParlamentsAnja Arndt (* 1966)

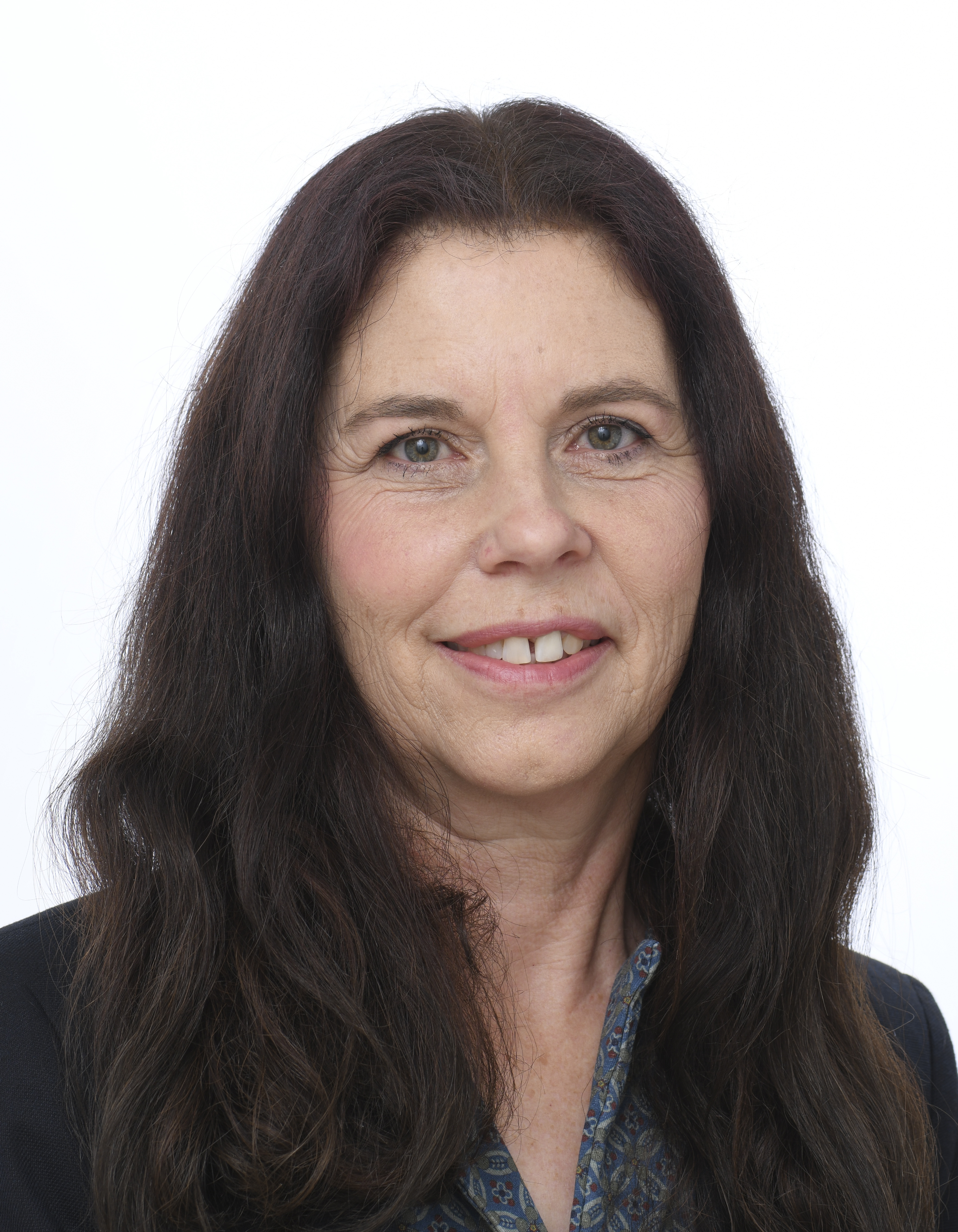
Anja Arndt (* 1966)

- Arndt, Anthony (* 1952), deutscher Schauspieler, Moderator und ehemaliger Radrennfahrer
- Arndt, Arno von (1835–1902), preußischer General der Infanterie
- Arndt, August (* 1885), deutscher Politiker (DDP)
- Arndt, Augustin (1851–1925), deutscher Ordensgeistlicher, Jesuit
- Arndt, Axel (1941–1998), deutscher Künstler
- Arndt, Bernhard (* 1954), deutscher Pianist
- Arndt, Bianca (* 1977), deutsche Schauspielerin und Sängerin
- Arndt, Brittney (* 1998), US-amerikanische Rennrodlerin
- Arndt, Bruno (1874–1922), deutscher Schriftsteller
- Arndt, Carl Friedrich Ludwig (1787–1862), deutscher Pädagoge und evangelisch-lutherischer Geistlicher
- Arndt, Carl Gottlob Heinrich (1751–1830), deutscher evangelisch-lutherischer Geistliche rund Dompropst am Ratzeburger Dom
- Arndt, Carsten (* 1970), deutscher Leichtathlet
- Arndt, Charlott (* 1992), deutsche Radsportlerin
- Arndt, Christian Gottlieb von (1743–1829), deutscher Historiker und Philologe
- Arndt, Claus (1927–2014), deutscher Jurist und Politiker (SPD), MdB
- Arndt, Constance (* 1977), deutsche Kommunalpolitikerin und Oberbürgermeisterin in Zwickau
- Arndt, Daniela (* 1977), deutsche Fußballspielerin
- Arndt, Denis (1939–2025), US-amerikanischer Theater- und Filmschauspieler
- Arndt, Dietrich (1935–2018), deutscher Mediziner und Schriftsteller
- Arndt, Doris (1930–2018), deutsche Dompteuse
- Arndt, Erich, deutscher Fußballtorhüter
- Arndt, Erich (1911–1961), deutscher Radrennfahrer
- Arndt, Erich (1912–2012), deutscher evangelischer Pfarrer
- Arndt, Erich (1916–1996), deutscher Wirtschaftswissenschaftler und Hochschullehrer
- Arndt, Erich (* 1938), deutscher Tischtennisspieler
- Arndt, Ernst (1861–1942), deutscher Bühnen- und FilmschauspielerErnst Arndt (1861–1942)

Ernst Arndt (1861–1942)

- Arndt, Ernst Hermann (1807–1889), deutscher Architekt, sächsischer Baubeamter, Professor an der Baugewerkschule Dresden
- Arndt, Ernst Moritz (1769–1860), deutscher SchriftstellerErnst Moritz Arndt (1769–1860)

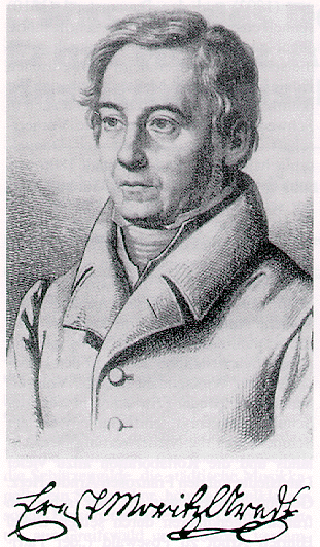
Ernst Moritz Arndt (1769–1860)

- Arndt, Ernst-Albert (1927–2014), deutscher Meeresbiologe
- Arndt, Erwin (* 1929), deutscher Germanist
- Arndt, Eva (1919–1993), dänische Schwimmerin
- Arndt, Fabian (* 1995), deutscher Fußballspieler
- Arndt, Franz (1848–1917), deutscher evangelischer Theologe und Pfarrer
- Arndt, Franz Gustav (1842–1905), deutscher Landschafts- und Genremaler
- Arndt, Franziska (* 1974), deutsche Schauspielerin
- Arndt, Frieder (1961–2017), deutscher Komiker
- Arndt, Friedrich (1905–1985), deutscher Puppenspieler
- Arndt, Friedrich Carl (1772–1815), deutscher Jurist, Bürgermeister und Stadtrichter in Bergen auf Rügen
- Arndt, Fritz (1885–1969), deutscher und türkischer Chemiker
- Arndt, G. Adolf (1849–1926), deutscher Jurist und Hochschullehrer
- Arndt, Georg (1863–1939), deutscher evangelischer Theologe
- Arndt, Georg (1874–1929), deutscher Dermatologe
- Arndt, Gerhard (1890–1963), deutscher Landwirt und Politiker (CDU, BHE, FdU, SRP), MdL
- Arndt, Gertrud (1903–2000), deutsche Bauhausschülerin und Fotografin
- Arndt, Gottfried August (1748–1819), deutscher Historiker, Ethnologe und Staatswissenschaftler
- Arndt, Günther (1894–1975), deutscher Politiker (NSDAP), MdR, MdL
- Arndt, Günther (1907–1976), deutscher Chorleiter und Produzent
- Arndt, Hans (1904–1971), österreichischer Architekt, Zivilingenieur und Konsulent für Hochbau
- Arndt, Hans-Joachim (1923–2004), deutscher Politikwissenschaftler
- Arndt, Hans-Wolfgang (* 1945), deutscher Jurist, Professor für Steuerrecht
- Arndt, Harry (1936–2022), deutscher Leichtathlet, Ultramarathonläufer und Sportfunktionär
- Arndt, Heinz Wolfgang (1915–2002), australischer Ökonom
- Arndt, Helmut (1911–1997), deutscher Wirtschaftswissenschaftler
- Arndt, Helmut (1928–2016), deutscher Historiker
- Arndt, Helmut (1933–2016), deutscher Diplomat
- Arndt, Henriette (1892–1942), deutsche Lehrerin
- Arndt, Herbert (1906–1988), deutscher Jurist und Richter am Bundesgerichtshof (1953–1974)
- Arndt, Herbert (1906–1994), deutscher Politiker (SPD), MdA
- Arndt, Hermina (1885–1926), neuseeländische Malerin
- Arndt, Horst (1929–2016), deutscher Anglist
- Arndt, Horst (1934–2014), deutscher Ruderer
- Arndt, Ilka (* 1981), deutsche Handballspielerin
- Arndt, Ilse (1913–2003), deutsche Überlebende des Holocaust und Zeitzeugin
- Arndt, Jacques (1914–2012), österreichisch-argentinischer Schauspieler, Regisseur und Intendant
- Arndt, Jeannette (* 1970), deutsche Schauspielerin und Regisseurin
- Arndt, Jirka (1973–2024), deutscher Langstreckenläufer
- Arndt, Jochen (* 1968), deutscher Squashspieler
- Arndt, Johann (1555–1621), deutscher lutherischer TheologeJohann Arndt (1555–1621)

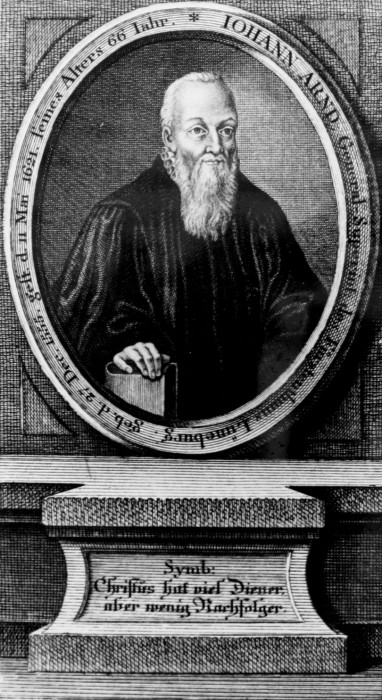
Johann Arndt (1555–1621)

- Arndt, Johann Friedrich (1802–1881), deutscher evangelischer Prediger
- Arndt, Johann Gottfried (1713–1767), Historiker
- Arndt, Johannes (1857–1931), deutscher Missionar in Südafrika
- Arndt, Johannes (* 1902), deutscher Oberstudienrat und Autor
- Arndt, Johannes (* 1957), deutscher Historiker
- Arndt, Jörg (* 1961), deutscher Schriftsteller und evangelischer Pastor
- Arndt, Judith (* 1976), deutsche RadrennfahrerinJudith Arndt (* 1976)

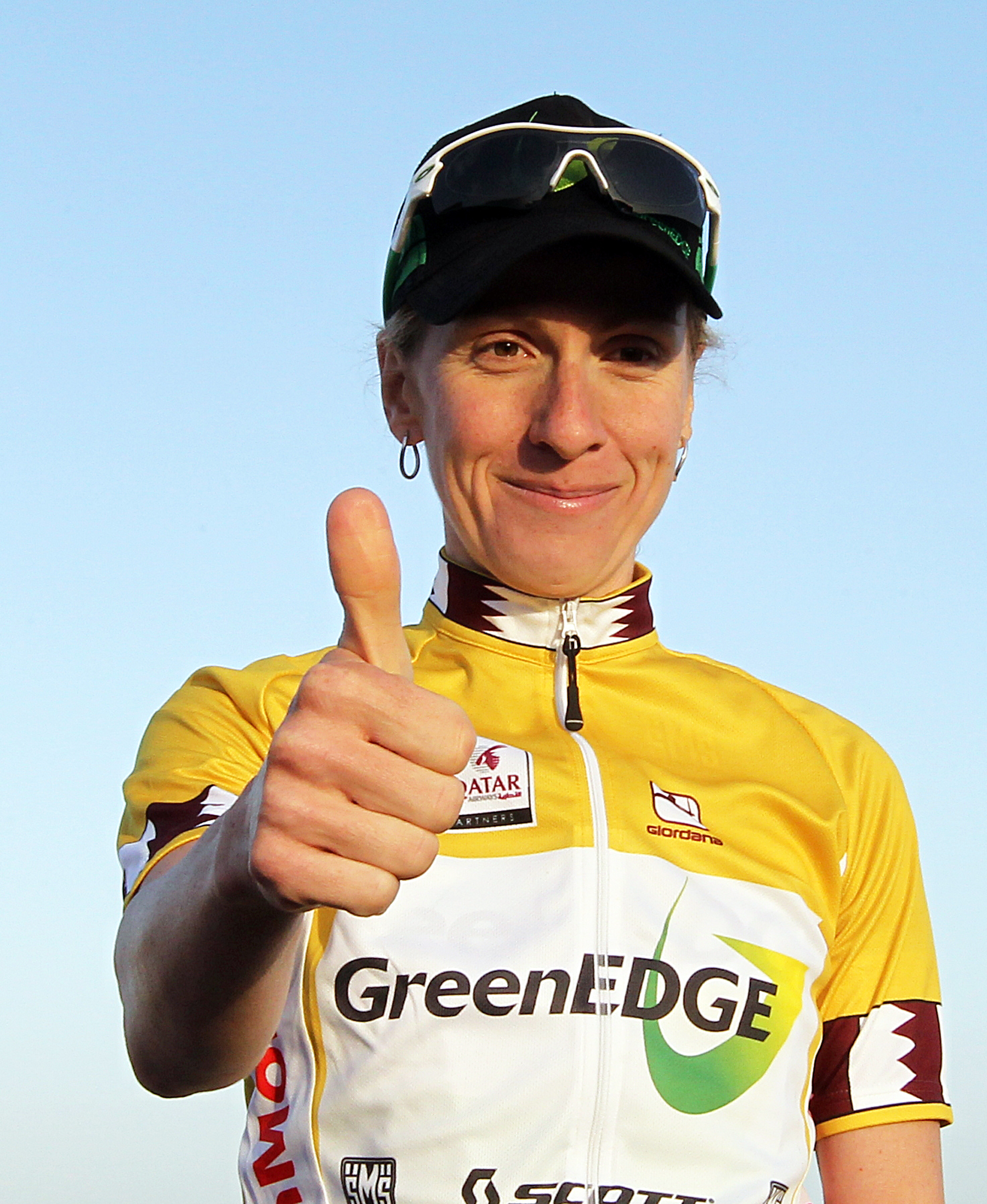
Judith Arndt (* 1976)

- Arndt, Julius Karl (1820–1888), evangelischer Pfarrer und Kirchenlieddichter
- Arndt, Jürgen (1915–1998), deutscher Jurist und Heraldiker
- Arndt, Jürgen (* 1962), deutscher Musikwissenschaftler
- Arndt, Karin (* 1965), deutsche Juristin und politische Beamte
- Arndt, Karl (1886–1949), sozialdemokratischer Politiker und Gewerkschafter
- Arndt, Karl (* 1889), deutscher Generalarzt des Heeres im Zweiten Weltkrieg
- Arndt, Karl (1892–1981), deutscher Generalleutnant im Zweiten Weltkrieg
- Arndt, Karl (1904–1990), deutscher Jurist
- Arndt, Karl (1929–2018), deutscher Kunsthistoriker und Ordinarius für Kunstgeschichte an der Universität Göttingen
- Arndt, Karl J. R. (1903–1991), US-amerikanischer Philologe, Germanist und Hochschullehrer
- Arndt, Karl-Hans (1935–2012), deutscher Mediziner
- Arndt, Kathi, deutsche Sängerin christlicher Popmusik
- Arndt, Klaus, deutscher Autor und Verleger
- Arndt, Klaus (1932–1990), deutscher Pressezeichner und Karikaturist
- Arndt, Klaus Dieter (1927–1974), deutscher Politiker (SPD), MdA, MdB, MdEP
- Arndt, Klaus Friedrich (1930–2012), deutscher Rechtswissenschaftler
- Arndt, Konrad (1899–1940), deutscher Gewerkschaftsfunktionär und Widerstandskämpfer
- Arndt, Kurt (1873–1946), deutscher Chemiker
- Arndt, Kurt (1908–1997), deutscher Politiker (SPD), MdA
- Arndt, Leo (1857–1945), deutscher Illustrator und Radierer
- Arndt, Lina (* 1996), deutsche Popsängerin
- Arndt, Louis (1861–1940), deutscher Astronom
- Arndt, Mareike (* 1992), deutsche Mehrkämpferin
- Arndt, Marianne (* 1946), deutsche Pflegewissenschaftlerin und Ordensfrau
- Arndt, Mark (* 1941), deutscher russisch-orthodoxer Bischof und Erzbischof
- Arndt, Markus (* 1965), deutscher Physiker und Hochschullehrer
- Arndt, Marta (* 1989), polnisch-deutsche TänzerinMarta Arndt (* 1989)
- Arndt, Martin (* 1949), deutscher Philosophiehistoriker und Lehrer
- Arndt, Martin von (* 1968), deutscher Autor
- Arndt, Matthias (* 1968), deutscher Galerist
- Arndt, Max (1897–1967), deutscher Ingenieur
- Arndt, Maximilian (* 1987), deutscher Bobsportler
- Arndt, Melanie (* 1977), deutsche Wirtschaftshistorikerin
- Arndt, Michael, US-amerikanischer DrehbuchautorMichael Arndt

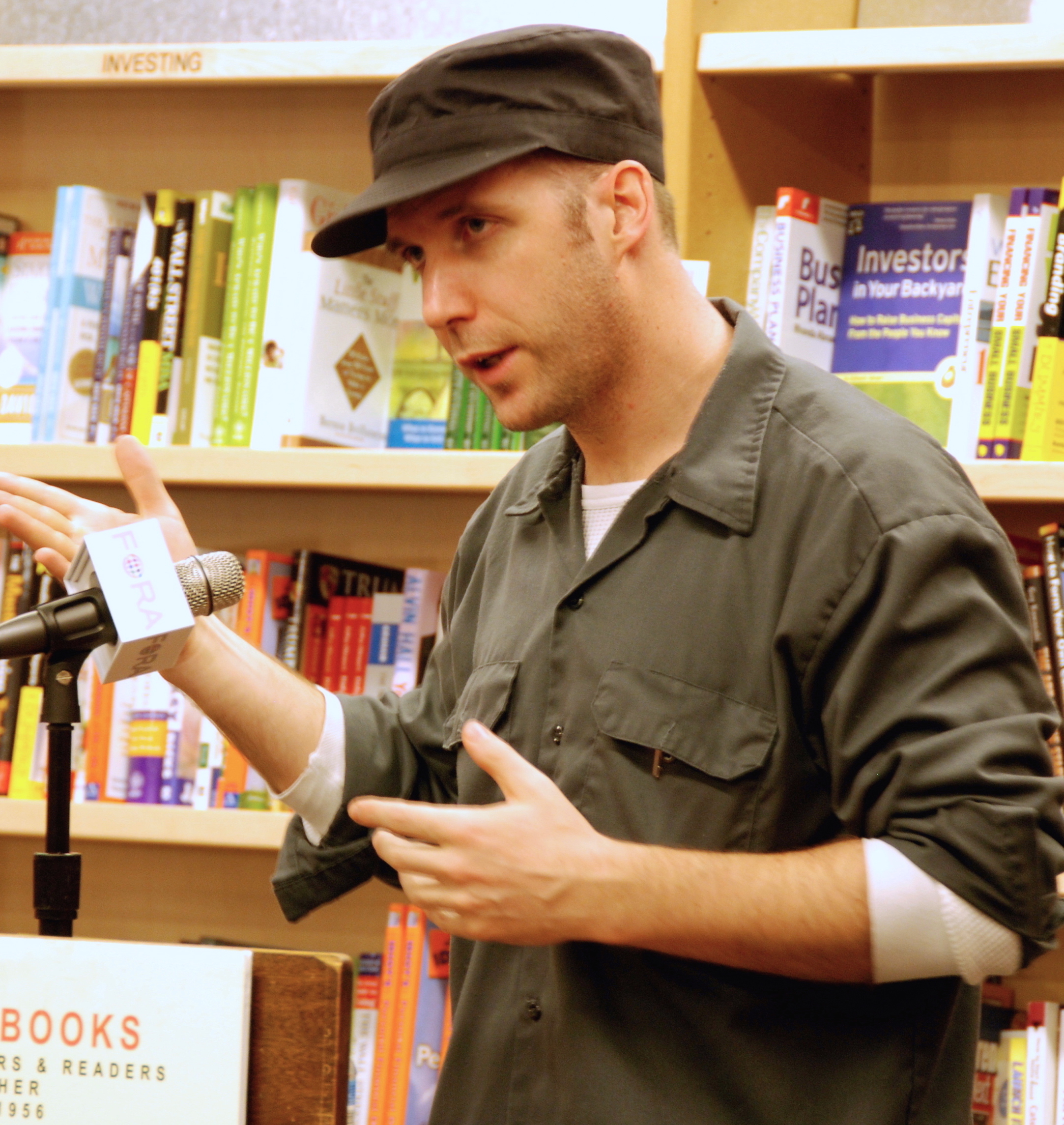
Michael Arndt

- Arndt, Michael (* 1941), deutscher Kommunalpolitiker (SPD)
- Arndt, Michael (* 1951), deutscher Politiker (SPD), MdA
- Arndt, Michael (* 1959), deutscher Taekwondoin
- Arndt, Moses (* 1964), deutscher Autor und Verleger im Bereich der Hardcore-Punk-Bewegung
- Arndt, Nikias (* 1991), deutscher Radrennfahrer
- Arndt, Nikolaus (1928–2016), deutscher Architekt, Historiker und Kommunalpolitiker
- Arndt, Olaf (* 1961), deutscher Autor, Performance-Künstler, Blogger und Herausgeber
- Arndt, Olaf (* 1963), deutscher Radsportler, Junioren-Weltmeister im Radsport
- Arndt, Ottilie (* 1951), deutsche Schriftstellerin
- Arndt, Otto (1920–1992), deutscher Politiker (SED), MdV, Minister für Verkehrswesen der DDR
- Arndt, Paul (1865–1937), deutscher Klassischer Archäologe
- Arndt, Paul (1870–1942), deutscher Nationalökonom
- Arndt, Paul (1884–1964), deutscher Politiker (USPD), MdL Waldeck
- Arndt, Paul (1913–1939), deutscher Widerstandskämpfer
- Arndt, Pauline (1833–1915), niederdeutsche Schriftstellerin
- Arndt, Paweł (* 1954), polnischer Politiker, Mitglied des Sejm
- Arndt, Peri (* 1965), deutsche Musikerin und Politikerin (SPD), MdHB
- Arndt, Peter Friedrich (1817–1866), deutscher Mathematiker
- Arndt, Reinhard (* 1952), deutscher Judoka
- Arndt, Richie (* 1958), deutscher Blues- und Rockmusiker
- Arndt, Rolf (* 1930), deutscher Schauspieler und Bühnenregisseur
- Arndt, Rommy (* 1967), deutsche Fernsehmoderatorin, Journalistin und NachrichtensprecherinRommy Arndt (* 1967)

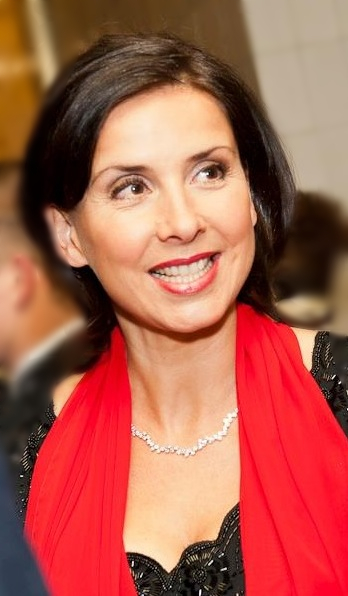
Rommy Arndt (* 1967)

- Arndt, Rudi (1907–1989), deutscher Komponist, Arrangeur, Posaunist und Bratscher
- Arndt, Rudi (1909–1940), deutscher Widerstandskämpfer
- Arndt, Rudi (1927–2004), deutscher Politiker (SPD), MdL, MdEPRudi Arndt (1927–2004)

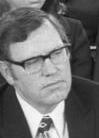
Rudi Arndt (1927–2004)

- Arndt, Rudolf (1835–1900), deutscher Psychiater
- Arndt, Sabine (* 1976), deutsche Fernsehmoderatorin
- Arndt, Siegfried Theodor (1915–1997), evangelisch-lutherischer Pfarrer
- Arndt, Stefan (* 1961), deutscher Filmproduzent
- Arndt, Stefanie (* 1988), deutsche Meereisphysikerin
- Arndt, Susan (* 1967), deutsche Anglistin, Afrikanistin und Literaturwissenschaftlerin
- Arndt, Theodor (1850–1901), deutscher evangelischer Theologe
- Arndt, Thomas (* 1952), deutscher Ornithologe
- Arndt, Thoralf (* 1966), deutscher Fußballspieler
- Arndt, Torsten (* 1962), deutscher Politiker (AfD)
- Arndt, Turid (* 1981), deutsche Handballspielerin
- Arndt, Udo (* 1948), deutscher Musiker, Tonmeister und Produzent
- Arndt, Ully (* 1961), deutscher Comiczeichner und Illustrator
- Arndt, Walter Werner (1916–2011), US-amerikanischer Literaturwissenschaftler und Übersetzer
- Arndt, Walther (1891–1944), deutscher Zoologe und Mediziner
- Arndt, Werner (1884–1939), deutscher Tischtennisfunktionär
- Arndt, Werner (1918–1990), deutscher Maler, Grafiker, Bildhauer und Objektkünstler
- Arndt, Werner (* 1960), deutscher Politiker (SPD), Bürgermeister von MarlWerner Arndt (* 1960)

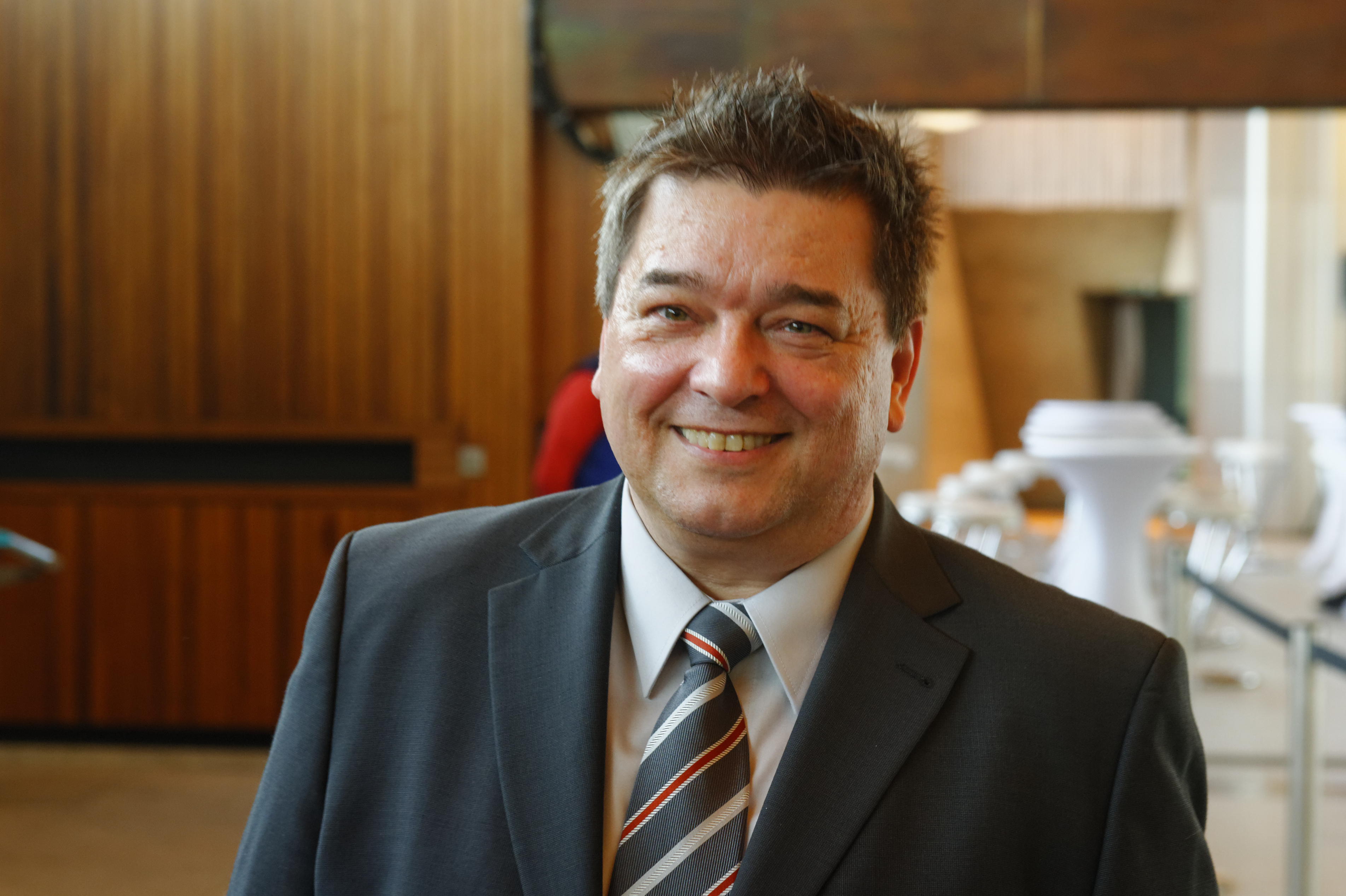
Werner Arndt (* 1960)

- Arndt, Wilhelm (1838–1895), deutscher Historiker und Paläograf
- Arndt-Brauer, Ingrid (* 1961), deutsche Politikerin (SPD), MdB
- Arndt-Ober, Margarethe (1885–1971), deutsche Opernsängerin (Mezzosopran/Alt)
- Arndts von Arnesberg, Carl Ludwig (1803–1878), deutsch-österreichischer Rechtswissenschaftler und Politiker
- Arndts, Angelika (1907–1996), deutsche Schauspielerin
- Arndts, Anton Wilhelm Stephan (1765–1830), deutscher Mineraloge
- Arndts, Bertha (1809–1859), deutsche Schriftstellerin
- Arndts, Carl Wilhelm Christian (1807–1862), deutscher Beamter und preußischer Abgeordneter
- Arndts, Engelbert (1750–1819), deutscher Jurist und Beamter
- Arndts, Franz (* 1864), deutscher Jurist, Senatspräsident beim Reichsgericht
- Arndts, Friedrich (1753–1812), Jurist und Autor
- Arndts, Hermann Christian (1831–1888), preußischer Beamter und Politiker
- Arndts, Johann Wilhelm (1710–1771), Kurkölner Beamter
- Arndts, Maria (1823–1882), deutsche Schriftstellerin
- Arndts, Otto (1879–1963), deutscher Porträt- und Landschaftsmaler

### Arne
- Arné, Laurence (* 1982), französische SchauspielerinLaurence Arné (* 1982)

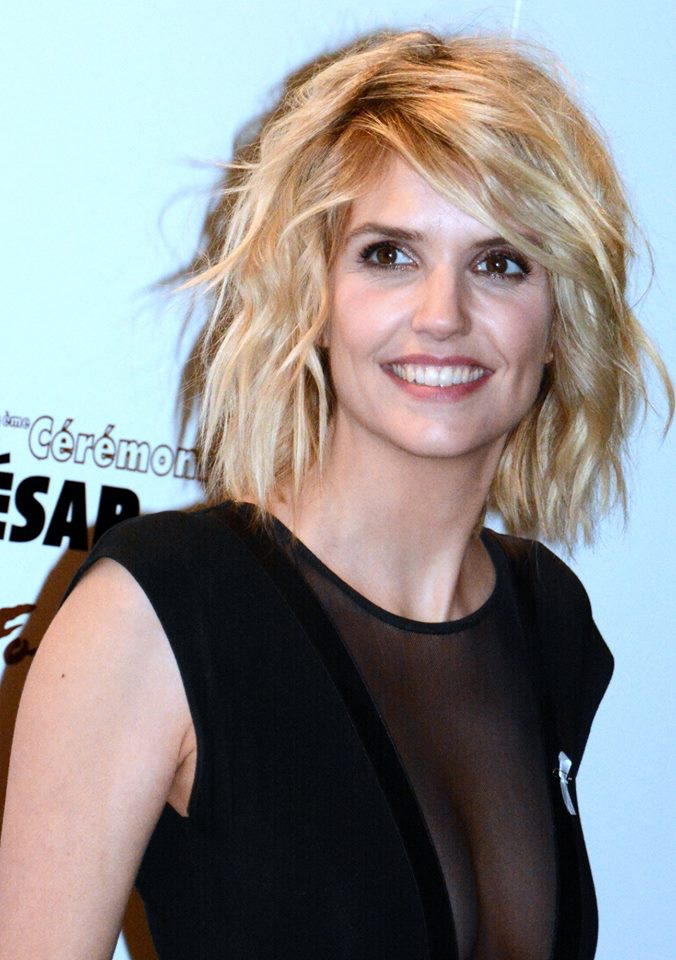
Laurence Arné (* 1982)

- Arne, Peter (1920–1983), britischer Schauspieler bei Bühne, Film und Fernsehen
- Arne, Thomas (1710–1778), englischer Komponist
- Arneberg, Arnstein (1882–1961), norwegischer Architekt
- Arneberg, Tor (1928–2015), norwegischer Segler
- Arnebert († 637), fränkischer Adliger und Herzog
- Arnebrott, Erik-Johannes (* 1999), norwegischer Fußballspieler
- Arnecke, Friedrich (1884–1953), deutscher Jurist und Syndikus
- Arnecke, Jörn (* 1973), deutscher Komponist
- Arnedo Álvarez, Gerónimo (1897–1980), argentinischer Politiker
- Arnefjord, Daniel (* 1979), schwedischer Fußballspieler
- Arnefrid, Bischof von Konstanz und Abt von Reichenau
- Arnegger, Alois (1879–1963), österreichischer Maler
- Arnegger, Alwin (1883–1916), österreichischer Porträt- und Landschaftsmaler
- Arnegger, Ernst (* 1944), deutscher Politiker (CDU), MdL
- Arnegisclus († 447), oströmischer Heermeister
- Arnegunde, Ehefrau des fränkischen Königs Chlothar I.
- Arneil, Barbara, britisch-kanadische Politikwissenschaftlerin
- Arneil, Steve (1934–2021), britischer Budōka und Pionier des Karate
- Arneken, Henni (1539–1602), Bürgermeister der Altstadt Hildesheim
- Arnekhamani, König von Nubien
- Arnekleiv, Juni (* 1999), norwegische Biathletin
- Arnelas, Soraya (* 1982), spanische SängerinSoraya Arnelas (* 1982)

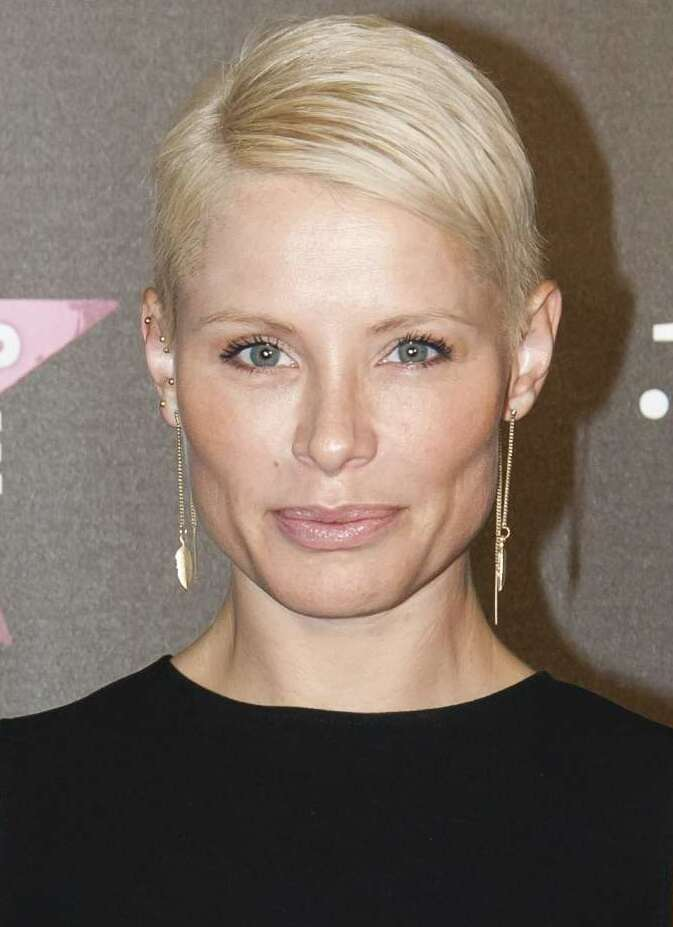
Soraya Arnelas (* 1982)

- Arnell, Alan (1933–2013), englischer Fußballspieler
- Arnell, Johan M. (* 1947), schwedischer Dirigent
- Arnell, Richard (1917–2009), englischer Komponist
- Arnell, Samuel Mayes (1833–1903), US-amerikanischer Politiker
- Arnell, Sigfrid Vilhelm (1895–1970), schwedischer Botaniker
- Arnell, Vaughan (* 1961), britischer Filmregisseur für Musikvideos und Werbefilme
- Arnemann, Justus (1763–1806), deutscher Medizinprofessor und Chirurg
- Arnemann, Ludwig (* 1855), deutscher Kapellmeister und Salonkomponist
- Arnemann, Mathilde (1809–1896), deutsche Mäzenin
- Arnemann, Raul (* 1953), sowjetischer Ruderer
- Arnemann, Sepp (1917–2010), deutscher Cartoonist
- Arneng, Johan (* 1979), schwedischer Fußballspieler
- Arneodo, Romain (* 1992), monegassischer TennisspielerRomain Arneodo (* 1992)

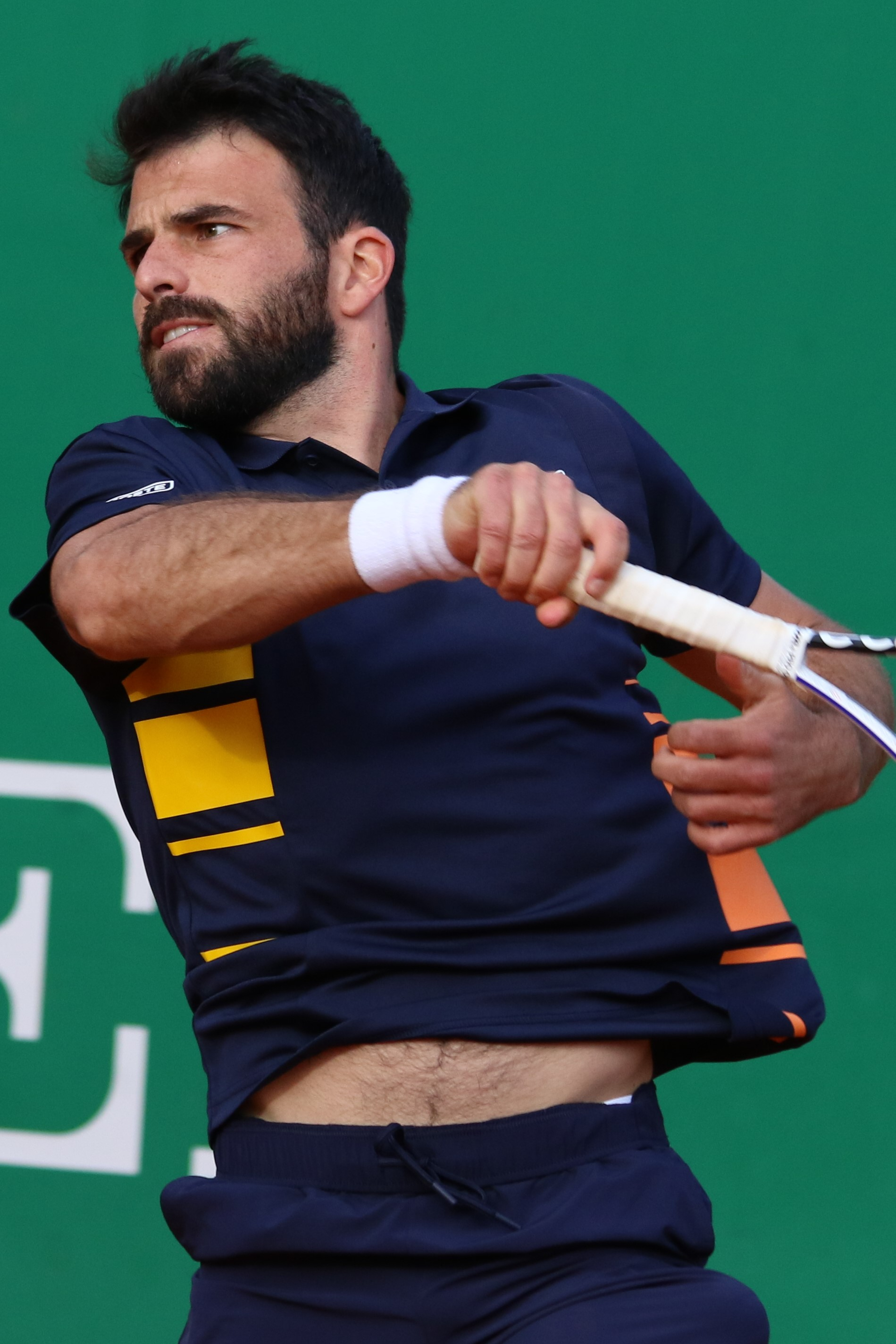
Romain Arneodo (* 1992)

- Arner, David (* 1951), US-amerikanischer Jazzmusiker, Hochschullehrer und Komponist
- Arnér, Gotthard (1913–2002), schwedischer Organist und Musikpädagoge
- Arnér, Sivar (1909–1997), schwedischer Schriftsteller, Hörspielautor und Dramatiker
- Arnerić, Neda (1953–2020), jugoslawische bzw. serbische Schauspielerin
- Årnes, Sverre (* 1949), norwegischer Schriftsteller, Comicautor und Drehbuchautor
- Arnesen, Dag (* 1950), norwegischer Jazz-Pianist und Bandleader
- Arnesen, Frank (* 1956), dänischer Fußballspieler, -trainer und -funktionär
- Arnesen, Harald Astrup (* 1995), norwegischer Skilangläufer
- Arnesen, Liv (* 1953), norwegische Skilangläuferin und Abenteurerin
- Arnesen, Odd, norwegischer Radrennfahrer
- Arnesen, Robert (* 1974), norwegischer Bandyspieler
- Arnesen, Stian, norwegischer Musiker
- Arneson, Dave (1947–2009), US-amerikanischer Spieleautor
- Arneson, Erni (1917–2006), dänische Schauspielerin
- Arneson, Richard J (* 1945), US-amerikanischer Philosoph
- Arneson, Robert (1930–1992), amerikanischer Bildhauer
- Arness, James (1923–2011), US-amerikanischer SchauspielerJames Arness (1923–2011)

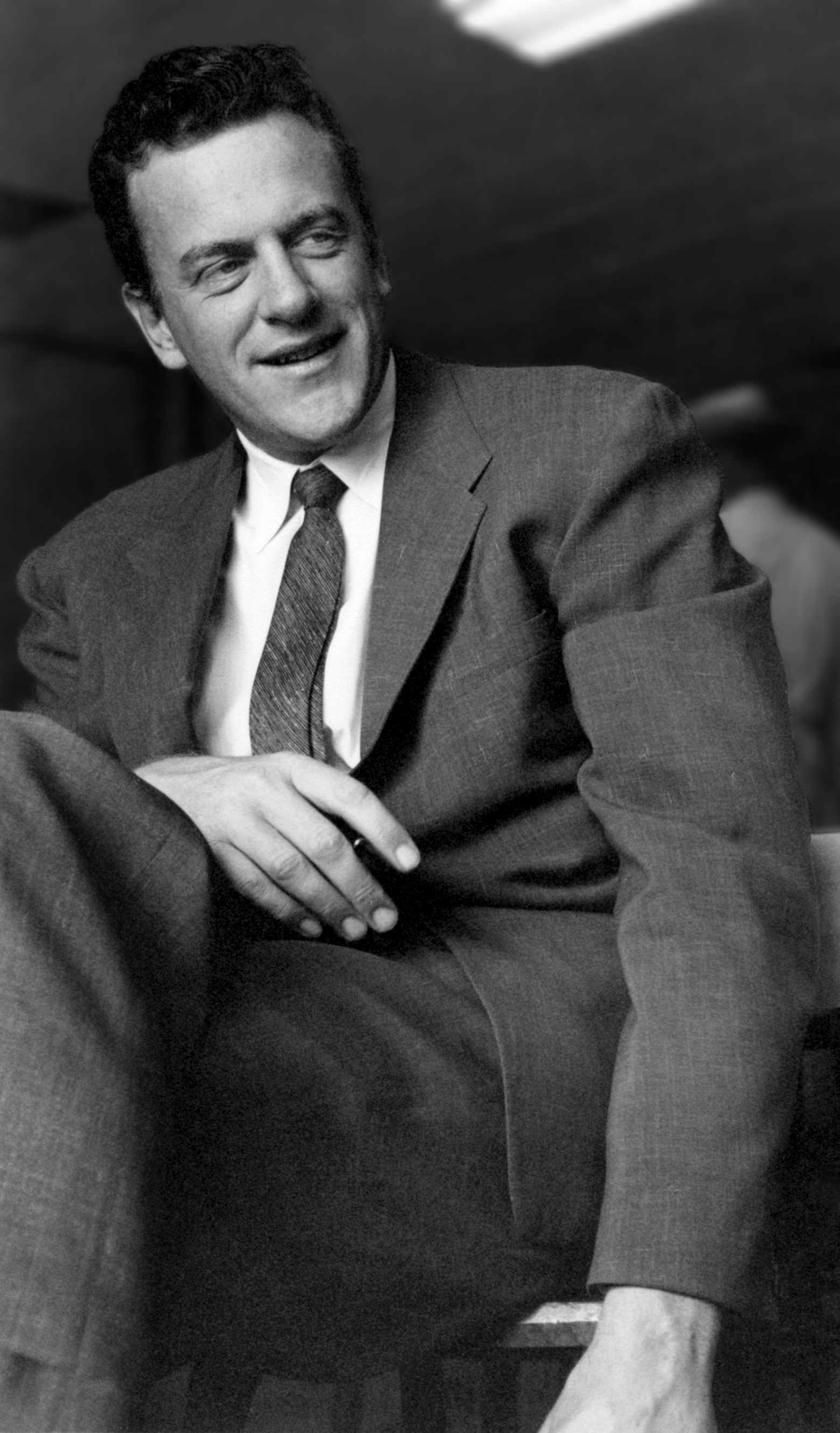
James Arness (1923–2011)

- Arnesson, Inger (* 1953), schwedische Fußballspielerin
- Arnesson, Lars (1936–2023), schwedischer Fußballspieler und -trainer
- Arnesson, Linus (* 1990), schwedischer Handballspieler
- Arnesson, Peter (* 1980), schwedischer Ski-Orientierungsläufer
- Arnet, Edwin (1901–1962), Schweizer Schriftsteller und Journalist
- Arnet, Helene (* 1959), Schweizer Historikerin, Journalistin und Autorin
- Arnet, Jan (1934–2017), US-amerikanischer Jazzmusiker
- Arnet, Ruth (* 1962), Schweizer Rechtswissenschafterin
- Arnet, Sina (* 2005), Schweizer Skispringerin
- Arneth, Alfred von (1819–1897), österreichischer Historiker und Politiker, Landtagsabgeordneter
- Arneth, Almut, deutsche Ökosystemforscherin
- Arneth, Arthur (1802–1858), deutscher Mathematikhistoriker und Mathematiker
- Arneth, Joseph (1873–1955), deutscher Mediziner
- Arneth, Joseph von (1791–1863), österreichischer Archäologe und Numismatiker
- Arneth, Michael (1771–1854), österreichischer römisch-katholischer Ordenspriester, Propst von St. Florian
- Arneth, Michael (1905–1995), deutscher Theologe, Lehrer und Senator (Bayern)
- Arnett, Peter (* 1934), US-amerikanischer Kriegsberichterstatter
- Arnett, W. David (* 1940), US-amerikanischer Physiker
- Arnett, Will (* 1970), kanadischer Schauspieler
- Arnette, Jeannetta (* 1954), US-amerikanische Schauspielerin
- Arnette, Raymond (1923–2004), deutsch-französischer Priester und Buchautor
- Arney, George (1810–1883), britischer Richter, Chief Justice of New Zealand
- Arnezeder, Nora (* 1989), französische Schauspielerin

### Arnf
- Arnfast, Abt des Ryd-Klosters in Schleswig
- Arnfeld, Julius (1875–1957), deutscher Schauspieler und Regisseur
- Arnfelser, Franz (1846–1898), österreichischer Komponist
- Arnfred, Morten (* 1945), dänischer Filmregisseur und Drehbuchautor

### Arng
- Arngrim, Alison (* 1962), US-amerikanische Schauspielerin, Stand-Up-Comedian und AktivistinAlison Arngrim (* 1962)

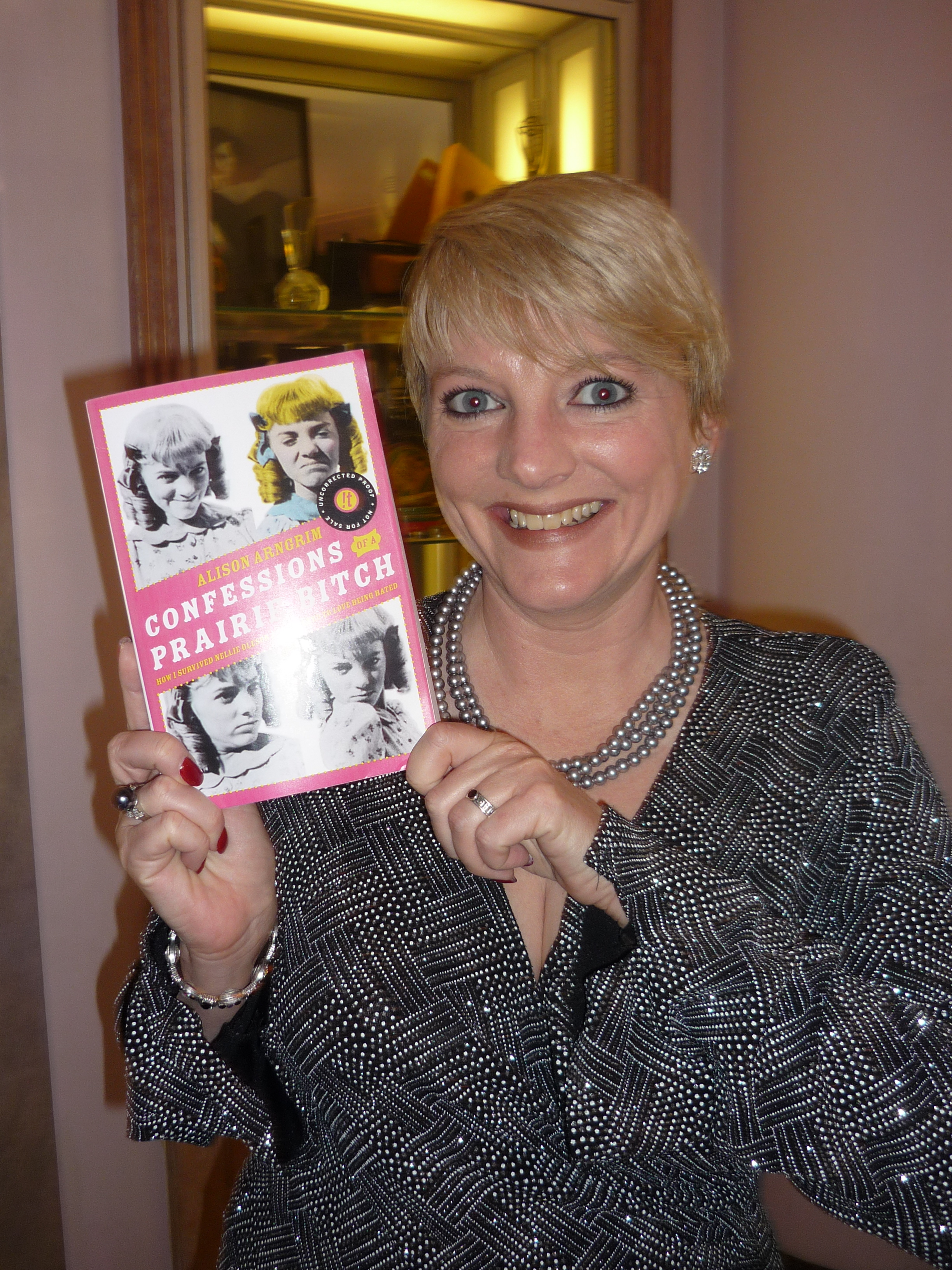
Alison Arngrim (* 1962)

- Arngrímur Jónsson (1568–1648), isländischer Gelehrter

### Arnh
- Arnhardt, Gerhard (1936–2008), deutscher Pädagoge und Hochschullehrer
- Arnheim, Clara (1865–1942), deutsche Malerin
- Arnheim, Edith (1884–1964), schwedische Tennisspieler
- Arnheim, Fischel (1812–1864), deutscher Politiker und Jurist
- Arnheim, Fritz (1866–1922), deutscher Historiker
- Arnheim, Gus (1897–1955), US-amerikanischer Komponist und Bigband-Leader
- Arnheim, Heymann (1796–1869), preußischer Rabbiner, Pädagoge und Hebraist
- Arnheim, Rudolf (1904–2007), deutsch-US-amerikanischer Medienwissenschaftler, Kunstpsychologe und Mitbegründer der modernen Kunstpädagogik
- Arnheim, Simon Joel (1802–1875), deutscher Unternehmer
- Arnheim, Valy (1883–1950), deutscher Schauspieler
- Arnheiter, Albert (1890–1945), deutscher Ruderer
- Arnheym, Arnd von († 1360), Bergmeister und Techniker
- Arnhold, Adolf (1884–1950), deutsch-brasilianischer Bankier
- Arnhold, Carl (1884–1970), deutscher Ingenieur
- Arnhold, Caspar (* 1972), deutscher Fotograf, Schauspieler und Regisseur
- Arnhold, Eduard (1849–1925), deutscher Unternehmer, Kunstmäzen und PhilanthropEduard Arnhold (1849–1925)

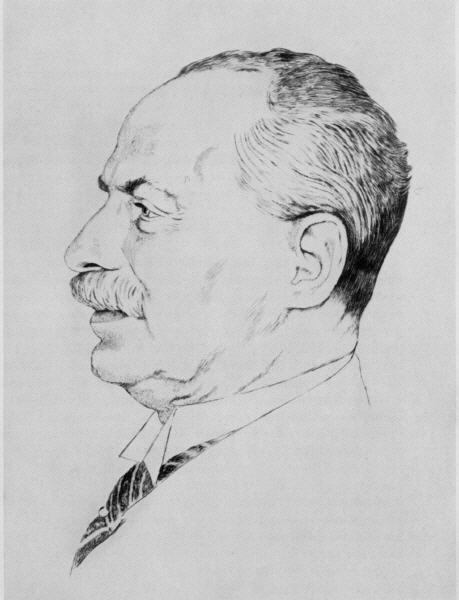
Eduard Arnhold (1849–1925)

- Arnhold, Ellen (* 1961), deutsche Fernsehmoderatorin und Nachrichtensprecherin der ARD-Tagesschau
- Arnhold, Elmar (* 1964), deutscher Architekturhistoriker und Buchautor
- Arnhold, Georg (1859–1926), deutsch-jüdischer Bankier und Pazifist
- Arnhold, George Gerard (1918–2010), deutsch-brasilianischer Unternehmer, Sammler und Mäzen
- Arnhold, Hans (1888–1966), deutsch-amerikanischer Bankier
- Arnhold, Hans (1911–1989), österreichischer Politiker (NSDAP), Landtagsabgeordneter
- Arnhold, Heinrich (1885–1935), deutscher Bankier, Sammler, Mäzen und Esperantist
- Arnhold, Henry H. (1921–2018), deutsch-US-amerikanischer Bankier, Sammler und Mäzen
- Arnhold, Hermann (1921–1991), russlanddeutscher Dichter
- Arnhold, Hermann (* 1962), deutscher Kunsthistoriker
- Arnhold, Johann Samuel (1766–1828), deutscher Porzellanmaler
- Arnhold, Kurt (1887–1951), deutsch-brasilianischer Bankier, Mäzen und Sammler
- Arnhold, Margarete (1912–2003), deutsche LDPD-Funktionärin, MdL Thüringen, MdV
- Arnhold, Max (1845–1908), deutscher Bankier
- Arnhold, Sabine (* 1960), deutsche Schauspielerin, Synchron- und Hörspielsprecherin
- Arnholdt, Bernd (* 1961), deutscher Fußballspieler
- Arnholdt, Franz (1885–1951), deutscher Verleger und Kommunalpolitiker (SPD)
- Arnholdt, Lisa (* 1996), deutsche Volleyball- und Beachvolleyballspielerin
- Arnholm, Maria (* 1958), schwedische Politikerin
- Arnholz, Otto (1894–1988), deutscher Verwaltungsbeamter und Politiker (SPD), MdB

### Arni
- Árni Egilsson (* 1939), isländischer Musiker
- Árni Gautur Arason (* 1975), isländischer Fußballtorwart
- Árni Helgason (1260–1320), isländischer römisch-katholischer Bischof
- Árni Johnsen (1944–2023), isländischer Politiker (Unabhängigkeitspartei)
- Árni M. Mathiesen (* 1958), isländischer Politiker
- Árni Magnússon (1663–1730), isländischer GelehrterÁrni Magnússon (1663–1730)

Árni Magnússon (1663–1730)

- Árni Óðinsson (* 1950), isländischer Skirennläufer
- Árni Páll Árnason (* 1966), isländischer Politiker (Allianz)
- Árni Sigurðsson (* 1941), isländischer Skirennläufer
- Árni Þór Hallgrímsson (* 1968), isländischer Badmintonspieler
- Árni Þór Sigtryggsson (* 1985), isländischer Handballspieler
- Árni Þór Sigurðsson (* 1960), isländischer Politiker und Diplomat (Links-Grüne Bewegung)
- Árni Þorláksson (1237–1298), Bischof von Skálholt
- Arni, Caroline (* 1970), Schweizer Historikerin und Soziologin
- Arni, Willy (1899–1977), Schweizer Politiker
- Arnič, Blaž (1901–1970), jugoslawischer Komponist
- Arnič-Lemež, Blaženka (* 1947), slowenische Pianistin und Komponistin
- Arnicane, Arta (* 1982), lettische Pianistin
- Arniches, Carlos (1866–1943), spanischer Bühnenautor und Schriftsteller
- Arnie, Ralf (1924–2003), deutscher Komponist
- Arniel, Jamie (* 1989), kanadischer Eishockeyspieler
- Arniel, Scott (* 1962), kanadischer Eishockeyspieler
- Arnim, Achim von (1781–1831), deutscher Dichter der Heidelberger RomantikAchim von Arnim (1781–1831)

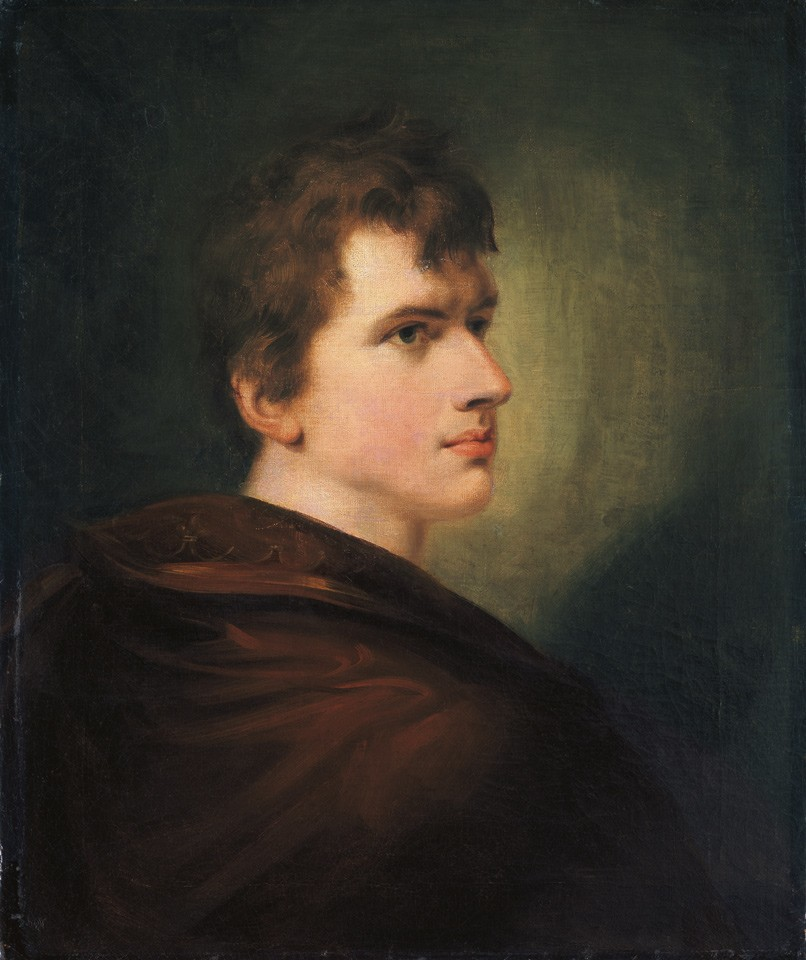
Achim von Arnim (1781–1831)

- Arnim, Achim von (1881–1940), deutscher Offizier, SA-Führer und Professor für Wehrwissenschaft
- Arnim, Adolf von (1875–1931), deutscher Sportfunktionär
- Arnim, Alard von (1943–2014), deutscher Politiker (CDU), MdL
- Arnim, Albrecht Heinrich von (1744–1805), preußischer Justizminister
- Arnim, Albrecht von (1841–1903), preußischer Gutsbesetzer und Politiker
- Arnim, Alexander von (1813–1853), deutscher Verwaltungsbeamter
- Arnim, Alexander Wilhelm von (1738–1809), preußischer Generalleutnant, Chef des Infanterieregiments Nr. 13 und Erbherr von Fredenwalde
- Arnim, Andreas von (1958–2005), deutscher Manager
- Arnim, Armgart Catharina von (1821–1880), deutsche Schriftstellerin und Zeichnerin
- Arnim, Bernd Graf von (1868–1945), preußischer Politiker und Großgrundbesitzer
- Arnim, Bernd Jakob von (1719–1797), preussischer Beamter und Numismatiker
- Arnim, Bernd von (1850–1939), preußischer Staatsminister
- Arnim, Bernd von (1885–1917), deutscher Kapitänleutnant der Kaiserlichen Marine
- Arnim, Bernd von (1899–1946), deutscher Slawist
- Arnim, Bettina von (1785–1859), deutsche sozialkritische SchriftstellerinBettina von Arnim (1785–1859)
- Arnim, Bettina von (* 1940), deutsche Malerin

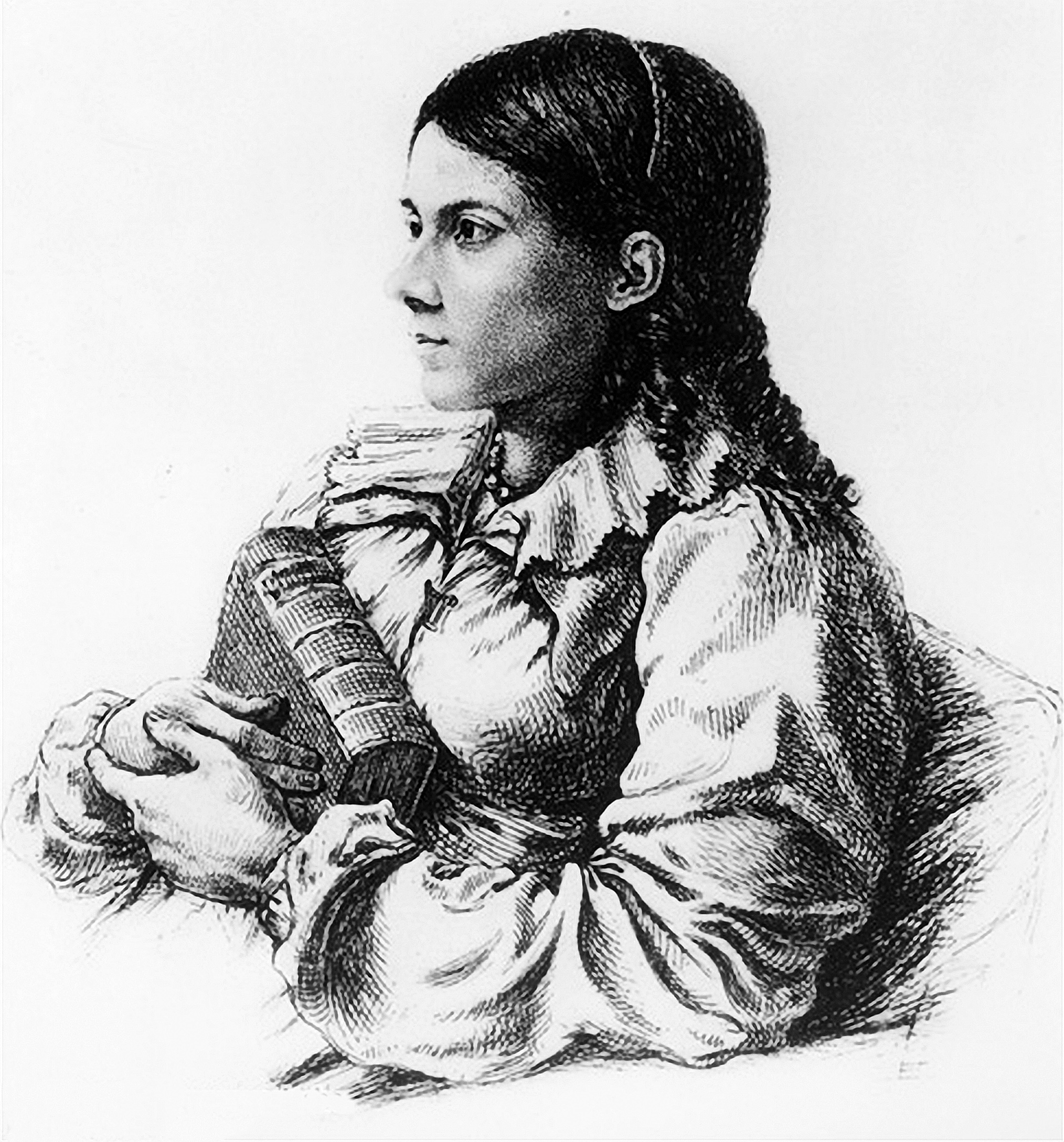
Bettina von Arnim (1785–1859)

- Arnim, Brigitte von (1905–1965), deutsche Schriftstellerin
- Arnim, Carl Ludolf Bernhard von (1753–1828), preussischer Regierungspräsident
- Arnim, Carl Otto von (1747–1798), preußischer Landrat
- Arnim, Carl Siegmund von (1700–1773), sächsischer Landtagsabgeordneter
- Arnim, Carl von (1831–1905), deutscher Jurist und preußischer Verwaltungsbeamter
- Arnim, Christian August von, sächsischer Landtagsabgeordneter und Generalmajor
- Arnim, Christian von (1800–1852), deutscher Landrat und Politiker
- Arnim, Christoph Ehrenreich von (* 1697), sächsischer Landtagsabgeordneter
- Arnim, Christoph Heinrich von (1699–1767), sächsischer Landtagsabgeordneter, schriftsässiger Rittergutsbesitzer und Kammerherr
- Arnim, Christoph Julius von (1643–1708), kurfürstlich-sächsischer Kammerherr und Rittergutsbesitzer
- Arnim, Clara von (1909–2009), deutsche Schriftstellerin
- Arnim, Clara von (* 1994), deutsche Regisseurin
- Arnim, Curt Heinrich Gottlieb von (1735–1800), preußischer Major
- Arnim, Daisy Gräfin von (* 1960), deutsche Autorin und Unternehmerin
- Arnim, Dietloff von (1876–1945), deutscher Kommunalpolitiker
- Arnim, Elizabeth von (1866–1941), britische SchriftstellerinElizabeth von Arnim (1866–1941)

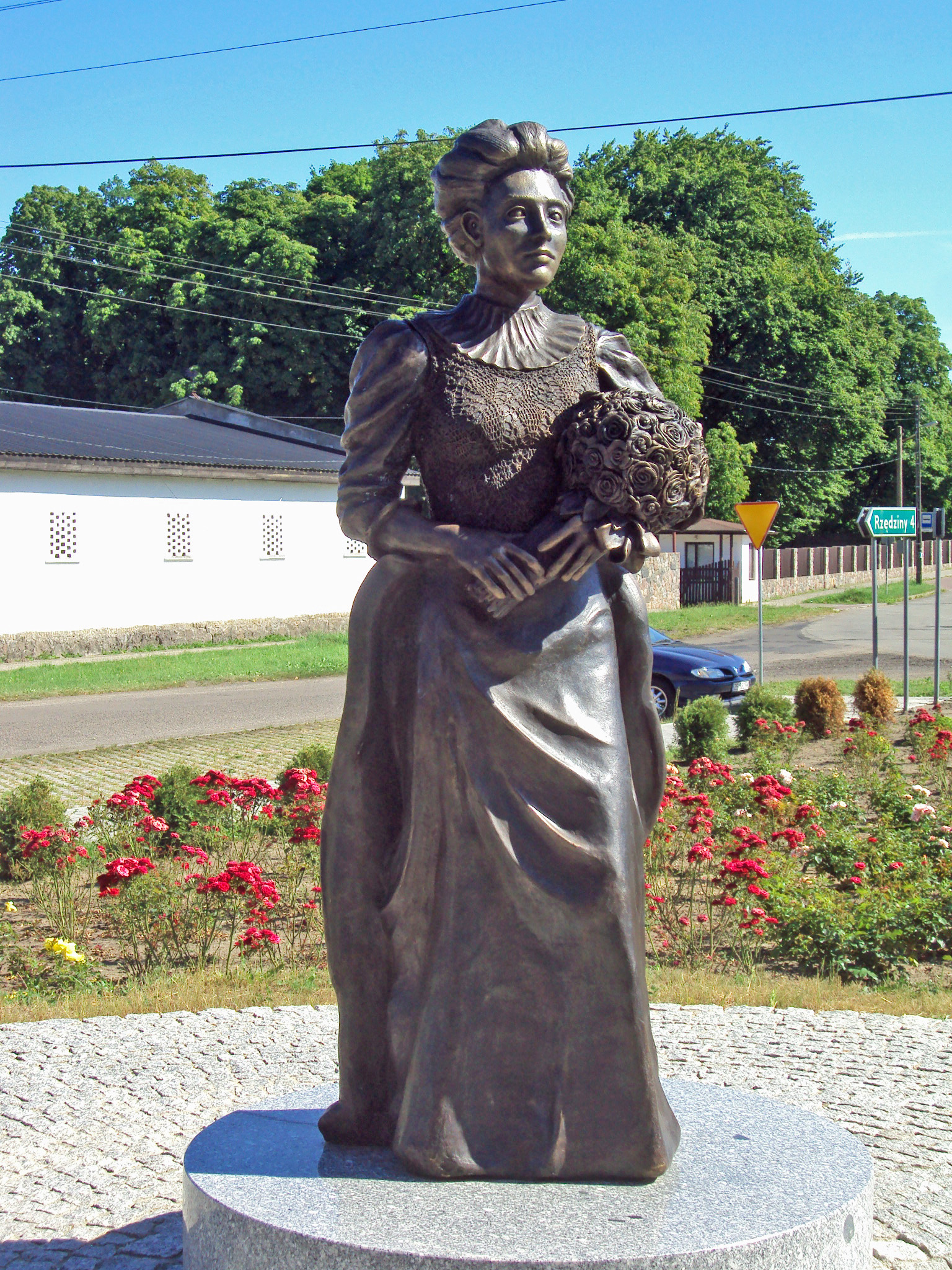
Elizabeth von Arnim (1866–1941)

- Arnim, Erik von (1873–1945), sächsischer Rittergutsbesitzer und Hofbeamter
- Arnim, Eva von (1863–1938), deutsche Schriftstellerin
- Arnim, Felix von (1862–1919), preußischer Offizier und Kammerherr
- Arnim, Ferdinand von (1772–1835), preußischer Generalmajor, Kommandeur der 13. Kavallerie-Brigade
- Arnim, Ferdinand von (1814–1866), deutscher Architekt und preußischer Baubeamter
- Arnim, Friedrich Henning von (1804–1885), deutscher Rittergutsbesitzer
- Arnim, Friedrich Ludwig von (1796–1866), preußischer Major, Rittmeister, Geheimrat und Landrat
- Arnim, Friedrich Wilhelm Karl von (1786–1852), Polizeipräsident von Berlin
- Arnim, Friedrich Wilhelm von (* 1715), preußischer Major
- Arnim, Gabriele von (* 1946), deutsche Journalistin und Schriftstellerin
- Arnim, Georg Abraham von (1651–1734), preußischer Generalfeldmarschall
- Arnim, Georg Heinrich Wolf von (1800–1855), deutscher Eisenhütten- und Bergbauunternehmer sowie Rittergutsbesitzer auf Planitz
- Arnim, Georg-Volkmar Graf Zedtwitz von (1925–1993), deutscher Journalist
- Arnim, George Christoph von (1723–1789), preußischer Generalleutnant
- Arnim, Gisela von (1827–1889), deutsche SchriftstellerinGisela von Arnim (1827–1889)

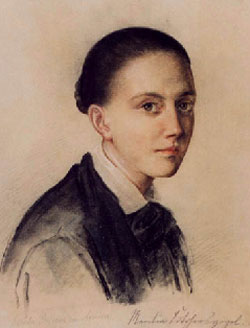
Gisela von Arnim (1827–1889)

- Arnim, Gustav von (1796–1877), preußischer General der Infanterie
- Arnim, Gustav von (1820–1904), Gutsbesitzer und preußischer Politiker
- Arnim, Gustav von (1829–1909), preußischer General der Infanterie
- Arnim, Gustav von (1856–1932), preußischer Generalleutnant
- Arnim, Hans Herbert von (* 1939), deutscher Rechtswissenschaftler
- Arnim, Hans Ludwig von (1889–1971), deutscher Beamter, Kirchenfunktionär, Politiker und Autor
- Arnim, Hans von (1495–1552), Landvogt der Uckermark
- Arnim, Hans von (1841–1914), Gutsbesitzer und preußischer Politiker
- Arnim, Hans von (1846–1922), preußischer General der Infanterie
- Arnim, Hans von (1859–1931), deutscher klassischer Philologe
- Arnim, Hans-Jürgen von (1889–1962), deutscher Generaloberst im Zweiten WeltkriegHans-Jürgen von Arnim (1889–1962)

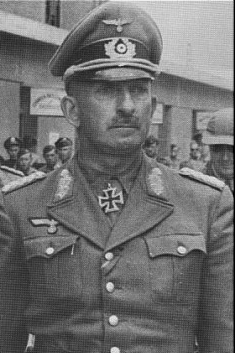
Hans-Jürgen von Arnim (1889–1962)

- Arnim, Harry von (1824–1881), preußischer Diplomat
- Arnim, Harry von (1890–1941), deutscher Generalmajor im Zweiten Weltkrieg
- Arnim, Heinrich Alexander von (1798–1861), preußischer Staatsmann
- Arnim, Henning von (1916–1990), deutscher Verwaltungsjurist und Oberfinanzpräsident
- Arnim, Hermann von (1802–1875), deutscher Rittergutsbesitzer, Verwaltungsbeamter und Parlamentarier
- Arnim, Iris von (* 1945), deutsche Modedesignerin
- Arnim, Jakob Dietlof von (1645–1689), kurbrandenburgischer Obrist der Kavallerie und Generalmajor, Hauptmann zu Gramzow
- Arnim, Joachim Erdmann von (1741–1804), Königlich Preußischer Kammerherr und Diplomat
- Arnim, Joachim von (1876–1933), deutscher Fregattenkapitän der Kaiserlichen Marine
- Arnim, Johann Anton Joachim von (1754–1821), preußischer Landrat und Gutsbesitzer
- Arnim, Johann August von (1723–1797), preußischer Landrat
- Arnim, Johann Christian von (1640–1695), kurfürstlich-sächsischer Kammerherr, Hofrichter und Rittergutsbesitzer
- Arnim, Johann Georg von (1656–1721), deutscher Unternehmer, königlich-polnischer und kurfürstlich-sächsischer Kammerherr und Rittergutsbesitzer
- Arnim, Jost Erdmann von (1714–1789), preußischer Oberst
- Arnim, Karl Otto Ludwig von (1779–1861), deutscher Schriftsteller, Diplomat und Beamter
- Arnim, Karoline von (1851–1912), deutsche Schriftstellerin
- Arnim, Leopold von (1794–1856), preußischer Generalleutnant
- Arnim, Louis von (1861–1914), preußischer Oberst
- Arnim, Ludwig Heinrich Wilhelm von (1771–1848), deutscher Verwaltungsbeamter, Rittergutsbesitzer und Parlamentarier
- Arnim, Max (1889–1946), deutscher Klassischer Philologe und Bibliothekar
- Arnim, Otto Albrecht von (1751–1803), preußischer Landrat
- Arnim, Otto von (1785–1820), deutscher Regierungsbeamter
- Arnim, Peter Anton von (1937–2009), deutscher Privatgelehrter, Islamwissenschaftler und Übersetzer
- Arnim, Richard von (1831–1901), preußischer Oberst, Militärschriftsteller
- Arnim, Sieghart von (1928–2020), deutscher Manager und Autor
- Arnim, Sophie von (1876–1949), deutsche Schriftstellerin
- Arnim, Valentin Dietloff von (1714–1802), preussischer Jurist
- Arnim, Volkmar von (1847–1923), deutscher Admiral
- Arnim, Werner Friedrich Abraham von (1747–1794), preußischer Beamter
- Arnim, Wilhelm Heinrich Ernst von (1756–1830), preußischer Landrat
- Arnim, Wilhelm von (1814–1890), preußischer Verwaltungsjurist und Landrat
- Arnim, Wolff Christoph von (1607–1668), kursächsischer Kammerherr, Geheim- und Kriegsrat sowie Generalleutnant
- Arnim-Bärwalde, Achim von (1848–1891), deutscher Maler

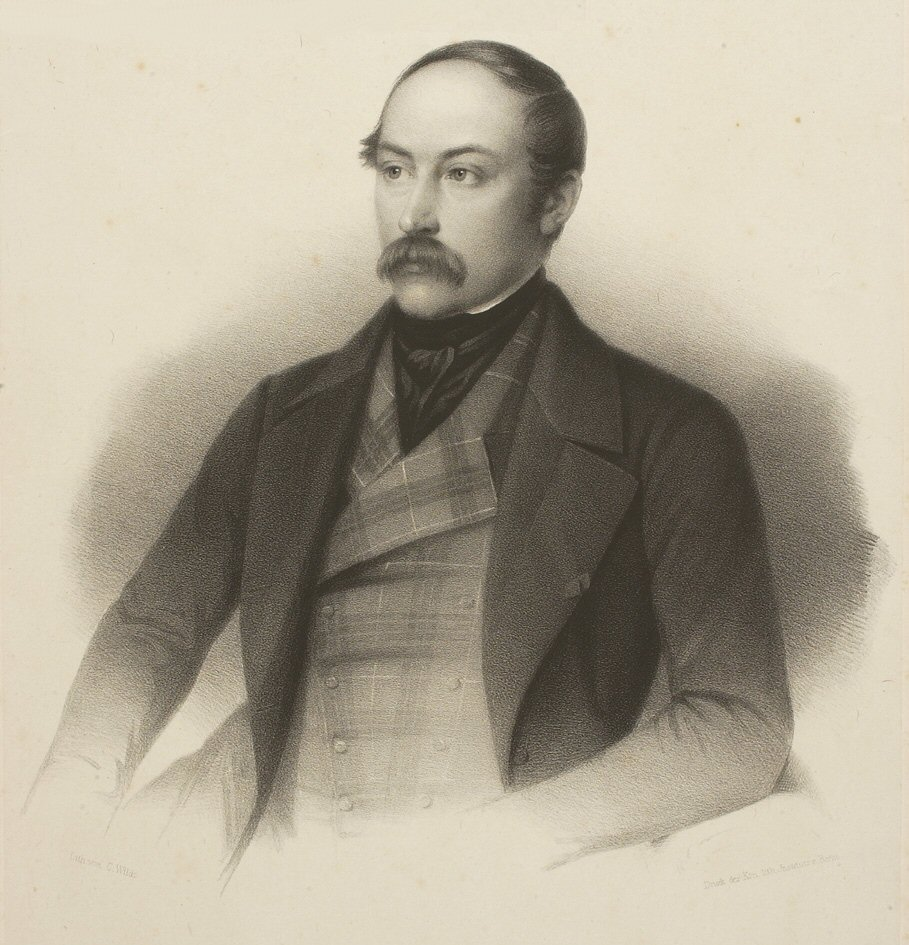
Adolf Heinrich von Arnim-Boitzenburg (1803–1868)

- Arnim-Boitzenburg, Adolf Heinrich von (1803–1868), preußischer PolitikerAdolf Heinrich von Arnim-Boitzenburg (1803–1868)
- Arnim-Boitzenburg, Adolf von (1832–1887), deutscher Politiker, MdR
- Arnim-Boitzenburg, Dietlof von (1867–1933), preußischer Junker und deutscher Politiker
- Arnim-Boitzenburg, Friedrich Wilhelm von (1739–1801), preußischer Politiker
- Arnim-Boitzenburg, Georg Dietloff von (1679–1753), preußischer Minister
- Arnim-Boitzenburg, Hans Georg von (1583–1641), brandenburgisch-kursächsischer Feldherr, Diplomat und Politiker im Dreißigjährigen KriegHans Georg von Arnim-Boitzenburg (1583–1641)

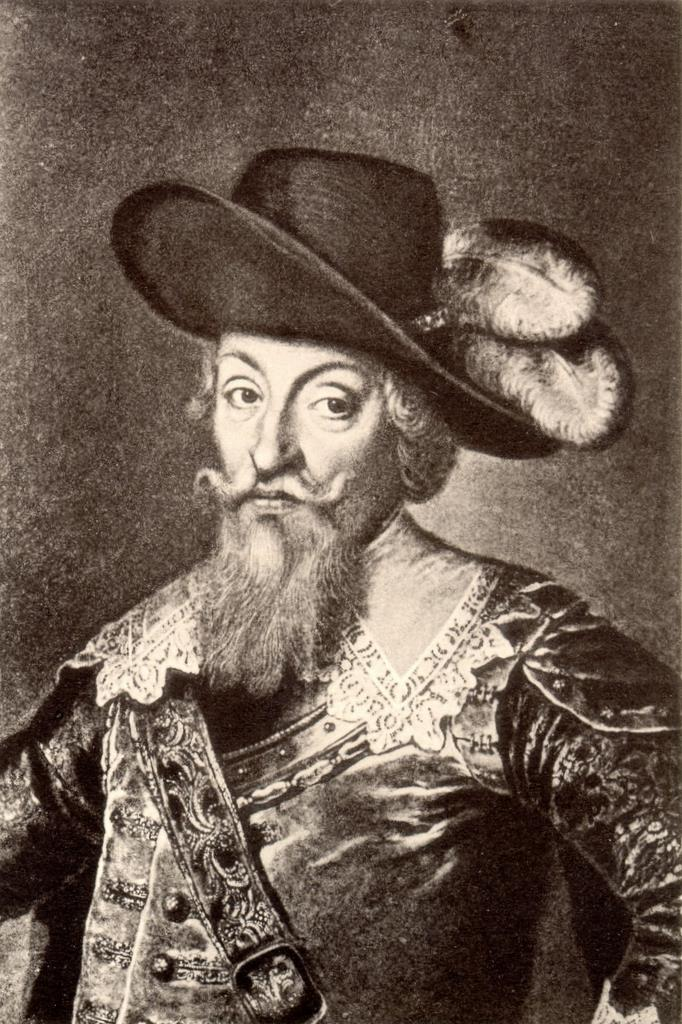
Hans Georg von Arnim-Boitzenburg (1583–1641)

- Arnim-Heinrichsdorf, Heinrich Leonhard von (1801–1875), deutscher Rittergutsbesitzer und Politiker, MdR
- Arnim-Heinrichsdorff-Werbelow, Heinrich Friedrich von (1791–1859), preußischer Staatsmann
- Arnim-Kröchlendorff, Detlev von (1878–1947), deutscher Gutsbesitzer und Politiker (DNVP), MdR
- Arnim-Kröchlendorff, Oskar von (1813–1903), preußischer Landrat und Politiker, MdR
- Arnim-Lützlow, Wilhelm von (1879–1943), deutscher Rittergutsbesitzer und Funktionär im Jagdwesen
- Arnim-Mellenau, Vollrath von (1874–1943), deutscher Rittergutsbesitzer
- Arnim-Muskau, Traugott Hermann von (1839–1919), deutscher Diplomat und Politiker, MdR
- Arnim-Schlagenthin, Henning August von (1851–1910), preußischer Fideikommissherr, königlich preußischer Leutnant der Reserve und Mitglied der Reichskommission zur Enquete über Börsenwissenschaft
- Arnim-Suckow, Friedrich Wilhelm Ludwig von (1780–1813), preußischer Offizier
- Arnim-Suckow, Jacob Heinrich Ludwig von (1754–1804), preußischer Landrat und Gutsbesitzer
- Arnim-Züsedom, Karl von (1846–1913), preußischer Großgrundbesitzer und Politiker
- Arning, Christian (1824–1909), deutscher Jurist und Politiker, MdHB
- Arning, Eduard (1855–1936), deutscher Dermatologe
- Arning, Hermann Ferdinand (1911–1987), deutscher Jurist und Politiker (FDP)
- Arning, Johann Carl Gottlieb (1786–1862), Hamburger Senator und Jurist
- Arning, Karl (1892–1964), deutscher Generalmajor im Zweiten Weltkrieg
- Arning, Marie (1887–1957), deutsche Politikerin (SPD), MdR
- Arning, Wilhelm (1865–1943), deutscher Mediziner, Kolonialpolitiker und Politiker, MdR
- Arnisaeus, Henning († 1636), deutscher Mediziner, Philosoph und Autor
- Arnison, Peter (* 1940), australischer Offizier und Politiker
- Arnitz, Gudrun (* 1966), österreichische Skirennläuferin
- Arnitz, Jacob Edward (* 1995), US-amerikanischer Volleyballspieler
- Arnius Bassus, Lucius, römischer Centurio

### Arnk
- Arnkiel, Troels († 1712), lutherischer Pastor und Altertumsforscher in Apenrade

### Arnl
- Arnleitner, Friedrich (1845–1903), österreichischer Musikerzieher, Chorleiter, Organist, Komponist und Lehrer
- Arnlind, Eric (1922–1998), schwedischer Schachspieler
- Arnljótr gellini († 1030), Wikinger

### Arno
- Arno (1949–2022), belgischer SängerArno (1949–2022)

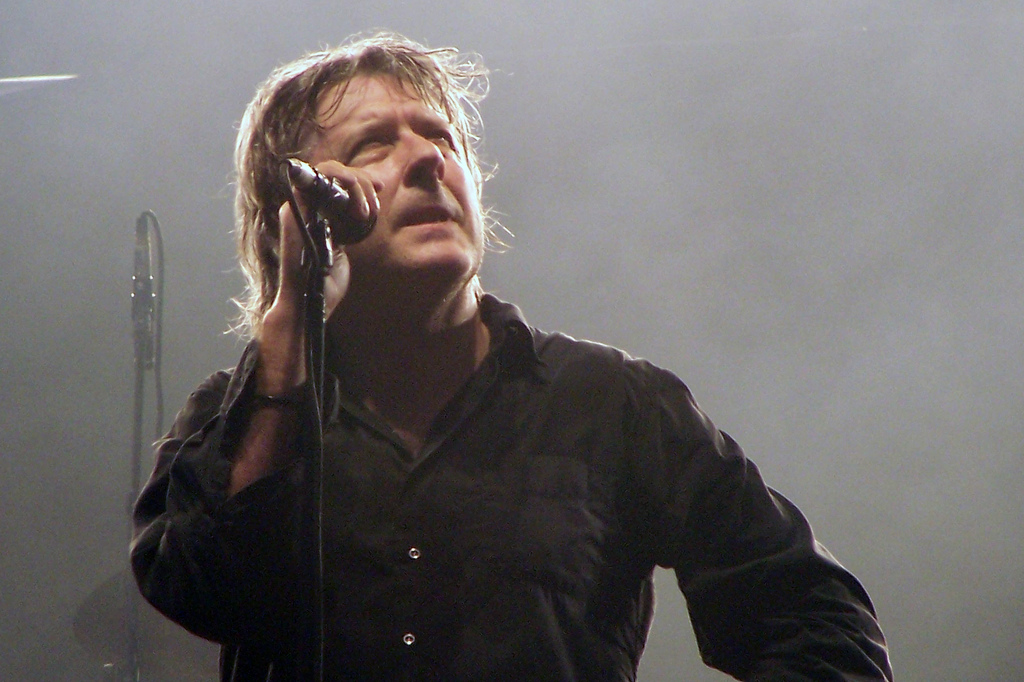
Arno (1949–2022)

- Arno, Alice (* 1946), französische Darstellerin in Erotikfilmen
- Arno, Audrey (1942–2012), deutsche Sängerin
- Arno, Bruno (1902–1990), deutscher Schauspieler, Kabarettist, Choreograph und Tänzer
- Arno, Ed (1916–2008), rumänisch-amerikanischer Cartoonist und Illustrator von Kinderbüchern
- Arnö, Kaj (* 1963), finnischer Informatiker, Entwickler von MySQL und MariaDB
- Arnö, Lars (1926–2019), schwedischer Journalist und Diplomat, Botschafter
- Arno, Oliver (* 1980), österreichischer Sänger, Schauspieler, Songwriter und Musicaldarsteller
- Arno, Peter (1904–1968), US-amerikanischer Cartoonist
- Arno, Siegfried (1895–1975), deutscher SchauspielerSiegfried Arno (1895–1975)

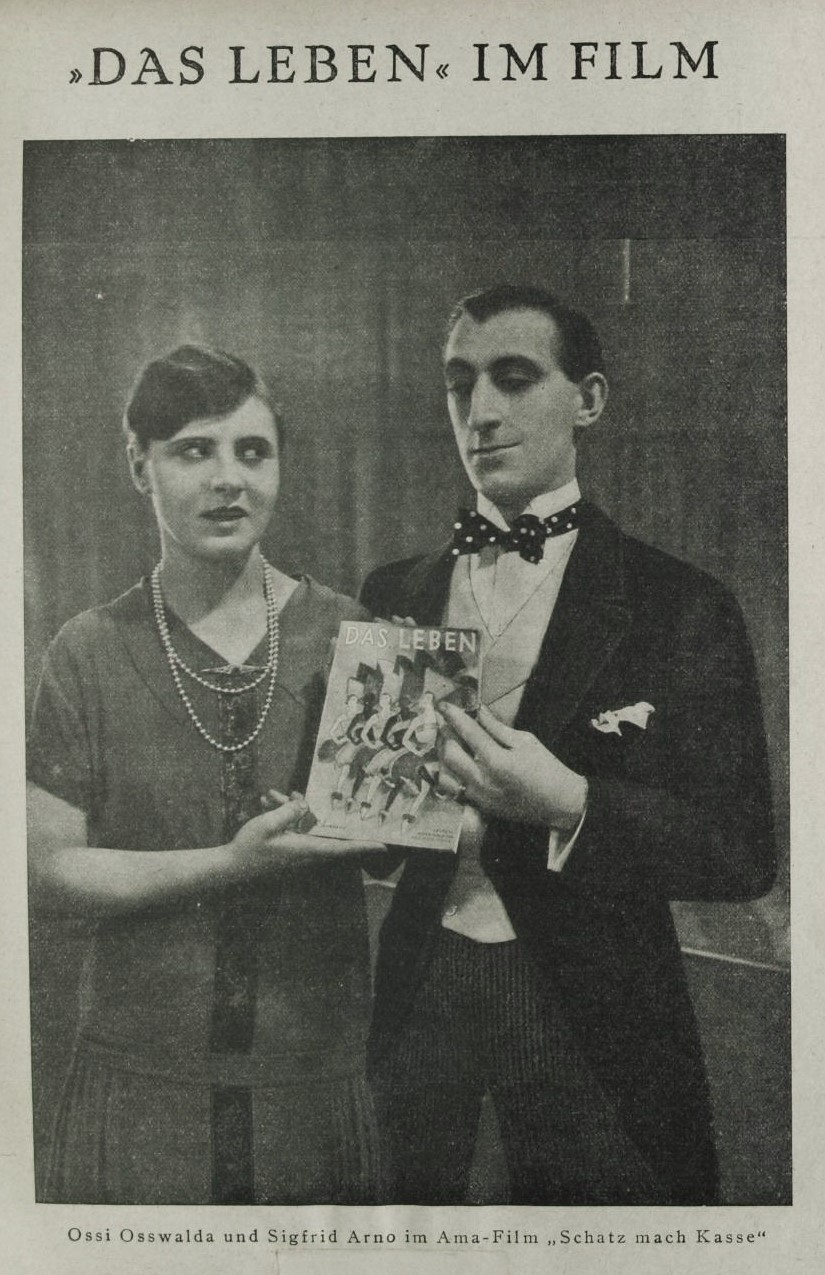
Siegfried Arno (1895–1975)

- Arno, Walter (1930–2005), deutscher Maler, Bildhauer und Grafiker

#### Arnob
- Arnobius der Ältere, Rhetor in Sicca
- Arnobius der Jüngere, spätantiker Theologe

#### Arnod
- Arnodin, Ferdinand (1845–1924), französischer Ingenieur und Industrieller

#### Arnol

##### Arnold
- Arnold († 1166), Geschichtsschreiber und Abt der Klöster Berge und Nienburg
- Arnold († 1190), Bischof von Osnabrück
- Arnold, deutscher Benediktinerabt
- Arnold († 1340), Benediktinerabt in Liesborn
- Arnold, Gaugraf im Engersgau
- Arnold († 1340), Abt des Benediktinerklosters Liesborn (1328–1340)

###### Arnold A
- Arnold Amalrich († 1225), Abt, Erzbischof und Herzog von NarbonneArnold Amalrich († 1225)

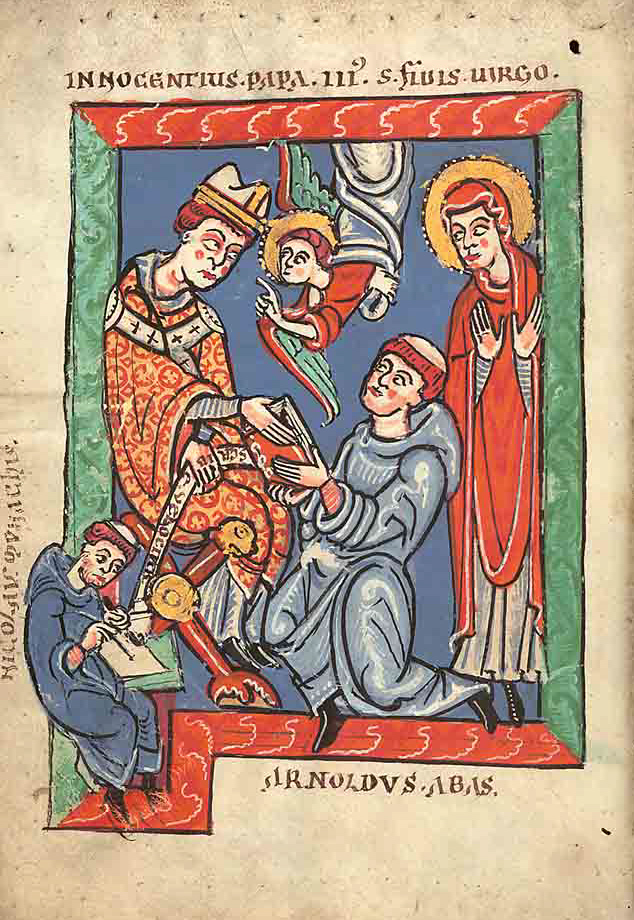
Arnold Amalrich († 1225)

###### Arnold I
- Arnold I., Graf von Laurenburg
- Arnold I. († 1247), Abt im Kloster St. Blasien
- Arnold I. († 1147), deutscher Adliger, Graf von Kleve
- Arnold I. († 1183), Erzbischof von Trier
- Arnold I. von Falkenberg († 1055), Bischof von Speyer
- Arnold I. von Köln († 1151), Erzbischof von Köln (1137–1151)
- Arnold I. von Scheyern, Graf von Scheyern-Dachau
- Arnold II., Graf von Laurenburg
- Arnold II., Regent von Kleve
- Arnold II. († 1276), Abt im Kloster St. Blasien
- Arnold II. († 1220), Graf von Guînes
- Arnold II. von Bentheim-Tecklenburg (1554–1606), Graf von Bentheim, Tecklenburg, Steinfurt und Limburg, Herr von Rheda
- Arnold II. von Dachau, Graf von Scheyern-Dachau
- Arnold II. von Leiningen, Bischof von Speyer
- Arnold III. von Dachau, Graf von Scheyern-Dachau
- Arnold III. von Uissigheim († 1336), Ritter

###### Arnold K
- Arnold Ker, Lucas (* 1974), argentinischer Tennisspieler

###### Arnold V
- Arnold van Hoorn († 1389), Bischof von Lüttich und Utrecht
- Arnold von Altena, Sohn von Eberhard I. von Berg-Altena
- Arnold von Arnoldsweiler, Heiliger der römisch-katholischen Kirche, Musiker am Hof Karls des Großen
- Arnold von Bardewik († 1350), deutscher Kaufmann und Ratsherr der Hansestadt Lübeck
- Arnold von Brescia († 1155), italienischer Regularkanoniker, Kirchenreformer, als Häretiker verurteiltArnold von Brescia († 1155)

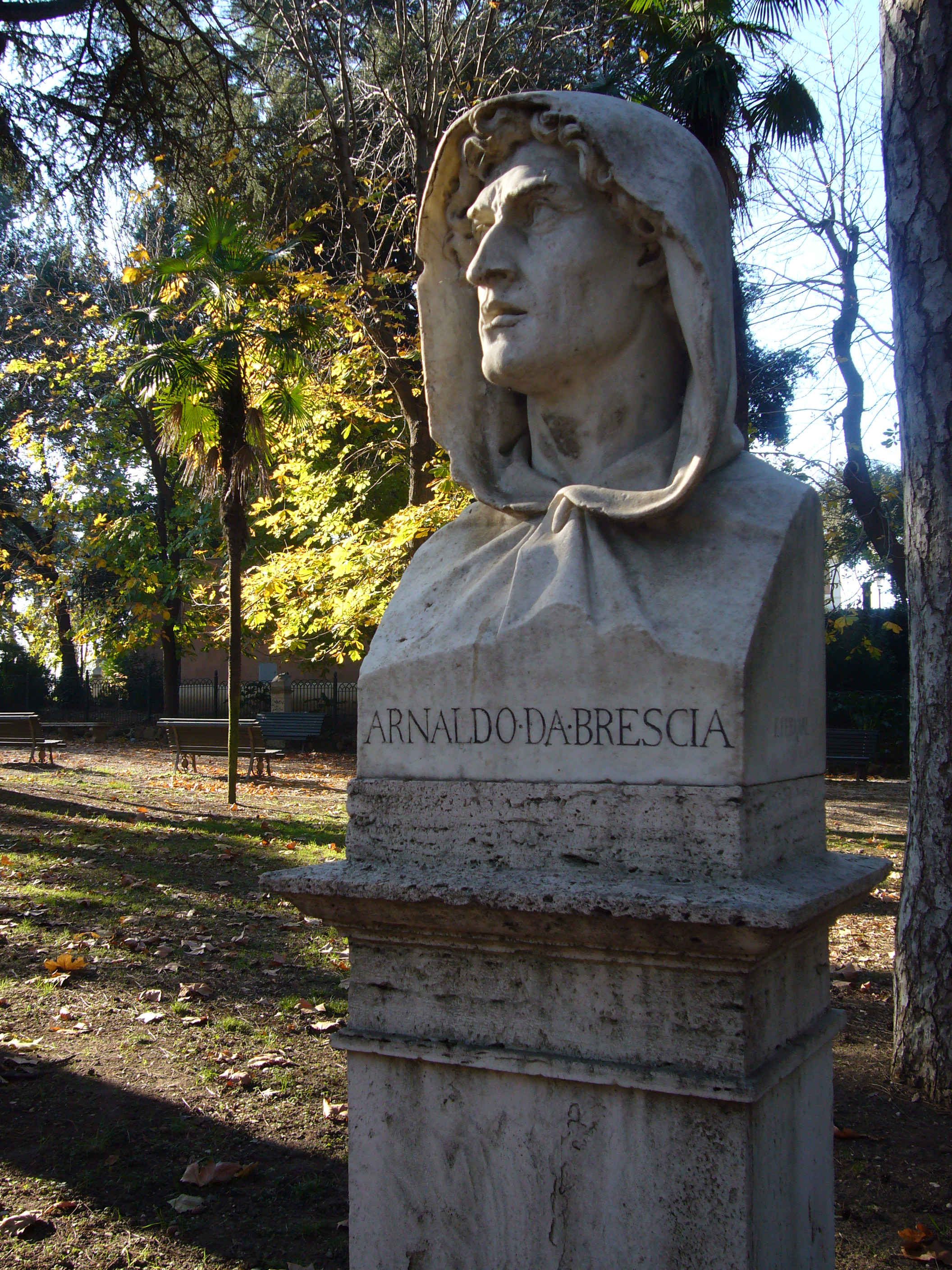
Arnold von Brescia († 1155)

- Arnold von Bruck († 1554), franko-flämischer Komponist, Kapellmeister und Kleriker der Renaissance
- Arnold von Brüssel, belgischer Alchemist und Buchdrucker
- Arnold von Burgsdorf († 1485), Bischof von Brandenburg (1472–1485)
- Arnold von Egmond (1410–1473), Herzog des Herzogtum Geldern
- Arnold von Eltz († 1330), römisch-katholischer Geistlicher, Bischof von Cammin
- Arnold von Freising († 883), Bischof von Freising
- Arnold von Harff (1471–1505), Ritter, Palästinapilger, Orientreisender und ReiseschriftstellerArnold von Harff (1471–1505)

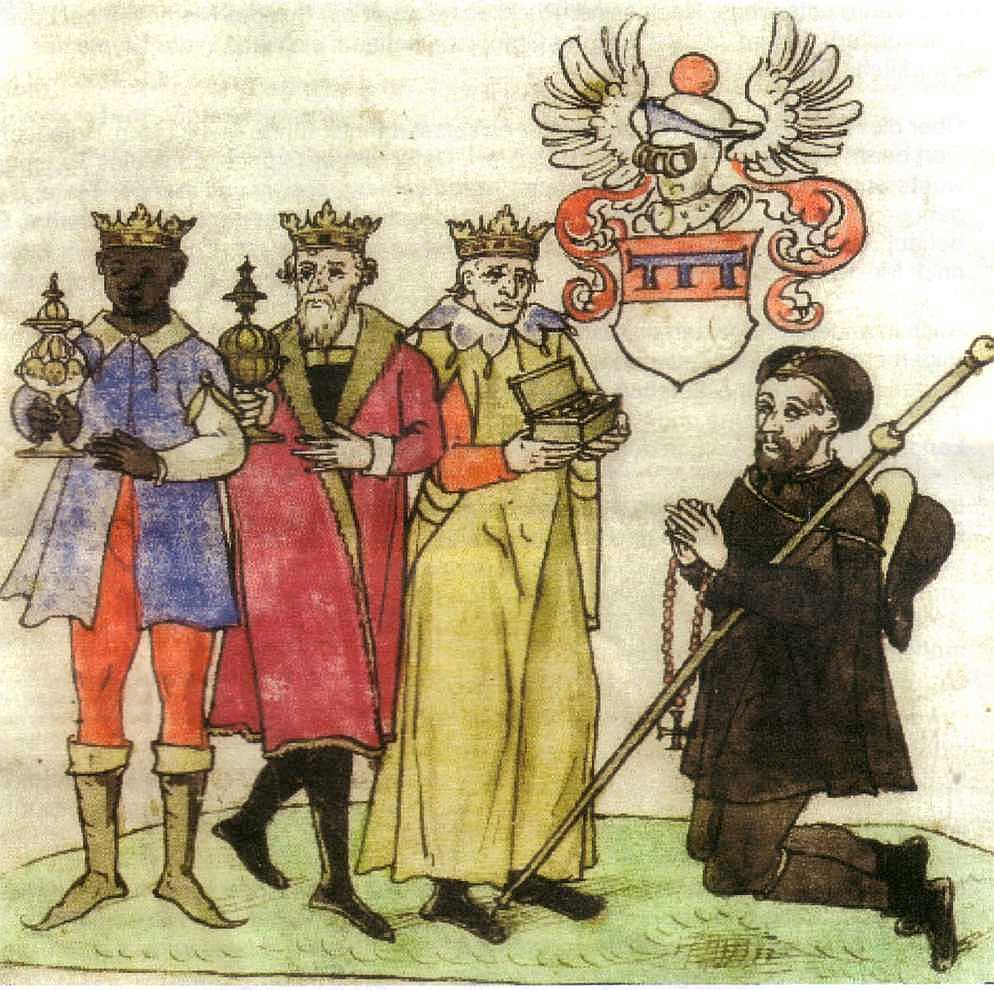
Arnold von Harff (1471–1505)

- Arnold von Hiltensweiler, deutscher Adliger und Klostergründer
- Arnold von Hövel, Domherr in Münster
- Arnold von Hückeswagen, regierender Graf von Hückeswagen
- Arnold von Karssem, Domherr in verschiedenen Bistümern, erzbischöflicher Offizial
- Arnold von Lebus, Bischof von Lebus 1191
- Arnold von Lübeck, Chronist und Verfasser der Chronica Slavorum
- Arnold von Melchtal, Führer von Unterwalden am Rütlischwur
- Arnold von Nijmegen, niederländischer Glasmaler
- Arnold von Protzan († 1342), Domherr in Breslau sowie Verfasser des Formelbuches „Liber formularum“
- Arnold von Quedlinburg, deutscher Chronist
- Arnold von Randow, Lehnsmann und Vogt der Magdeburgischen Erzbischöfe
- Arnold von Rotberg († 1458), Bischof von Basel
- Arnold von Selenhofen († 1160), Erzbischof von Mainz
- Arnold von Semgallen, Zisterzienser, Bischof von Semgallen, Hilfsbischof im Rheinland
- Arnold von Solms († 1296), Bischof von Bamberg
- Arnold von Tongern († 1540), deutscher römisch-katholischer Theologe, Augustinerchorherr und Hochschullehrer
- Arnold von Westfalen, sächsischer Landesbaumeister und der Erbauer der Albrechtsburg in Meißen
- Arnold von Wied († 1156), Erzbischof des Erzbistums Köln (1151–1156)

###### Arnold W
- Arnold Walpod († 1268), Walpode von Mainz, Gründer des Rheinischen Städtebundes, Mainzer Patrizier

###### Arnold Z
- Arnold zum Turm, Begründer des Rheinischen Städtebundes

###### Arnold, A
- Arnold, Adolf (1935–2015), deutscher Geograph und Hochschullehrer
- Arnold, Alfred (1888–1960), deutscher Politiker (NSDAP), MdR und SS-Brigadeführer
- Arnold, Alice (1881–1955), britische Sozialistin und Politikerin
- Arnold, Andre (* 1955), österreichischer Skirennläufer
- Arnold, Andrea (* 1961), britische Schauspielerin und RegisseurinAndrea Arnold (* 1961)

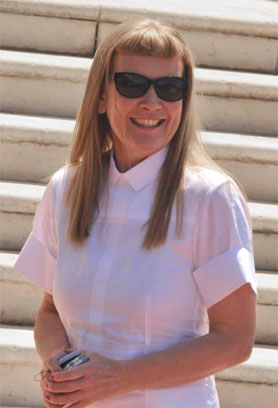
Andrea Arnold (* 1961)

- Arnold, Anne-Dora (1883–1971), deutsche Kunst- und Porträtmalerin
- Arnold, Antje, deutsche Verfassungsrichterin
- Arnold, Anton (1872–1945), württembergischer Politiker
- Arnold, Anton (1880–1954), österreichischer Opernsänger (Tenor) donauschwäbischer Herkunft
- Arnold, Antonia (1922–2007), deutsche Schriftstellerin
- Arnold, Archibald V. (1889–1973), US-amerikanischer Offizier, Generalmajor der US-Army
- Arnold, Armin Herbert (1931–2011), Schweizer Literaturwissenschaftler
- Arnold, Arnd (* 1971), deutscher Rechtswissenschaftler
- Arnold, Arno (1897–1963), deutscher Arzt, Internist und Sportmediziner
- Arnold, August (1789–1860), deutscher Geschichtsphilosoph und Staatswissenschaftler
- Arnold, August (1898–1983), deutscher Filmproduzent und -regisseur, Filmtechnologie-Entwickler

###### Arnold, B
- Arnold, Beat (1978–2021), Schweizer Politiker (SVP)
- Arnold, Benedict (1741–1801), General in der Kontinentalarmee der 13 rebellischen Kolonien der nordamerikanischen OstküsteBenedict Arnold (1741–1801)

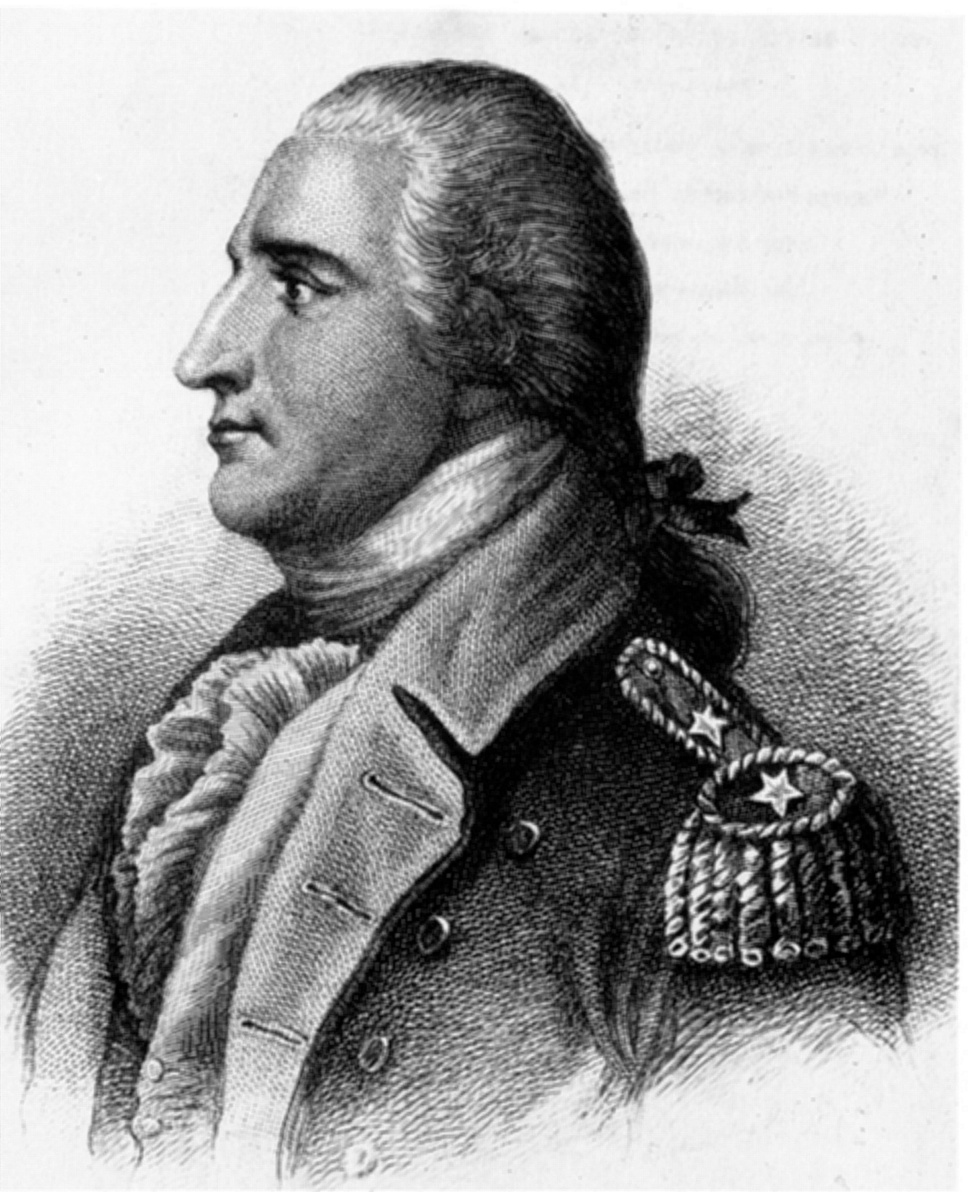
Benedict Arnold (1741–1801)

- Arnold, Benedict (1780–1849), US-amerikanischer Politiker
- Arnold, Benno (1876–1944), deutscher Unternehmer der Textilindustrie in Augsburg
- Arnold, Bernd (* 1947), deutscher Kletterer und Bergsteiger
- Arnold, Bernd (* 1961), deutscher Fotograf und Fotokünstler
- Arnold, Bernd-Peter (* 1939), deutscher Journalist
- Arnold, Berrit (* 1971), deutsche SchauspielerinBerrit Arnold (* 1971)

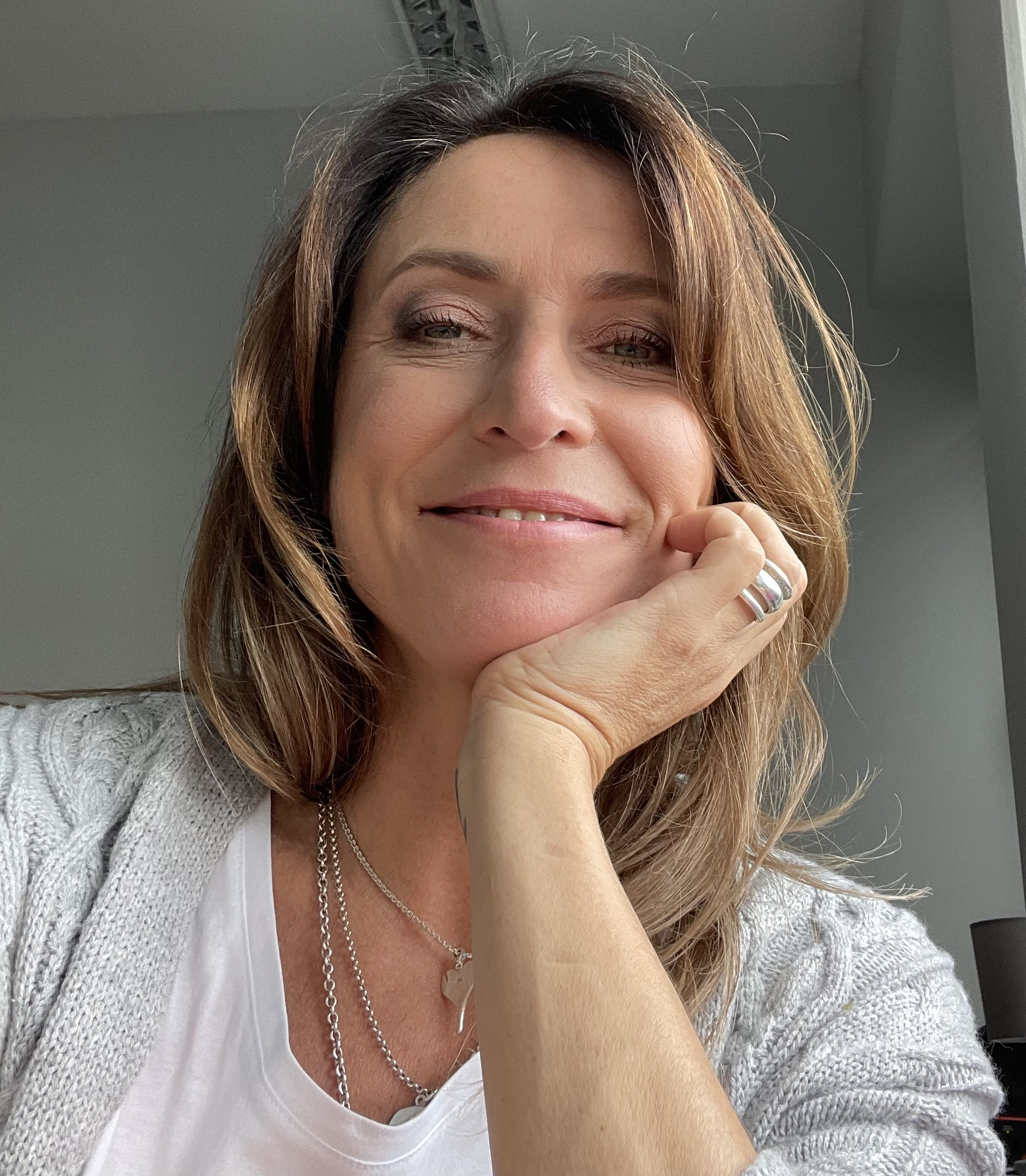
Berrit Arnold (* 1971)

- Arnold, Billy Boy (* 1935), US-amerikanischer Blues-Musiker
- Arnold, Birgit (* 1951), deutsche Politikerin (FDP/DVP), MdL und Historikerin
- Arnold, Bonnie (* 1955), US-amerikanische Filmproduzentin
- Arnold, Brad (* 1978), Sänger und Songwriter der US-amerikanischen Rockband 3 Doors Down
- Arnold, Britta (* 1984), deutsche Techno-DJ und Musikproduzentin
- Arnold, Bruce (* 1955), amerikanischer Jazz- und Improvisationsmusiker (Gitarre, Komposition)
- Arnold, Bruno (1884–1933), deutscher Fotograf
- Arnold, Buddy (1926–2003), US-amerikanischer Jazzmusiker (Tenorsaxophon, Basssaxophon, Klarinette, Bassklarinette)

###### Arnold, C
- Arnold, Carl (1794–1873), norwegischer Komponist deutscher Herkunft
- Arnold, Carl August (1818–1862), deutscher Klempnermeister und Politiker, MdL
- Arnold, Carl Heinrich (1793–1874), deutscher Tapetenentwerfer und Tapetenfabrikant
- Arnold, Carl Johann (1829–1916), deutscher Maler
- Arnold, Charles Dudley (1844–1927), US-amerikanischer Architektur- und Landschaftsfotograf
- Arnold, Charlotte (* 1989), kanadische Schauspielerin und Synchronsprecherin
- Arnold, Chester (1901–1977), US-amerikanischer Paläobotaniker und Botaniker
- Arnold, Christian (1889–1960), deutscher Maler der neuen Sachlichkeit
- Arnold, Christian Friedrich (1823–1890), deutscher Architekt
- Arnold, Christof (* 1970), deutscher Schauspieler
- Arnold, Christoph (1627–1685), deutscher Dichter des Nürnberger Dichterkreises
- Arnold, Christoph (1650–1695), deutscher Astronom
- Arnold, Christoph (1779–1844), deutscher Architekt des Klassizismus
- Arnold, Christoph (1839–1893), Landtagsabgeordneter Großherzogtum Hessen (NLP)
- Arnold, Chuck (1926–1997), US-amerikanischer Rennfahrer
- Arnold, Claus (1919–2014), deutscher Zeichner, Karikaturist und Maler
- Arnold, Claus (* 1965), deutscher Theologe und Kirchenhistoriker
- Arnold, Clemens (* 1978), deutscher Hockeyspieler
- Arnold, Conrad (1774–1840), Landtagsabgeordneter im Großherzogtum Hessen
- Arnold, Conrad David (* 1941), deutscher Maler, Grafiker und Plastiker

###### Arnold, D
- Arnold, Dan (* 1995), US-amerikanischer American-Football-Spieler
- Arnold, Dani (* 1984), Schweizer ExtrembergsteigerDani Arnold (* 1984)

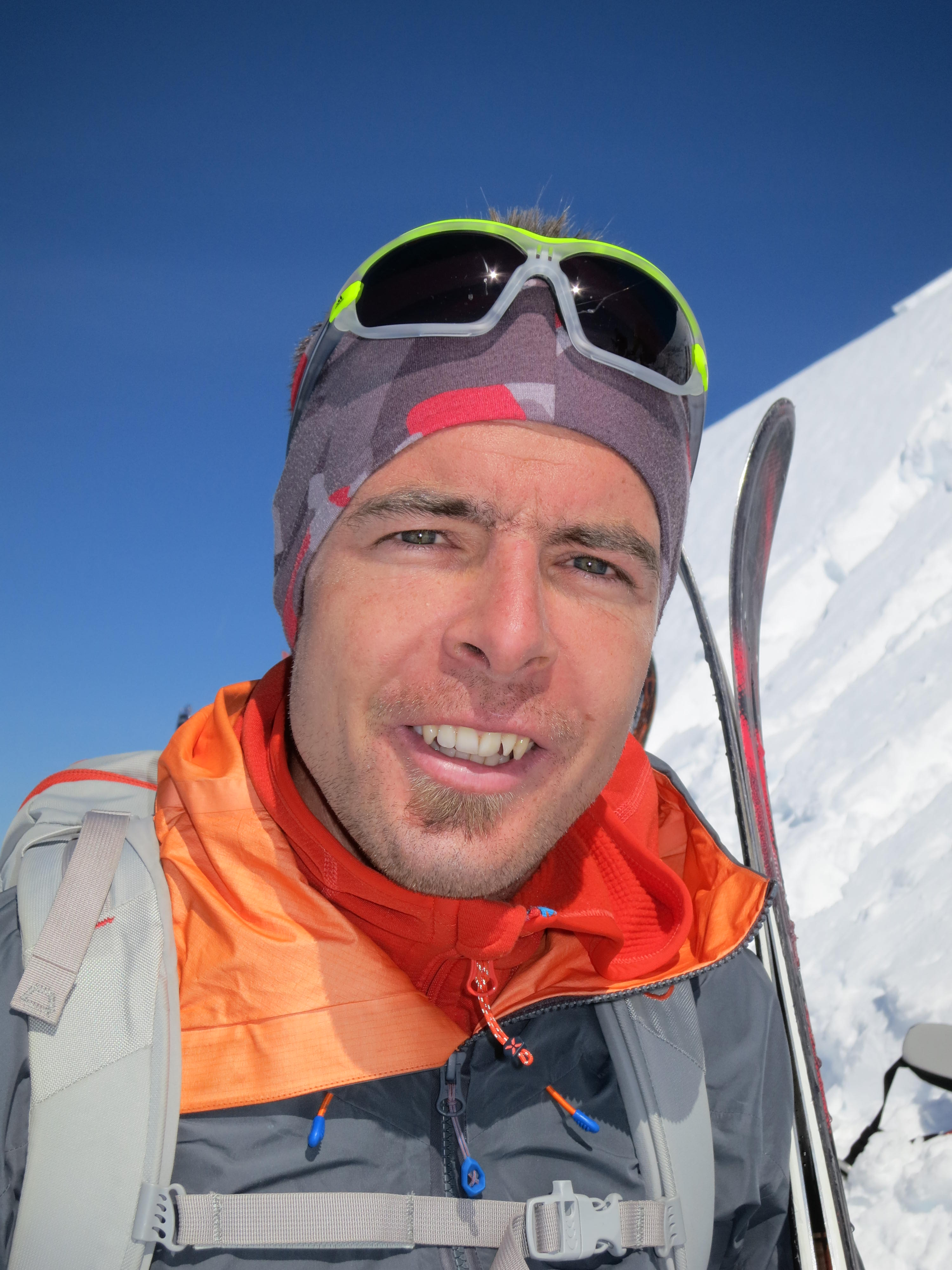
Dani Arnold (* 1984)

- Arnold, Daniel (* 1978), deutscher Tischtennisspieler
- Arnold, David (* 1946), britischer Historiker
- Arnold, David (* 1962), britischer Filmmusikkomponist
- Arnold, Delia (* 1986), malaysische Squashspielerin
- Arnold, Dieter (* 1936), deutscher Ägyptologe
- Arnold, Dieter (* 1973), deutscher Politiker (AfD)
- Arnold, Dietmar (* 1964), deutscher Stadtplaner und Autor
- Arnold, Dominique (* 1973), US-amerikanischer Leichtathlet
- Arnold, Donald (1935–2021), kanadischer Ruderer
- Arnold, Dorothea (* 1935), deutsche Ägyptologin
- Arnold, Douglas (* 1954), US-amerikanischer Mathematiker
- Arnold, Dylan (* 1994), US-amerikanischer Schauspieler

###### Arnold, E
- Arnold, Eberhard (1883–1935), deutscher Theologe, Pädagoge, Publizist und Gründer der Bruderhofgemeinschaften
- Arnold, Eddy (1918–2008), US-amerikanischer Country- und Popsänger
- Arnold, Eduard (1895–1977), Schweizer Politiker (SP) und Bundesrichter
- Arnold, Eduard Philipp (1866–1934), deutscher Architekt und Denkmalpfleger
- Arnold, Edward (1890–1956), US-amerikanischer Schauspieler
- Arnold, Edwin (1832–1904), britischer Dichter und Journalist
- Arnold, Edwin Nicholas (1940–2023), britischer Herpetologe
- Arnold, Elsa (1903–1986), deutsche Widerstandskämpferin in der Résistance
- Arnold, Emanuel (1800–1869), böhmischer Politiker
- Arnold, Engelbert (1856–1911), Schweizer Elektroingenieur, Hochschullehrer und Geheimer Badischer Hofrat
- Arnold, Ernst (1892–1962), österreichischer Komponist, Verfasser und Sänger von WienerliedernErnst Arnold (1892–1962)

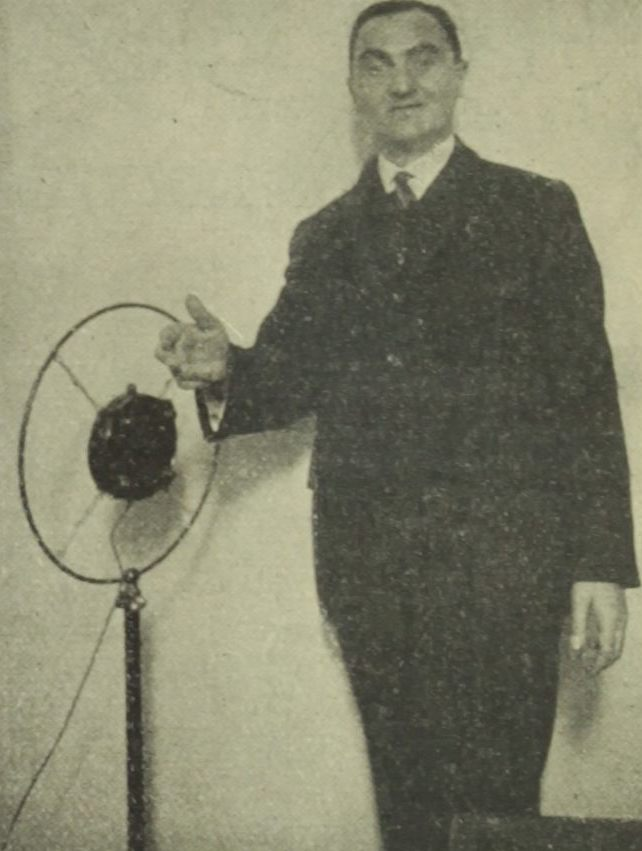
Ernst Arnold (1892–1962)

- Arnold, Ernst (1903–1966), deutscher Politiker (FDP)
- Arnold, Eva (* 1958), deutsche Psychologin
- Arnold, Eve (1912–2012), US-amerikanische Fotografin

###### Arnold, F
- Arnold, Fawn (* 1971), US-amerikanische Musicaldarstellerin, Sängerin und Gesangslehrerin
- Arnold, Felix (* 1972), deutscher Bauforscher
- Arnold, Ferdinand (1828–1901), bayrischer, deutscher Jurist und Botaniker
- Arnold, Florian (* 1985), deutscher Philosoph und Designtheoretiker
- Arnold, Florian L. (* 1977), deutscher Schriftsteller, Buchillustrator und Verleger
- Arnold, Frances H. (* 1956), US-amerikanische Biochemikerin
- Arnold, Frank (* 1957), deutscher Dramaturg und SprecherFrank Arnold (* 1957)

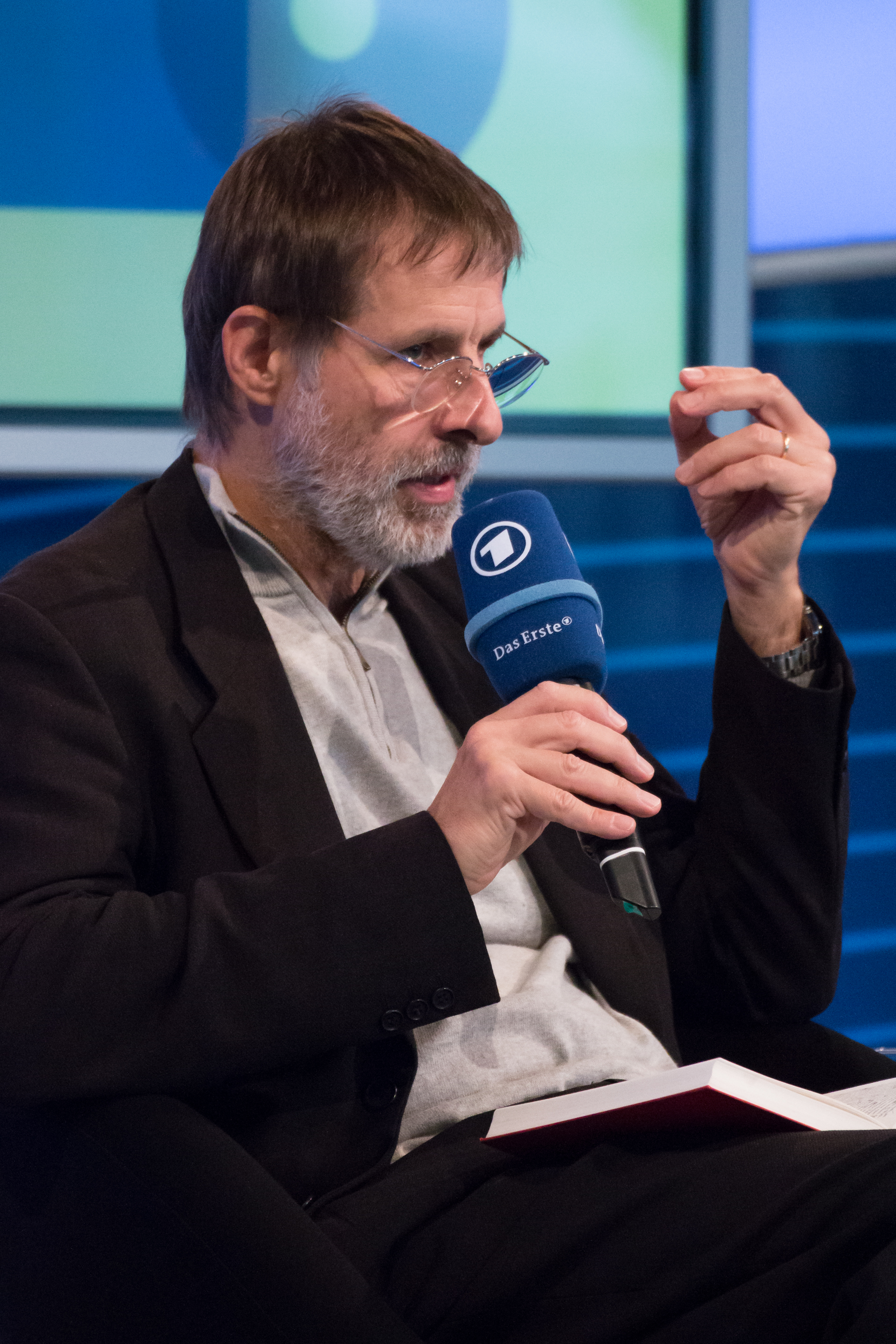
Frank Arnold (* 1957)

- Arnold, Frank (* 1973), deutscher Wirtschaftswissenschaftler, Autor, Kolumnist
- Arnold, Franz († 1790), Maler und Kupferstecher
- Arnold, Franz (1878–1960), deutscher Dramatiker
- Arnold, Franz (1893–1963), österreichischer Kirchenrechtler
- Arnold, Franz (1897–1984), Schweizer Politiker (FDP)
- Arnold, Franz Josef (1888–1962), deutsch-böhmischer Architekt
- Arnold, Franz Xaver (1898–1969), deutscher Theologe und Religionswissenschaftler
- Arnold, Franziska (* 1964), deutsche Schauspielerin
- Arnold, Friedrich (1786–1854), deutscher Architekt, großherzoglich badischer Baubeamter in Karlsruhe
- Arnold, Friedrich (1803–1890), deutscher Anatom und Physiologe
- Arnold, Friedrich (1815–1854), französischer Maler und Zeichner
- Arnold, Friedrich (1823–1881), preußischer Generalmajor und Kommandeur in die 8. Infanterie-Brigade
- Arnold, Friedrich (1912–1969), deutscher Politiker (CSU)
- Arnold, Friedrich August (1812–1869), deutscher Orientalist und Hochschullehrer
- Arnold, Friedrich Christian von (1786–1868), deutscher Jurist, Staatsbeamter und Fachautor
- Arnold, Friedrich Ernst Constantin von (1740–1798), deutscher Landrat und Gutsbesitzer
- Arnold, Friedrich Wilhelm (1810–1864), deutscher Musiker, Musikalienhändler, Verleger und Volksliedforscher
- Arnold, Fritz (1883–1921), deutscher Maler und Grafiker
- Arnold, Fritz (1883–1950), deutscher Ingenieur, Kommunalpolitiker (SPD), Sozialist und Bürgermeister von Konstanz

###### Arnold, G
- Arnold, Gabriele (* 1961), deutsche evangelische Pfarrerin und Prälatin
- Arnold, Geoff (* 1944), englischer Cricketspieler
- Arnold, Georg (1621–1676), österreichischer Komponist und Organist
- Arnold, George Benjamin von (1737–1806), deutscher Land- und Justizrat
- Arnold, George Christian (* 1762), deutscher Jurist
- Arnold, Gerhard (1927–1984), deutscher Jurist, Verwaltungsbeamter und Politiker (SPD)
- Arnold, Gertrud (1871–1931), deutsche Schauspielerin
- Arnold, Glony (* 1984), namibischer traditioneller Führer
- Arnold, Gottfried (1666–1714), deutscher Theologe und KirchengeschichtsschreiberGottfried Arnold (1666–1714)

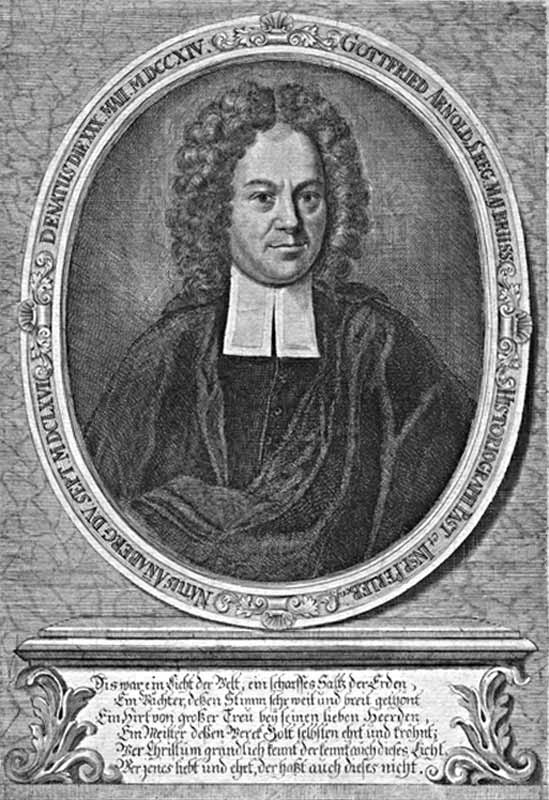
Gottfried Arnold (1666–1714)

- Arnold, Gottfried (1933–2015), deutscher Jurist und Politiker (CDU), MdB
- Arnold, Gottfried Eduard (1914–1989), austroamerikanischer Mediziner
- Arnold, Graham (* 1963), australischer Fußballspieler und -trainer
- Arnold, Gudrun (* 1940), deutsche Malerin und Grafikerin
- Arnold, Gunter (* 1951), deutscher Sprinter
- Arnold, Gustav (1831–1900), Schweizer Komponist, Kirchenmusiker, Chorleiter und Luzerner Musikdirektor
- Arnold, Gustav (1866–1937), deutscher Verwaltungsbeamter

###### Arnold, H
- Arnold, Hannes (* 1953), deutscher Künstler und Bildhauer
- Arnold, Hans (1860–1913), deutscher Bildhauer
- Arnold, Hans (1902–1969), deutscher Verwaltungsbeamter
- Arnold, Hans (1904–1981), deutscher Politiker (SPD), MdL
- Arnold, Hans (1906–1997), deutscher Verwaltungsbeamter und Kommunalpolitiker
- Arnold, Hans (1923–2021), deutscher Diplomat und Publizist
- Arnold, Hans (1925–2010), schweizerisch-schwedischer Animator und Illustrator
- Arnold, Hans (* 1938), deutscher Neurochirurg
- Arnold, Hans (1941–1991), deutscher Fußballspieler
- Arnold, Hans-Joachim (1932–2006), deutscher Mathematiker und Hochschullehrer
- Arnold, Harold D. (1883–1933), US-amerikanischer Pionier der Vakuumröhren-Technik
- Arnold, Harry (1920–1971), schwedischer Jazzklarinettist und Saxophonist
- Arnold, Heike (* 1959), deutsche Unternehmerin
- Arnold, Heinrich (1835–1891), deutscher Kaufmann und Politiker
- Arnold, Heinrich (1930–2020), deutscher Kristallograph und Hochschullehrer
- Arnold, Heinrich (* 1971), deutscher Manager
- Arnold, Heinrich Gotthold (1785–1854), deutscher Maler
- Arnold, Heinz (1906–1994), deutscher Operndirektor und -spielleiter
- Arnold, Heinz (1920–2000), deutscher Politiker (SED), MdV
- Arnold, Heinz Ludwig (1940–2011), deutscher Publizist und ein bedeutender Vermittler der Gegenwartsliteratur
- Arnold, Hellmut (1912–1986), deutscher Geologe und Paläontologe
- Arnold, Hellmut (* 1921), deutscher Generalleutnant der NVA
- Arnold, Henry (1886–1950), US-amerikanischer GeneralHenry H. Arnold (1886–1950)

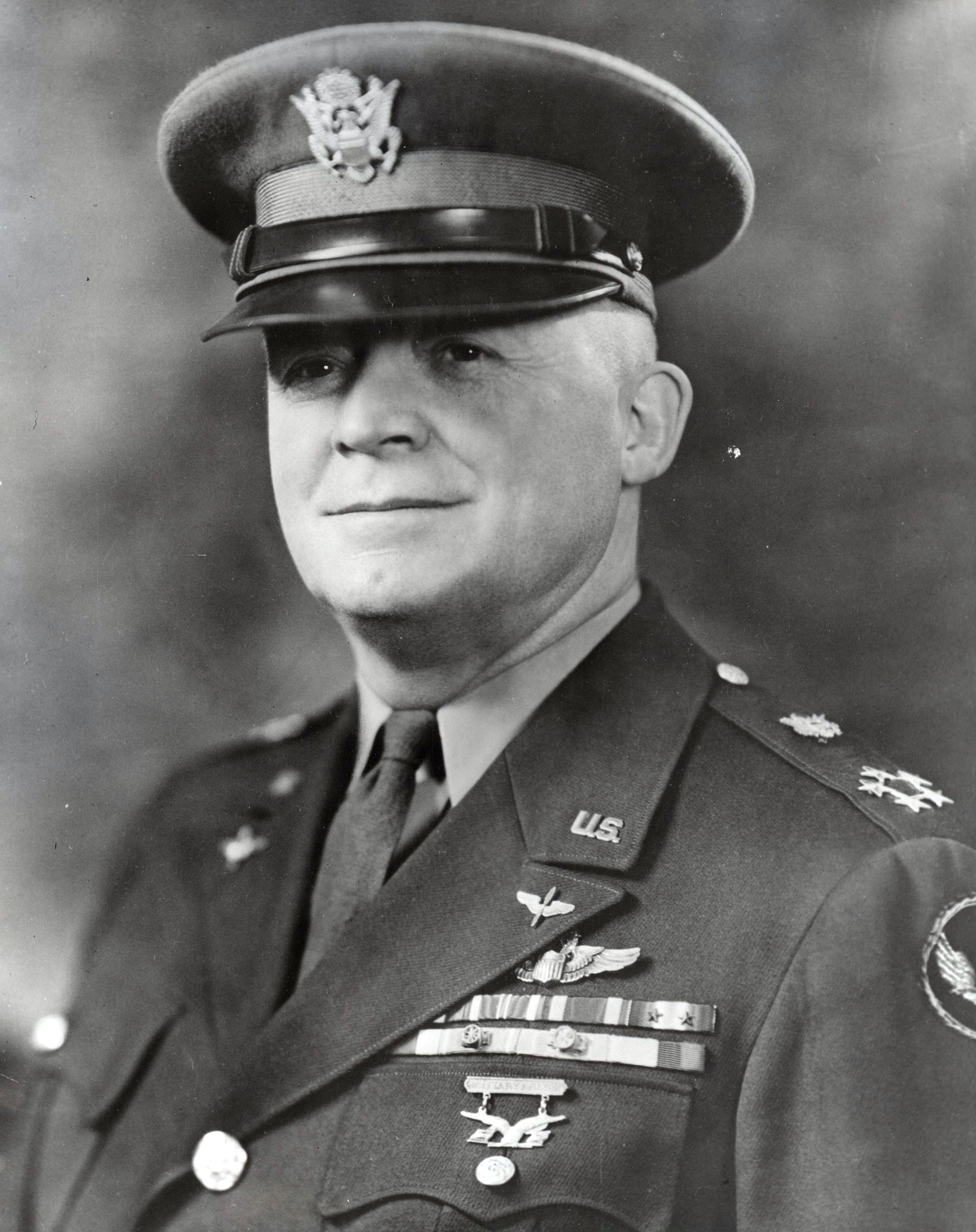
Henry H. Arnold (1886–1950)

- Arnold, Henry (* 1961), deutscher Schauspieler, Musiker und Opernregisseur
- Arnold, Hermann (1846–1896), deutscher Maler
- Arnold, Hermann (1874–1961), deutscher Reichsgerichtsrat
- Arnold, Hermann (1882–1966), deutscher Architekt, Innenarchitekt und Kunstgewerbeschullehrer
- Arnold, Hermann (1888–1973), deutscher Fabrikant
- Arnold, Hermann (1907–1963), deutscher Ministerialbeamter
- Arnold, Hermann (1912–2005), deutscher Mediziner (Sozialhygieniker)
- Arnold, Horacee (* 1937), US-amerikanischer Jazzschlagzeuger
- Arnold, Horst (1959–2012), deutscher Lehrer und Opfer eines Justizirrtums
- Arnold, Horst (* 1962), deutscher Politiker (SPD), MdL
- Arnold, Hubert (1945–2019), US-amerikanischer Jazzmusiker (Piano)
- Arnold, Hugo (1861–1940), deutscher Jurist

###### Arnold, I
- Arnold, Ignaz Ferdinand (1774–1812), deutscher Advokat, deutscher Schriftsteller und Organist
- Arnold, Ingo (1931–2023), deutscher Grafiker, Maler und Hochschullehrer
- Arnold, Irmgard (1919–2014), deutsche Opernsängerin
- Arnold, Isaac N. (1815–1884), US-amerikanischer Politiker

###### Arnold, J
- Arnold, Jack (1916–1992), US-amerikanischer Filmregisseur
- Arnold, Jakob (* 1988), deutscher Theaterregisseur
- Arnold, James R. (1923–2012), US-amerikanischer Chemiker
- Arnold, Jason, US-amerikanischer Disc-Jockey, Songwriter und Sänger
- Arnold, Jerome (* 1936), US-amerikanischer Musiker
- Arnold, Jerry (* 1940), US-amerikanischer Rockabilly-Musiker
- Arnold, Jerzy Chrystian (1747–1827), polnischer Mediziner
- Arnold, Joachim (* 1959), deutscher Politiker (SPD)
- Arnold, Joachim (* 1965), deutscher Pianist, Dirigent, Unternehmer
- Arnold, Jochen (* 1967), deutscher evangelischer Theologe, Kirchenmusiker
- Arnold, Johann Carl Andreas von (* 1735), deutscher Land- und Justizrat
- Arnold, Johann Christian (1759–1842), deutscher Unternehmer
- Arnold, Johann Christoph (1763–1847), sächsischer Verleger, Buchhändler und Kommunalpolitiker
- Arnold, Johann Franz Xaver, Schriftsteller und Botaniker
- Arnold, Johann Georg Daniel (1780–1829), deutscher Jurist und Schriftsteller
- Arnold, Johann Gerhard (1637–1717), deutscher Historiker, Konsistorialrat und Gymnasialrektor
- Arnold, Johann Gottfried (1773–1806), deutscher Cellist und Komponist
- Arnold, Johann Heinrich (1697–1770), badischer Werkmeister
- Arnold, Johann Paul (1869–1952), deutscher Aquarianer
- Arnold, Johann Theodor von (1705–1758), deutscher Jurist und Gutsherr
- Arnold, Johann Wilhelm (1801–1873), deutscher Physiologe, Hochschullehrer und Arzt
- Arnold, Johannes (1858–1927), Bürgermeister und Mitglied des Nassauischen Kommunallandtags
- Arnold, Johannes (1928–1987), deutscher Schriftsteller
- Arnold, Johannes (* 1965), deutscher katholischer Theologe und Hochschullehrer
- Arnold, Johannes (* 1970), deutscher Kommunalpolitiker
- Arnold, John (1736–1799), englischer Uhrmacher und Erfinder
- Arnold, John (1889–1964), US-amerikanischer Kameramann
- Arnold, John, US-amerikanischer Blues- und Jazzpianist
- Arnold, John (* 1953), britischer Geistlicher, Bischof von Salford
- Arnold, John Douglas (* 1974), US-amerikanischer Erdgas-Händler
- Arnold, John E. (1913–1963), amerikanischer Maschinenbauingenieur und Wirtschaftswissenschaftler
- Arnold, John H. (1862–1944), US-amerikanischer Politiker
- Arnold, John Roger (1769–1843), englischer Uhrmacher
- Arnold, Jonathan (1741–1793), US-amerikanischer Politiker
- Arnold, Jörg (* 1957), deutscher Strafrechtswissenschaftler und Richter
- Arnold, Josef (1825–1891), Schweizer Politiker (KVP)
- Arnold, Josef (1942–1980), Schweizer Grenzwachtgefreiter und Mordopfer
- Arnold, Josef (* 1950), Schweizer Lehrer und Politiker (CVP), Landammann von Uri
- Arnold, Josef der Ältere (1788–1879), österreichischer Freskenmaler
- Arnold, Josef der Jüngere (1823–1862), österreichischer Freskenmaler und Porträtmaler
- Arnold, Julia (* 1990), deutsche Fußballspielerin
- Arnold, Julius (1835–1915), deutscher Pathologe
- Arnold, Julius (1847–1926), Jurist und Mitglied des Deutschen Reichstags
- Arnold, Juri Karlowitsch (1811–1898), russischer Komponist

###### Arnold, K
- Arnold, Karl (1818–1882), preußischer Generalmajor
- Arnold, Karl (1853–1929), deutscher Chemiker, Mineraloge, Hochschullehrer, Sachbuchautor und Alpinist
- Arnold, Karl (1883–1953), deutscher Zeichner, Karikaturist und Maler
- Arnold, Karl (1901–1958), deutscher Politiker (Zentrum, CDU), MdLKarl Arnold (1901–1958)

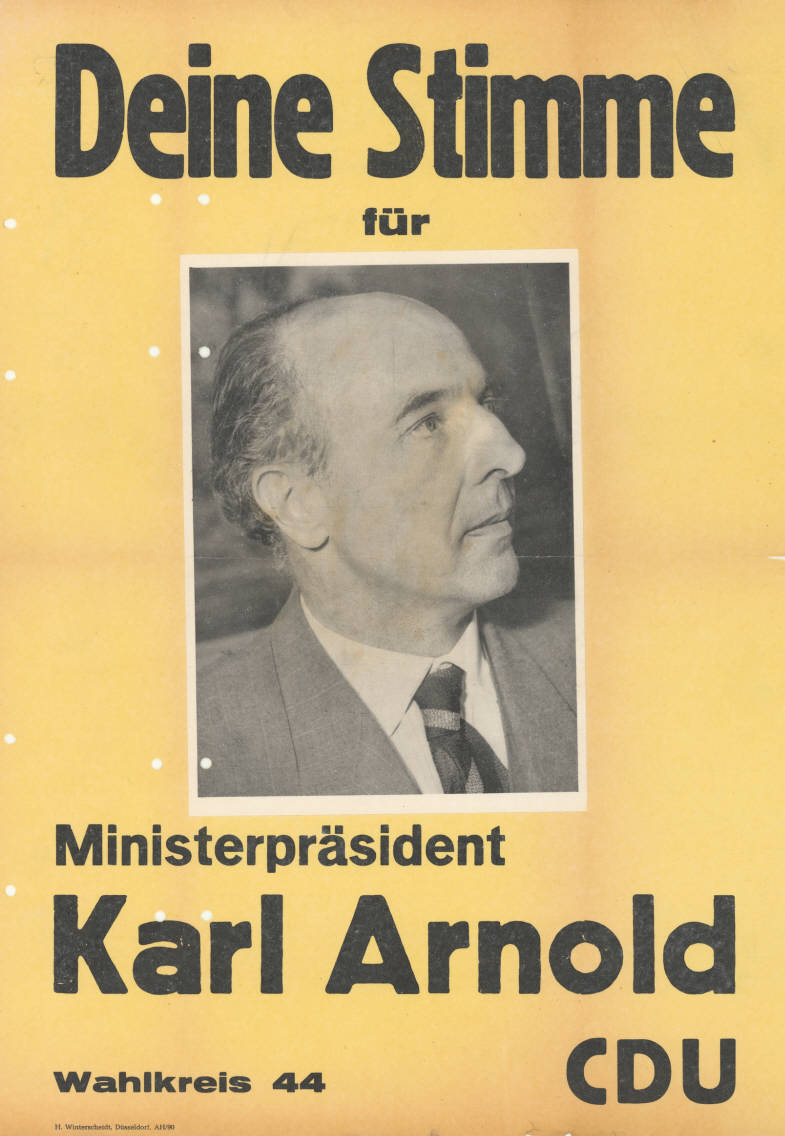
Karl Arnold (1901–1958)

- Arnold, Karl (1940–2012), deutscher Gewichtheber
- Arnold, Karl August (1888–1980), deutscher Maler
- Arnold, Karl-Heinz (* 1952), deutscher Pädagoge und Hochschullehrer
- Arnold, Kenneth (1915–1984), US-amerikanischer Pilot und Geschäftsmann
- Arnold, Klaus (1928–2009), deutscher Künstler
- Arnold, Klaus (* 1942), deutscher Politiker (CDU)
- Arnold, Klaus (1942–2023), deutscher Historiker für Mittelalterliche Geschichte
- Arnold, Klaus (1968–2017), deutscher Medien- und Kommunikationswissenschaftler und Professor
- Arnold, Klaus Jochen (* 1968), deutscher Historiker
- Arnold, Klaus P. (* 1944), deutscher Rechtsanwalt und Kommunalpolitiker
- Arnold, Klaus Peter (1942–2017), österreichischer Wirtschaftsgeograph
- Arnold, Klaus-Peter (1939–2024), deutscher Kunsthistoriker
- Arnold, Klaus-Rüdiger (* 1939), deutscher Schuhmacher und Mitglied der Volkskammer
- Arnold, Kokomo (1901–1968), US-amerikanischer Blues-Musiker
- Arnold, Kurt (1905–1960), deutscher Politiker (SPD), MdA

###### Arnold, L
- Arnold, Lance David (* 1986), deutscher Rennfahrer
- Arnold, Landis (* 1960), US-amerikanischer Skispringer
- Arnold, Larry K., US-amerikanischer Offizier, Generalmajor der US Air Force
- Arnold, Laurence F. (1891–1966), US-amerikanischer Politiker
- Arnold, Lemuel H. (1792–1852), US-amerikanischer Politiker
- Arnold, Leni (* 1937), deutsche Archivarin
- Arnold, Leo (1923–2014), Schweizer Politiker (CVP)
- Arnold, Leodegar († 1826), Schweizer Dieb
- Arnold, Lieselotte (* 1920), deutsche Schauspielerin
- Arnold, Lisa Natalie (* 1982), deutsche Bühnenschauspielerin
- Arnold, Lorna (1915–2014), britische Historikerin
- Arnold, Lothar (* 1959), deutscher Musiker und Schachspieler
- Arnold, Louise Sophie (* 2001), deutsche Schauspielerin
- Arnold, Ludwig (1798–1886), deutscher Jurist und Oberbürgermeister
- Arnold, Ludwig (1905–1962), deutscher SED-Funktionär, stellvertretender Direktor der PHS und Leiter des IML
- Arnold, Ludwig (* 1937), deutscher Mathematiker und Hochschullehrer
- Arnold, Ludwig (* 1950), deutscher Maler
- Arnold, Luke (* 1984), australischer SchauspielerLuke Arnold (* 1984)

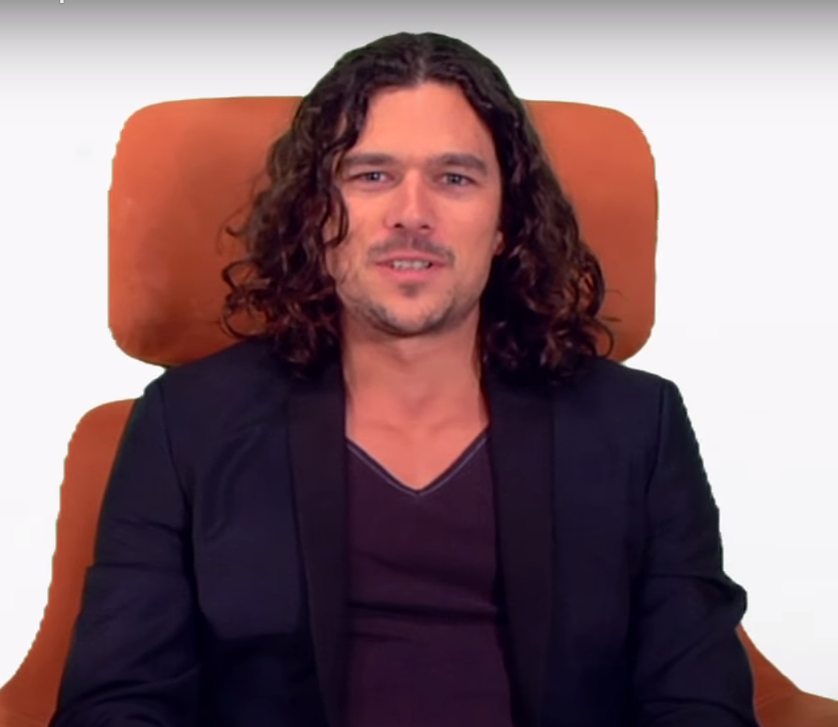
Luke Arnold (* 1984)

- Arnold, Luqman (* 1950), britischer Manager
- Arnold, Lynn (* 1949), australischer Politiker (Labor Party) und Geistlicher der Anglican Church of Australia, Premierminister von South Australia

###### Arnold, M
- Arnold, Mackenzie (* 1994), australische Fußballspielerin
- Arnold, Magda B. (1903–2002), tschechisch-kanadische Psychologin
- Arnold, Maik (* 1978), deutscher Professor für Sozialmanagement
- Arnold, Malcolm (1921–2006), britischer Komponist
- Arnold, Marc (* 1970), deutsch-südafrikanischer Fußballspieler
- Arnold, Marek (* 1974), deutscher Saxophonist, Keyboarder, Klarinettist, Komponist, Musikpädagoge und Produzent
- Arnold, Marie-Cathérine (* 1991), deutsche Ruderin
- Arnold, Markus (1953–2020), Schweizer Theologe und Politiker (CVP)
- Arnold, Marshall (1845–1913), US-amerikanischer Politiker
- Arnold, Martin (* 1946), deutscher Friedensforscher und Pfarrer
- Arnold, Martin (* 1959), österreichischer Filmemacher und Künstler
- Arnold, Matthew (1822–1888), englischer Dichter und Kulturkritiker
- Arnold, Matthias (* 1997), österreichischer Fußballspieler
- Arnold, Matthieu (* 1965), französischer protestantischer Theologe und Hochschullehrer
- Arnold, Maximilian (1874–1943), deutscher Politiker (SPD), MdL
- Arnold, Maximilian (* 1994), deutscher FußballspielerMaximilian Arnold (* 1994)

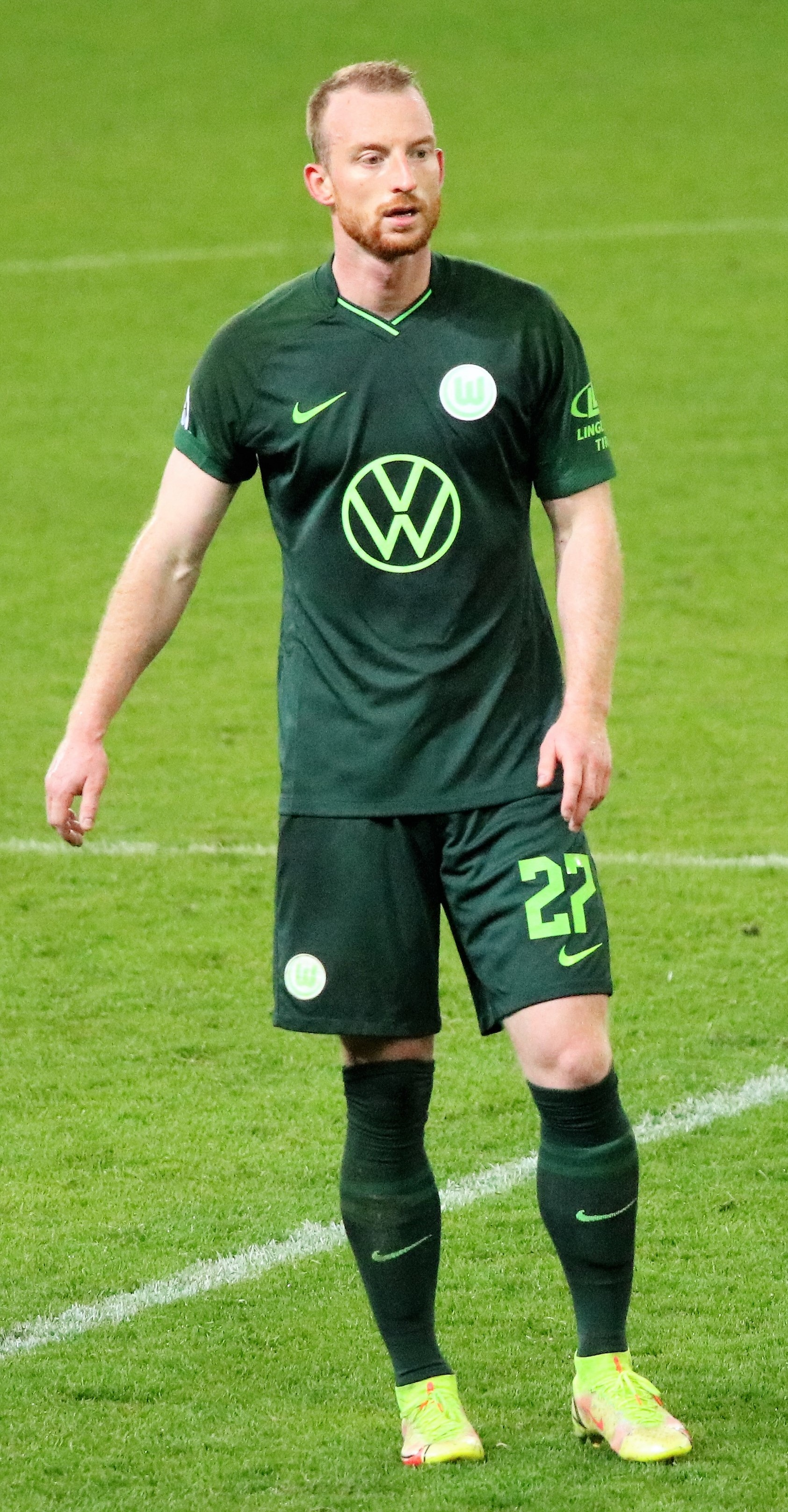
Maximilian Arnold (* 1994)

- Arnold, Michael (1824–1877), deutscher Bildhauer, Maler und Grafiker
- Arnold, Michael (1928–2022), deutscher Mediziner und Hochschullehrer
- Arnold, Michael (* 1964), deutscher Politiker (Bündnis 90/Die Grünen)
- Arnold, Michael (* 1967), deutscher Jazzmusiker (Saxophon)
- Arnold, Mike (* 1969), deutscher Skispringer
- Arnold, Monty (* 1967), deutscher Schauspieler, Komiker und SynchronsprecherMonty Arnold (* 1967)

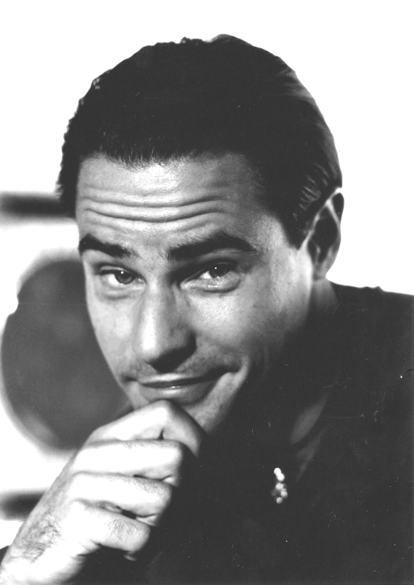
Monty Arnold (* 1967)

- Arnold, Murray (1938–2012), US-amerikanischer Basketballtrainer

###### Arnold, N
- Arnold, Newt (1922–2000), US-amerikanischer Regisseur, Filmproduzent und Filmautor

###### Arnold, O
- Arnold, Oksana, deutsche Informatikerin und Hochschullehrerin
- Arnold, Oscar (1854–1938), deutscher Unternehmer und Politiker (Deutsche Freisinnige Partei, Fortschrittliche Volkspartei, DDP), MdR
- Arnold, Otto (1881–1944), deutscher Lehrer, Heimatforscher und Fotograf
- Arnold, Otto Heinrich (1910–2000), deutscher Mediziner

###### Arnold, P
- Arnold, P. P. (* 1946), US-amerikanische Soul-Sängerin
- Arnold, Paul (1804–1887), Hofbaumeister und Landtagsabgeordneter Großherzogtum Hessen
- Arnold, Paul (1856–1928), deutscher Parlamentarier und Unternehmer
- Arnold, Paul (1909–1992), französischer Schriftsteller und Theaterhistoriker
- Arnold, Paul (* 1936), deutscher Numismatiker
- Arnold, Peleg (1751–1820), US-amerikanischer Jurist und Politiker
- Arnold, Peter (1908–1983), Schweizer katholischer Priester und Historiker
- Arnold, Peter (1935–2024), australischer Politiker (Liberal Party)
- Arnold, Peter (* 1952), deutscher Hornist
- Arnold, Peter (* 1958), deutscher Fußballspieler
- Arnold, Pierre (1921–2007), Schweizer ManagerPierre Arnold (1921–2007)

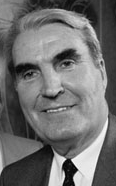
Pierre Arnold (1921–2007)

- Arnold, Pilt (* 1988), deutscher Hockeyspieler
- Arnold, Priester, mittelhochdeutscher Dichter einer Heiligenlegende und eines geistlichen Liedes

###### Arnold, R
- Arnold, Rachel (* 1996), malaysische Squashspielerin
- Arnold, Rafael (* 1968), deutscher Romanist
- Arnold, Raik (* 1964), deutscher Judoka
- Arnold, Rainer (* 1941), deutscher Afrikanist
- Arnold, Rainer (1943–2025), deutscher Rechtswissenschaftler und Hochschullehrer
- Arnold, Rainer (* 1950), deutscher Politiker (SPD), MdB
- Arnold, Raymond G. (* 1942), US-amerikanischer experimenteller Kernphysiker am Stanford Linear Accelerator Center (SLAC)
- Arnold, Reg (1919–1963), britischer Jazz- und Unterhaltungsmusiker (Trompete)
- Arnold, Reginald (1924–2017), australischer Bahnradsportler
- Arnold, Remo (* 1997), Schweizer Fußballspieler
- Arnold, Richard (* 1959), deutscher Politiker (CDU), Oberbürgermeister von Schwäbisch GmündRichard Arnold (* 1959)

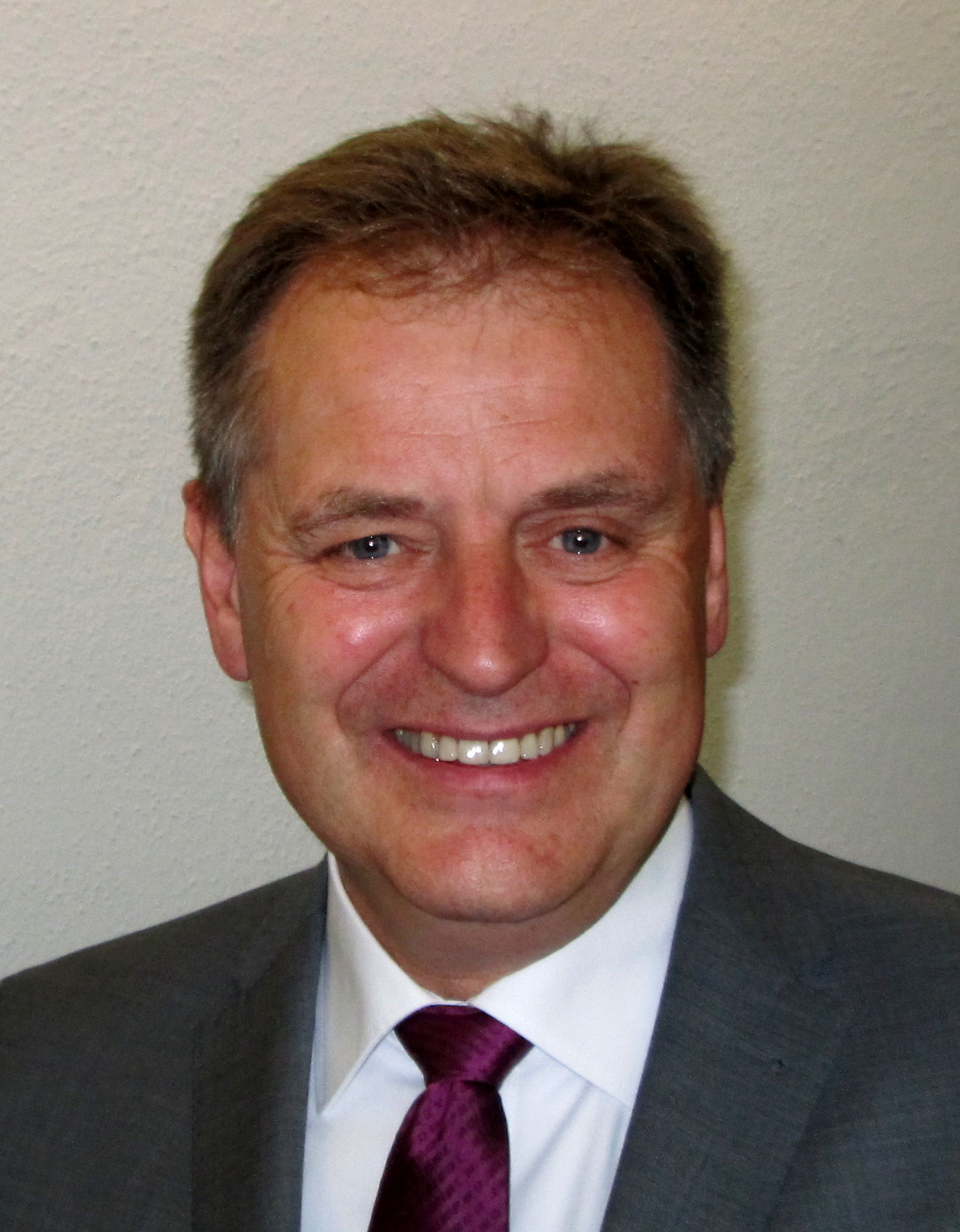
Richard Arnold (* 1959)

- Arnold, Richard Alexander, kanadischer Anglist
- Arnold, Richard R. (* 1963), US-amerikanischer Astronaut
- Arnold, Robert (1854–1916), deutscher Historiker und Archivar
- Arnold, Robert Franz (1872–1938), österreichischer Literaturhistoriker und Bibliothekar
- Arnold, Roland (* 1965), deutscher Unternehmer
- Arnold, Rolf (* 1952), deutscher Pädagoge, Professor für Pädagogik
- Arnold, Romeo (* 1988), Schweizer Politiker (GLP)
- Arnold, Rudolf (1896–1950), deutscher kommunistischer KZ-Häftling und Mitarbeiter des Thüringer Innenministeriums
- Arnold, Ruedi (1945–2014), schweizerisch-österreichischer Bildhauer

###### Arnold, S
- Arnold, Samuel (1740–1802), englischer Komponist
- Arnold, Samuel (1806–1869), US-amerikanischer Politiker
- Arnold, Samuel (* 1991), französischer Film- und Theaterschauspieler
- Arnold, Samuel Benedict (1744–1817), deutscher Fresko-, Porträt- und Theatermaler
- Arnold, Samuel G. (1821–1880), US-amerikanischer Politiker
- Arnold, Samuel W. (1879–1961), US-amerikanischer Politiker
- Arnold, Scott (* 1986), australischer Squashspieler
- Arnold, Sean (1941–2020), britischer Schauspieler
- Arnold, Sebastian (* 1996), deutscher Handballtorwart
- Arnold, Sheila (* 1970), deutsche Konzertpianistin
- Arnold, Stefan (* 1976), deutscher Rechtswissenschaftler
- Arnold, Steve (* 1949), US-amerikanischer Politiker
- Arnold, Steven L. (* 1940), US-amerikanischer Generalleutnant der US-Army
- Arnold, Susan (* 1954), US-amerikanische Managerin
- Arnold, Sydney, 1. Baron Arnold (1878–1945), britischer Politiker (Liberal Party, Labour Party), Mitglied des House of Commons
- Arnold, Sylvia (* 1990), deutsche Fußballspielerin

###### Arnold, T
- Arnold, Terence (1901–1986), britischer Bobfahrer
- Arnold, Terrion (* 2003), US-amerikanischer American-Football-Spieler
- Arnold, Thea (1882–1966), deutsche Politikerin (Zentrum, GVP, BdD), MdB
- Arnold, Theodor (1683–1771), deutscher Übersetzer, Lexikograph, Grammatiker und Lehrer der englischen Sprache an der Universität Leipzig
- Arnold, Theodor (1824–1909), deutscher württembergischer Verwaltungsbeamter
- Arnold, Theodor (1852–1931), deutscher Politiker, Bürgermeister in Zeitz
- Arnold, Thomas (1742–1816), englischer Psychiater und Reformer
- Arnold, Thomas (1795–1842), englischer Theologe und Pädagoge
- Arnold, Thomas (* 1971), deutscher Schauspieler
- Arnold, Thomas (* 1988), römisch-katholischer Theologe und Publizist
- Arnold, Thomas Dickens (1798–1870), US-amerikanischer Politiker
- Arnold, Thomas Walker (1864–1930), britischer Orientalist und Kunsthistoriker
- Arnold, Thordis (* 1991), deutsche Crosslauf-Sommerbiathletin
- Arnold, Thurman (1891–1969), US-amerikanischer Jurist für Wettbewerbsrecht
- Arnold, Tichina (* 1969), US-amerikanische Filmschauspielerin
- Arnold, Tom (* 1959), US-amerikanischer SchauspielerTom Arnold (* 1959)

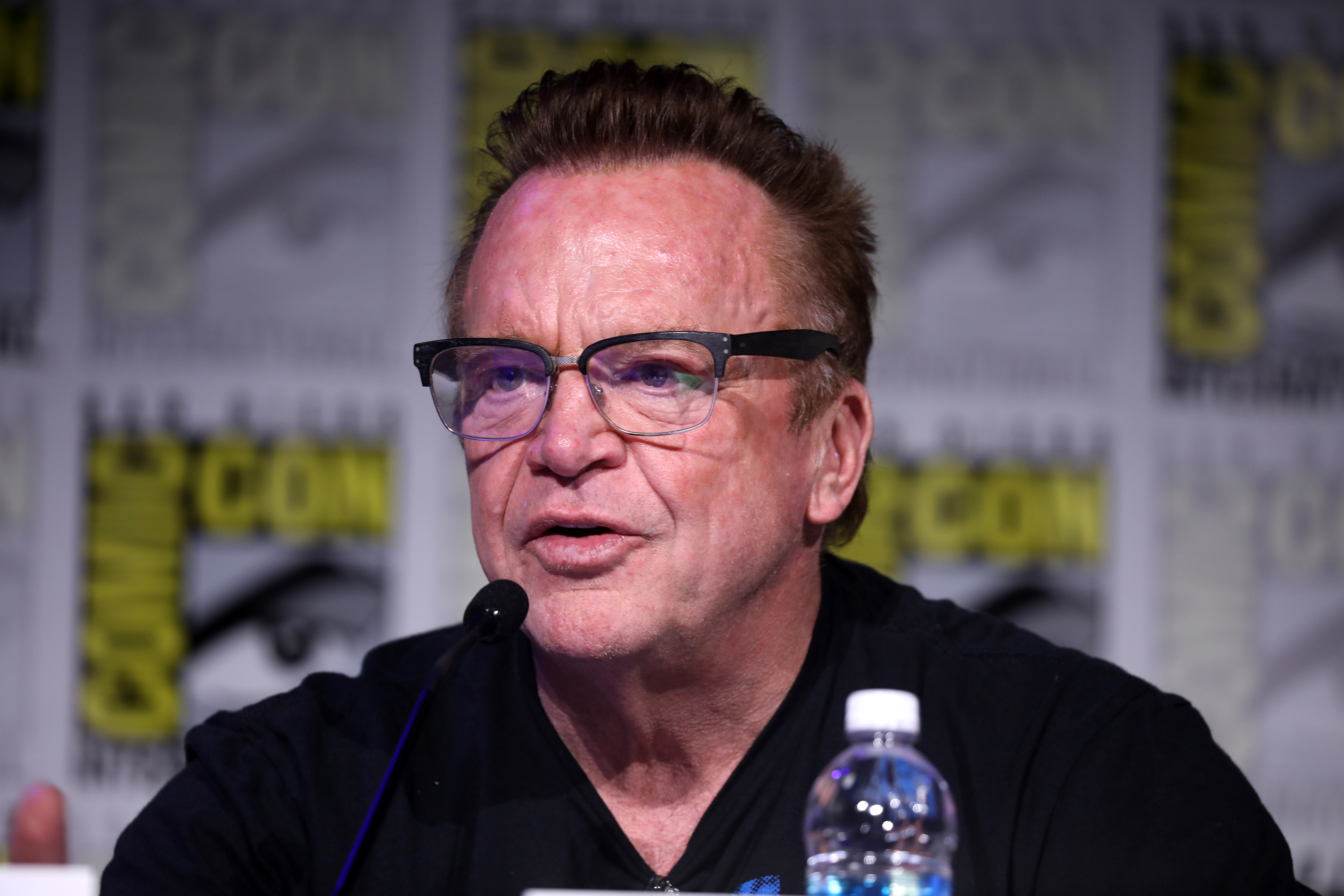
Tom Arnold (* 1959)

- Arnold, Traute (1920–1978), deutsche Politikerin (CDU der DDR), MdV, Schriftstellerin

###### Arnold, U
- Arnold, Udo (* 1940), deutscher Historiker und Hochschullehrer
- Arnold, Ulli (* 1944), deutscher Betriebswirtschaftler
- Arnold, Ulrike (* 1950), deutsche Künstlerin
- Arnold, Ulrike (* 1965), deutsche Theaterregisseurin, Schauspielerin und Schauspieldozentin
- Arnold, Ursula (1929–2012), deutsche Fotografin
- Arnold, Uwe-Christian (1944–2019), deutscher Arzt und Sterbehelfer

###### Arnold, V
- Arnold, Victor (1873–1914), österreichischer Schauspieler an deutschen Bühnen
- Arnold, Virginie (* 1979), französische Bogenschützin
- Arnold, Volker, deutscher Wirtschaftswissenschaftler

###### Arnold, W
- Arnold, Walter (1882–1933), deutscher Kommunalpolitiker, Oberbürgermeister von Mühlhausen und Gera
- Arnold, Walter (1891–1973), deutscher Fabrikant
- Arnold, Walter (1909–1979), deutscher Bildhauer
- Arnold, Walter (* 1949), deutscher Politiker (CDU), MdL
- Arnold, Walter Sigi (* 1959), Schweizer Schauspieler und Hörspielsprecher
- Arnold, Warren O. (1839–1910), US-amerikanischer Politiker
- Arnold, Werner (1920–2000), deutscher Bergbauingenieur und Hochschullehrer
- Arnold, Werner (1930–2005), Schweizer Radsportler
- Arnold, Werner (* 1930), deutscher Fußballspieler
- Arnold, Werner (1935–2025), deutscher Gewichtheber
- Arnold, Werner (* 1944), deutscher Bibliothekar
- Arnold, Werner (* 1953), deutscher Semitist, Arabist und Hochschullehrer
- Arnold, Wilhelm Christoph Friedrich (1826–1883), deutscher Jurist, Rechts-, Wirtschafts- und Kulturhistoriker, Politiker, MdR
- Arnold, Wilhelm Karl (1911–1983), deutscher Psychologe
- Arnold, William Carlile (1851–1906), US-amerikanischer Politiker
- Arnold, William Howard (1901–1976), US-amerikanischer General
- Arnold, William Howard (1931–2015), US-amerikanischer Kerntechniker und Manager in der Nuklearindustrie
- Arnold, William W. (1877–1957), US-amerikanischer Jurist und Politiker
- Arnold, Wladimir Igorewitsch (1937–2010), russischer MathematikerWladimir Igorewitsch Arnold (1937–2010)

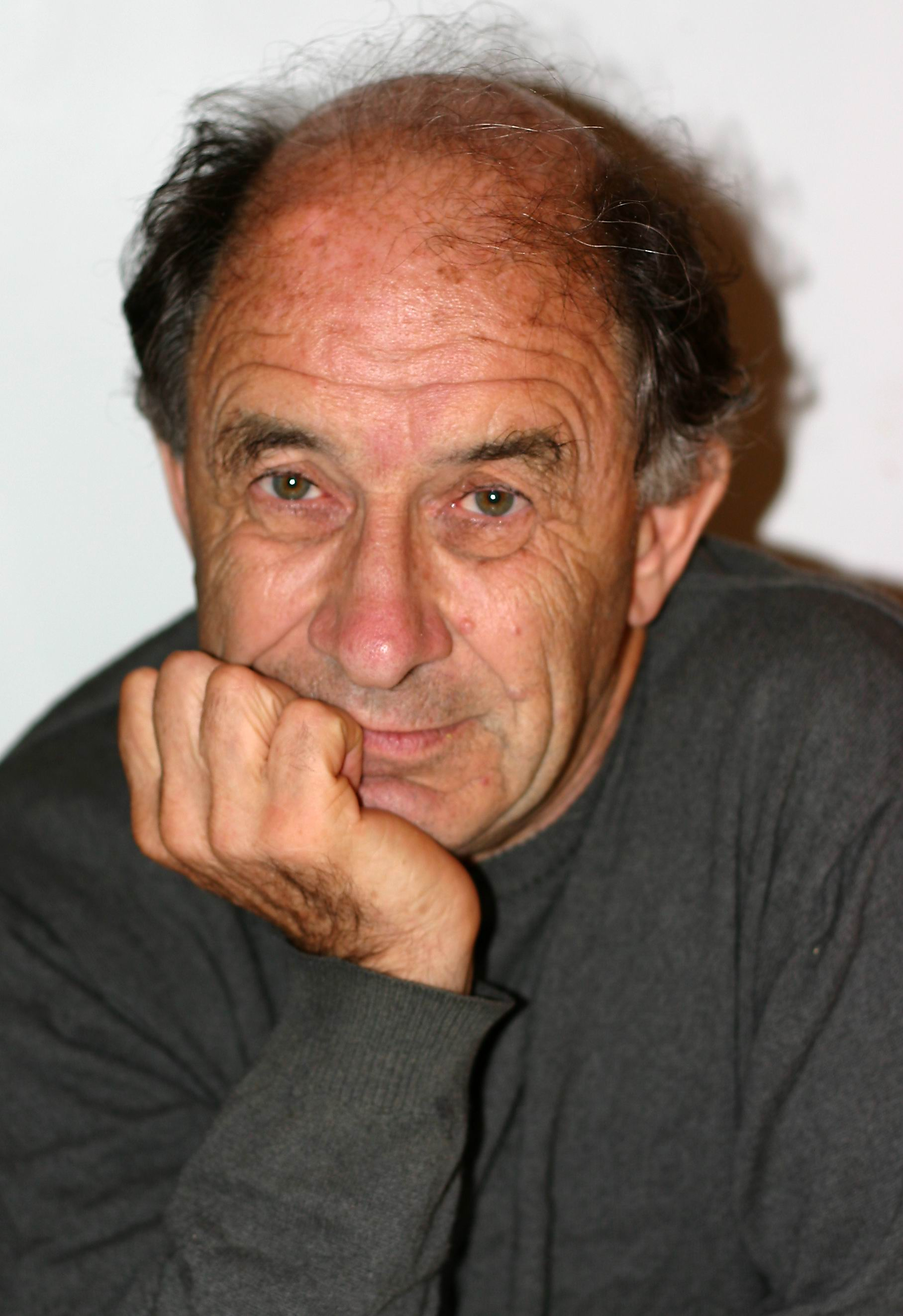
Wladimir Igorewitsch Arnold (1937–2010)

- Arnold, Wolf-Dietrich (1940–2022), deutscher Physiotherapeut und Orthopäde, Hochschullehrer in Leipzig und Jena
- Arnold, Wolf-Rüdiger (* 1939), deutscher Schriftsteller
- Arnold, Wolfgang (1915–1993), deutscher Pharmakologe, Toxikologe und Rechtsmediziner
- Arnold, Wolfgang (1921–1998), österreichischer Schriftsteller und Journalist
- Arnold, Wolfgang (1929–2016), deutscher Pädagoge und Autor
- Arnold, Wolfgang (* 1948), deutscher Kabarettist, Schlagersänger und Fernsehmoderator
- Arnold, Wolfgang H. (* 1951), deutscher Mediziner

###### Arnold, X
- Arnold, Xaver (1848–1929), Schweizer Bildhauer

###### Arnold-C
- Arnold-Cramer, Ursula (* 1952), deutsche Politikerin (SPD), MdB

###### Arnold-D
- Arnold-Dinkler, Elfriede (1906–1980), deutsche Kindergärtnerin und Pädagogin

###### Arnold-G
- Arnold-Graboné, Georg (1896–1982), deutscher Maler des Impressionismus

###### Arnold-H
- Arnold-Holm, Emil, österreichischer Dichter

###### Arnold-O
- Arnold-Obrist, Karl (1796–1862), römisch-katholischer Bischof von Basel

###### Arnold-S
- Arnold-Schäublin, Riitta (* 1982), finnisch-schweizerische Eishockeytorhüterin

###### Arnold-Z
- Arnold-Zurbrügg, Sophie (1856–1939), Schweizer Arbeiteraktivistin und Feministin

###### Arnoldi
- Arnoldi, Albert Jakob (1750–1835), deutscher Orientalist, Theologe und Hochschullehrer
- Arnoldi, Alberto, italienischer Bildhauer
- Arnoldi, Bartholomäus († 1532), deutscher Philosoph und katholischer Theologie
- Arnoldi, Charles (* 1946), US-amerikanischer Maler, Bildhauer und Grafiker
- Arnoldi, Ernst Christoph (1696–1744), deutscher Rechtswissenschaftler
- Arnoldi, Ernst Wilhelm (1778–1841), deutscher KaufmannErnst Wilhelm Arnoldi (1778–1841)

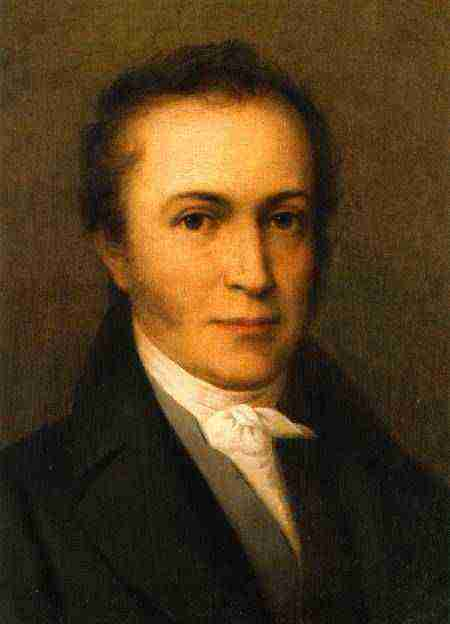
Ernst Wilhelm Arnoldi (1778–1841)

- Arnoldi, Friedrich von (1818–1910), preußischer Generalleutnant
- Arnoldi, Friedrich von (1849–1907), preußischer Generalleutnant
- Arnoldi, Henricus (1575–1637), reformierter Theologe
- Arnoldi, Johann (1648–1718), gräflich-stolbergischer Hofrat und Vizeberghauptmann der Grafschaft Stolberg
- Arnoldi, Johann Conrad (1658–1735), deutscher Pädagoge, Logiker, Bibliothekar und lutherischer Theologe
- Arnoldi, Johann Ludwig Ferdinand (1737–1783), deutscher Pädagoge und evangelischer Theologe
- Arnoldi, Johannes (1596–1631), deutscher Jesuit und Märtyrer
- Arnoldi, Johannes von (1751–1827), deutscher Jurist, Staatsmann und Historiker
- Arnoldi, Karl Wilhelm (1809–1876), deutscher Mediziner, Naturforscher und Fossiliensammler
- Arnoldi, Leo (1843–1898), deutscher Eisenbahn-Bauingenieur und Unternehmer
- Arnoldi, Nag (1928–2017), Schweizer Kunstmaler und Bildhauer
- Arnoldi, Olaf (* 1962), deutscher Jurist, Richter am Bundesgerichtshof
- Arnoldi, Valentin (1712–1793), deutscher reformierter Theologe, Historiker und Bibliothekar
- Arnoldi, Walter Edwin (1917–1995), US-amerikanischer Ingenieur
- Arnoldi, Wilhelm (1798–1864), Bischof von Trier
- Arnoldi, Wilhelm (1884–1965), deutscher Agrarwissenschaftler und Ministerialdirektor
- Arnoldin von Clarstein, Matthias († 1649), Hofkammersekretär und Reichshofrat

###### Arnoldn
- Arnoldner, Bernadette (* 1978), österreichische Ernährungswissenschaftlerin, Produktmanagerin und Bezirkspolitikerin (ÖVP)
- Arnoldner, Thomas (* 1977), österreichischer ManagerThomas Arnoldner (* 1977)

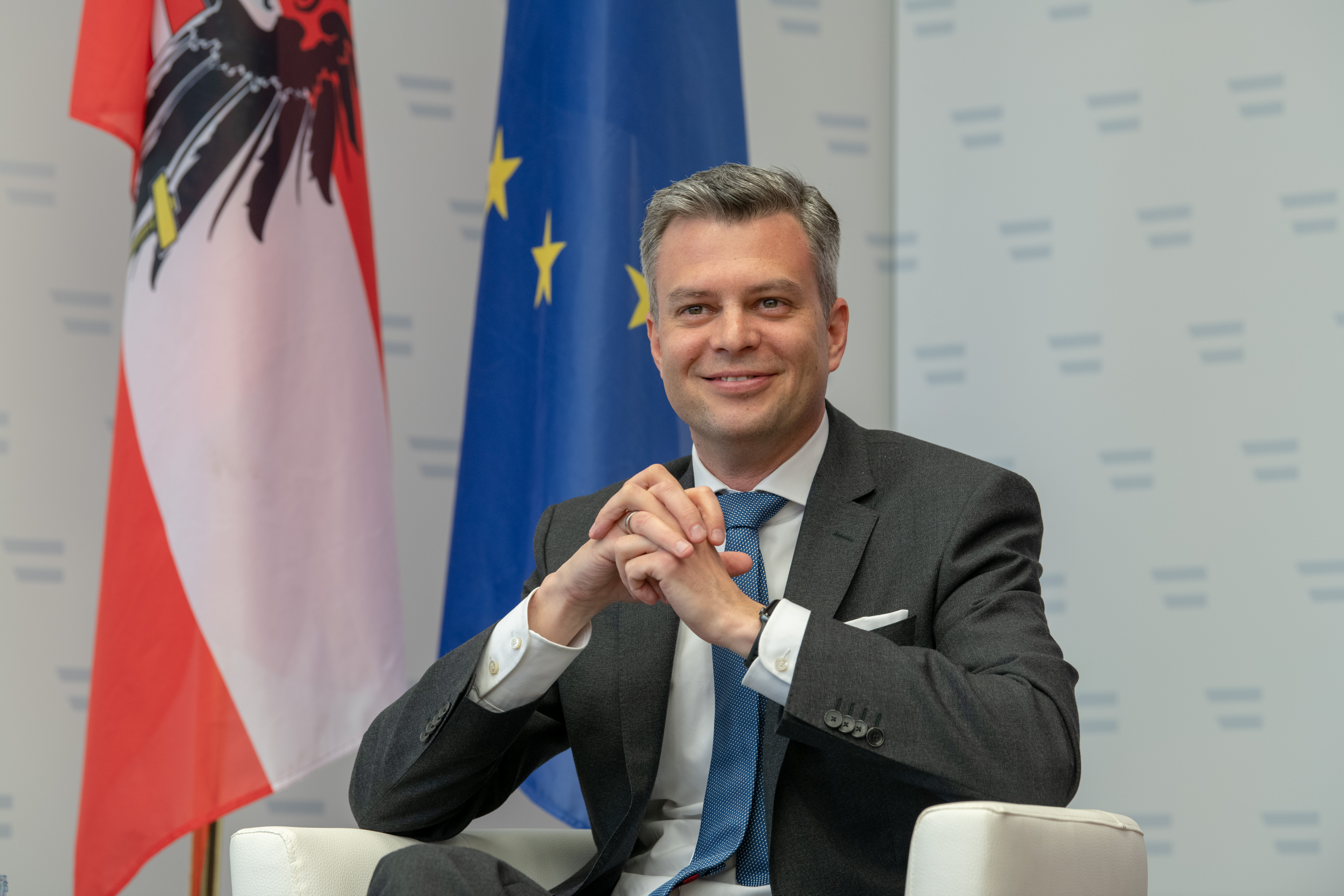
Thomas Arnoldner (* 1977)

###### Arnolds
- Arnolds, Eef (* 1948), niederländischer Mykologe
- Arnolds, Jean (1904–1944), belgischer katholischer Priester, Widerständler und NS-Opfer
- Arnoldson, Klas Pontus (1844–1916), schwedischer Journalist, Politiker, Mitglied des Riksdag und Friedensnobelpreisträger
- Arnoldson, Sigrid (1861–1943), schwedische Opernsängerin und Gesangslehrerin

###### Arnoldt
- Arnoldt, Daniel Heinrich (1706–1775), deutscher lutherischer Theologe und Geistlicher
- Arnoldt, Emil (1828–1905), deutscher Philosoph in Königsberg
- Arnoldt, Jasmin (* 1982), deutsche Schauspielerin, Synchronsprecherin, Sängerin, Dialog- und Filmregisseurin
- Arnoldt, Julius (1816–1892), deutscher Philologe und Gymnasiallehrer
- Arnoldt, Lena (* 1982), deutsche Politikerin (CDU), MdL
- Arnoldt, Oswald (* 1873), deutscher Ingenieur und Hochschullehrer
- Arnoldt, Richard (1845–1910), deutscher Philologe und Gymnasiallehrer

###### Arnoldu
- Arnoldus de Rosebike, Briloner Bürgermeister
- Arnoldus Vesaliensis († 1534), deutscher Humanist
- Arnoldus von Cöllen, deutscher Inkunabelndrucker
- Arnoldus, Henri (1919–2002), niederländischer Lehrer und Kinderbuchautor

##### Arnolf
- Arnolf von Kärnten († 899), ostfränkischer König und römisch-deutscher KaiserArnolf von Kärnten († 899)

Arnolf von Kärnten († 899)

- Arnolfini, Giovanni († 1472), italienischer Kaufmann
- Arnolfo di Cambio, italienischer Architekt und Bildhauer
- Arnolfo, Marco (* 1952), italienischer Geistlicher, Erzbischof von Vercelli

##### Arnoll
- Arnollet, Pierre (1776–1857), französischer Ingenieur

##### Arnolt
- Arnolt, Paulus (* 1600), Glockengießer

#### Arnon
- Arnon Buspha (* 1988), thailändischer Fußballspieler
- Arnon Nampa (* 1984), thailändischer Menschenrechtsanwalt und politischer Aktivist
- Arnon Petwat (* 1989), thailändischer Fußballspieler
- Arnon Prasongporn (* 2000), thailändischer Fußballspieler
- Arnon Wongchanta, thailändischer Fußballspieler
- Arnon, Amira, israelische Diplomatin
- Arnon, Daniel I. (1910–1994), US-amerikanischer Biologe
- Arnon, Ruth (* 1933), israelische Immunologin
- Arnon, Shulamit (* 1929), israelische Lehrerin und Autorin
- Arnon, Yehudit (1926–2013), israelische Tänzerin und Choreografin
- Arnone, Tess (* 2003), US-amerikanische Nordische Kombiniererin
- Arnont Pumsiri (* 1998), thailändischer Fußballspieler

#### Arnor
- Arnór Atlason (* 1984), isländischer Handballspieler und -trainer
- Arnór Guðjohnsen (* 1961), isländischer Fußballspieler
- Arnór Gunnarsson (* 1971), isländischer Skirennläufer
- Arnór Ingvi Traustason (* 1993), isländischer FußballspielerArnór Ingvi Traustason (* 1993)

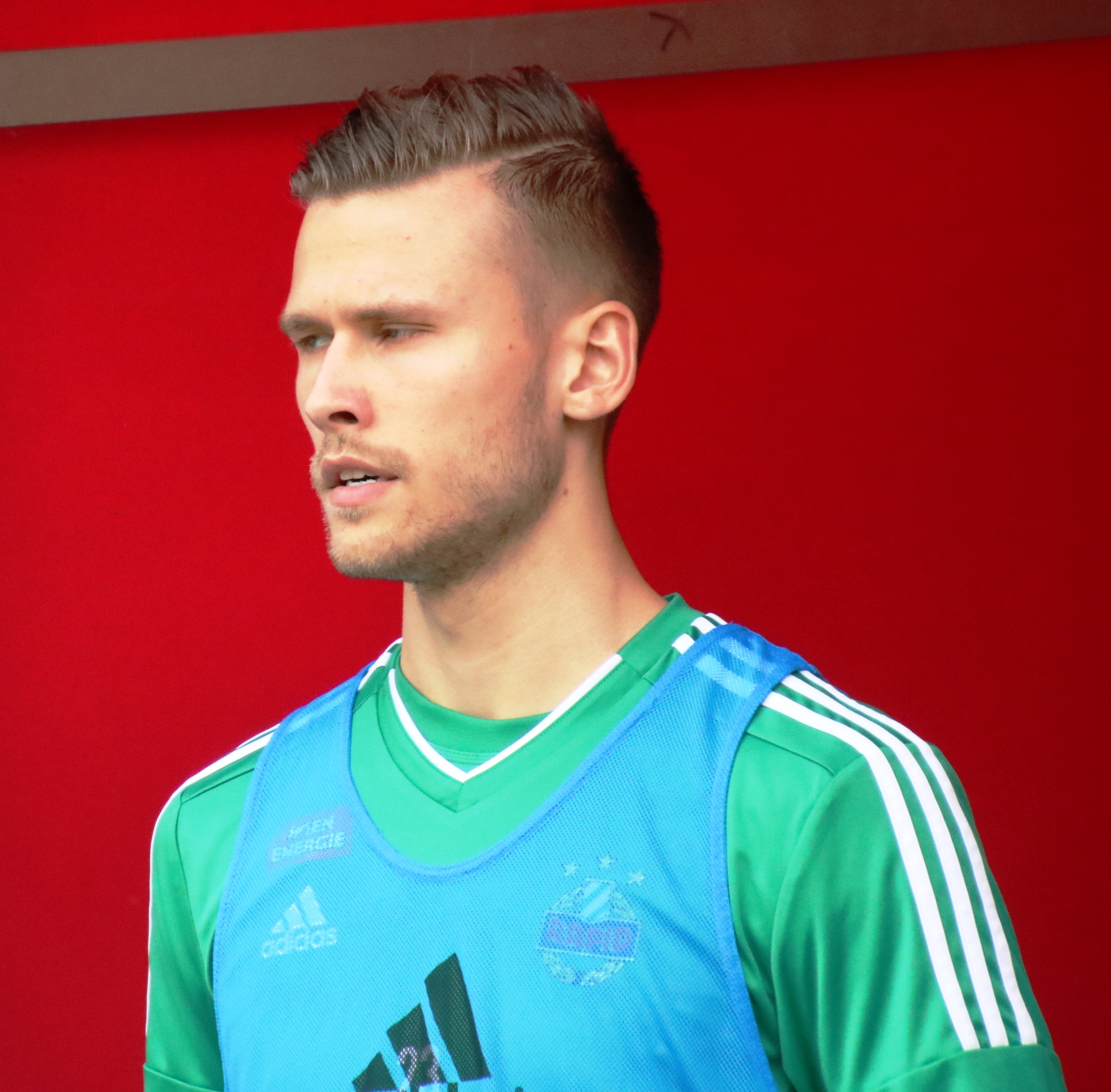
Arnór Ingvi Traustason (* 1993)

- Arnór Sigurðsson (* 1999), isländischer Fußballspieler
- Arnór Smárason (* 1988), isländischer Fußballspieler
- Arnór Snær Óskarsson (* 2000), isländischer Handballspieler
- Arnór Þór Gunnarsson (* 1987), isländischer Handballspieler und -trainer

#### Arnos
- Arnošová, Jana (* 1977), tschechische Handballspielerin
- Arnost, normannischer Ordensgeistlicher, Bischof von Rochester

#### Arnot
- Arnot, Alexander (1931–2023), deutscher Diplomat
- Arnot, David (1821–1894), südafrikanischer Generalagent, Diamantenschürfer und Pflanzensammler
- Arnot, John junior (1831–1886), US-amerikanischer Politiker
- Arnot, Lizzie (* 1996), schottische Fußballspielerin
- Arnothy, Christine (1930–2015), ungarisch-französische Schriftstellerin
- Arnott, George Arnott Walker (1799–1868), schottischer Botaniker
- Arnott, Jason (* 1974), kanadischer Eishockeyspieler
- Arnott, Jonathan (* 1981), britischer Politiker (ehemals UKIP) und Schachspieler, MdEP
- Arnott, Neil (1788–1874), schottischer Arzt
- Arnott, Walter (1861–1931), schottischer Fußballspieler
- Arnott, William Geoffrey (1930–2010), britischer Gräzist

#### Arnou
- Arnouk, Cesar (* 2000), libanesischer Skirennläufer
- Arnoul d’Audrehem (1307–1370), französischer Adliger, Marschall von Frankreich
- Arnoul, Françoise (1931–2021), französische SchauspielerinFrançoise Arnoul (1931–2021)

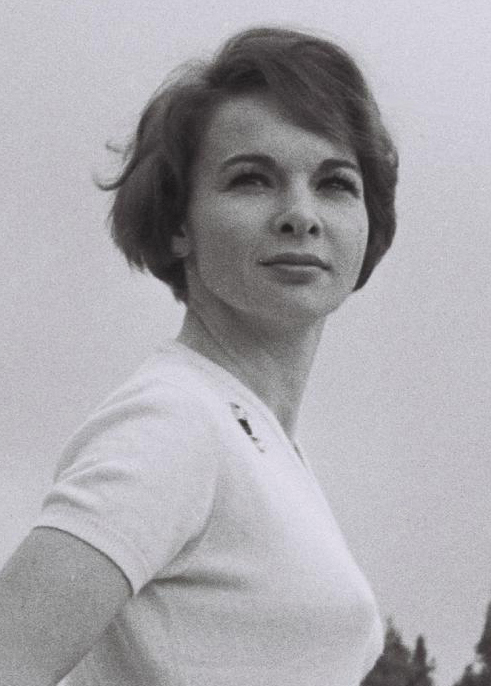
Françoise Arnoul (1931–2021)

- Arnoul, Ludwig (1896–1975), deutscher Kommunalpolitiker, Bürgermeister von Neu-Isenburg
- Arnoul, Wilhelm (1893–1964), deutscher Politiker (SPD), MdL
- Arnould, Charlotte (* 1995), französische Schauspielerin
- Arnould, Claude-France (* 1953), französische EU-Beamtin, Geschäftsführerin der Europäischen Verteidigungsagentur
- Arnould, Dominique (* 1966), französischer Radrennfahrer
- Arnould, Georg (1843–1913), deutscher Marine- und Armeemaler sowie Illustrator
- Arnould, Kevin (* 1980), französischer Skisportler
- Arnould, Louis (1864–1949), französischer Romanist und Französist
- Arnould, Pierre (* 1959), belgischer Distanzreiter
- Arnould, Rita (1914–1943), deutsch-belgische Widerstandskämpferin
- Arnould, Sophie (* 1740), französische Opernsängerin (Sopran) und Salonnière der Aufklärung
- Arnouts, Jan (* 1958), niederländischer Karambolagespieler, Vizewelt- und Europameister, mehrfacher niederländischer Meister
- Arnoux, Georges d’ (1907–1955), französischer Schauspieler und Autorennfahrer
- Arnoux, Paul-Alexandre (1884–1973), französischer Schriftsteller
- Arnoux, René (1858–1928), französischer Flugzeugkonstrukteur
- Arnoux, René (* 1948), französischer AutorennfahrerRené Arnoux (* 1948)

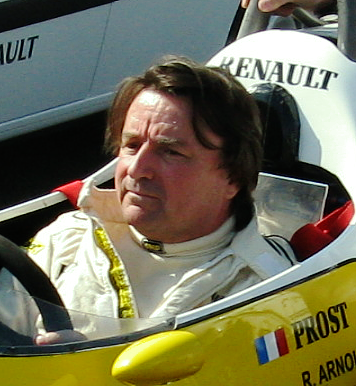
René Arnoux (* 1948)

#### Arnov
- Arnova, Alba (1930–2018), argentinisch-italienische Ballerina und Filmschauspielerin

#### Arnow
- Arnowitt, Richard (1928–2014), US-amerikanischer theoretischer Physiker

#### Arnoy
- Arnøy, Siri Hall (* 1978), norwegische Politikerin, Mitglied des Storting

### Arnp
- Arnpeck, Veit († 1496), bayerischer Chronist

### Arns
- Arns, Eugen (1895–1966), deutscher Pilot
- Arns, Inke (* 1968), deutsche Autorin und Kuratorin
- Arns, Melanie (* 1980), deutsche Schriftstellerin
- Arns, Paulo Evaristo (1921–2016), brasilianischer Bischof, Kardinal und Theologe
- Arns, Zilda (1934–2010), brasilianische Medizinerin
- Arnsberg, Paul (1899–1978), deutscher Schriftsteller, Historiker und Journalist
- Arnsberg, Rosa (1908–2010), deutsche Förderin des Verständnisses zwischen jüdischen und nichtjüdischen Deutschen
- Arnsborg, Dietrich († 1558), deutscher Worthalter, war maßgeblich an der Einführung der Reformation in Hannover beteiligt
- Arnsburg, Friedrich Ludwig (1816–1891), deutscher Schauspieler
- Arnsburg, Marie (1853–1940), österreichische Malerin
- Arnscheidt, François (* 1930), luxemburgischer Fußballspieler
- Arnschwanger, Johann Christoph (1625–1696), deutscher Kirchenliederdichter
- Arnšek, Branko (* 1959), Bassist, Komponist, Musikproduzent und Dozent slowenischer Abstammung
- Arnsperger, David (* 1982), deutscher Sänger (Bariton) und Schauspieler
- Arnsperger, Hans (1872–1955), deutscher Internist
- Arnsperger, Karl (1870–1934), deutscher Verwaltungsbeamter
- Arnsperger, Karl Philipp Friedrich (1791–1853), badischer Forstbeamter und Fachbuchautor
- Arnsperger, Leopold (1834–1906), deutscher Mediziner und Politiker, MdR
- Arnsperger, Leopold (1906–1975), deutscher Kaufmann
- Arnsperger, Ludwig (1837–1907), badischer Ministerialbeamter
- Arnsperger, Ludwig (1877–1970), deutscher Chirurg
- Arnsperger, Walther (1871–1902), deutscher Philosoph
- Arnst, Hendrik (1950–2024), deutscher Schauspieler
- Arnst, Wolfgang (1924–1986), deutscher Schauspieler und Hörspielsprecher
- Arnstad, Kristian (* 2003), norwegischer Fußballspieler
- Arnstad, Marit (* 1962), norwegische Politikerin (Senterpartiet)
- Arnstadt, Albert (1862–1947), deutscher Politiker (Deutschkonservative Partei, DNVP), MdR
- Arnstädt, Friedrich August (* 1827), deutscher Lehrer und Autor
- Arnstadt, Rudi (1926–1962), deutscher Hauptmann der Grenztruppen der DDR
- Arnstaedt, Hansi (1878–1945), deutsche Theater- und Filmschauspielerin als auch Tänzerin
- Arnstam, Alexander Martynowitsch (1880–1969), russischer Künstler (Maler und Zeichner), Bühnenbildner, Filmarchitekt und Kostümbildner
- Arnstam, Leo Oskarowitsch (1905–1979), sowjetischer Filmregisseur und Drehbuchautor
- Arnstedt, Adam Friedrich von (1711–1778), königlich-preußischer Oberst und Chef des Garnisons-Regiments Nr. 5
- Arnstedt, Andreas (* 1969), deutscher Schauspieler, Drehbuchautor, Produzent und Regisseur
- Arnstedt, Carl Adrian von (1716–1800), preußischer Gutsherr und Beamter
- Arnstedt, Carl Anton von (1751–1822), preußischer Gutsherr und Beamter
- Arnstedt, Christian Friedrich von (1737–1817), deutscher Landrat und Gutsbesitzer
- Arnstedt, Christian Heinrich Wilhelm von (1713–1785), preußischer Oberst, Kommandeur des Kürassierregiments Nr. 2 sowie Hofmarschall des Kronprinzen Friedrich Wilhelm II.
- Arnstedt, Erasmus Christian von (1628–1706), deutscher Gutsbesitzer, Domdechant in Magdeburg
- Arnstedt, Friedrich Adrian von (1770–1833), Landrat des Kreises Grafschaft Hohenstein
- Arnstedt, Friedrich von (1548–1608), deutscher Domherr
- Arnstedt, Hieronymus Brand von (1595–1636), deutscher Domherr
- Arnstedt, Jost Friedrich von (1670–1711), sächsischer Generalmajor
- Arnstedt, Moritz Heinrich von (1679–1752), sächsischer Generalleutnant
- Arnstedt, Oskar von (1840–1914), deutscher Verwaltungsjurist in Preußen
- Arnstein, Adolph (1807–1889), deutscher Jurist und Kunstmäzen
- Arnstein, Benedikt (1758–1841), österreichischer Schriftsteller
- Arnstein, Fanny von (1758–1818), Wiener Salonnière
- Arnstein, Isaak (1682–1744), deutsch-österreichischer Bankier und Hoffaktor in Wien
- Arnstein, Karl (1887–1974), österreichischer Ingenieur in der deutschen und amerikanischen Zeppelin- und Prallluftschiffkonstruktion
- Arnstein, Nathan Adam von (1748–1838), Bankier
- Arnswald, Bernhard von (1807–1877), Kammerherr, Schlosshauptmann, Oberstleutnant und Kommandant der Wartburg
- Arnswaldt, Anna von (1801–1877), deutsche Adelige und Mitglied des Freundeskreises um die Dichterin Annette von Droste-Hülshoff
- Arnswaldt, August von (1798–1855), deutscher LiteratAugust von Arnswaldt (1798–1855)

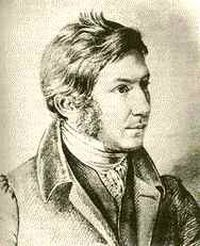
August von Arnswaldt (1798–1855)

- Arnswaldt, Bertha von (1850–1919), Berliner Salonnière
- Arnswaldt, Christian Ludwig August von (1733–1815), kurfürstlich-braunschweig-lüneburgischer Geheimer Rat und Politiker
- Arnswaldt, Georg von (1866–1952), deutscher Forstmann und Naturschützer
- Arnswaldt, Hans Jürgen von (1897–1988), deutscher Forstwirt
- Arnswaldt, Hermann von (1841–1910), deutscher Offizier, Landwirt und Politiker, MdR
- Arnswaldt, Karl Friedrich Alexander von (1768–1845), deutscher Wissenschaftspolitiker, Staatsminister des Königreichs Hannover und Kurator
- Arnswaldt, Karl Gottlieb von (1690–1751), kaiserlich-königlich Generalfeldwachtmeister und zuletzt Kommandant der Festung Olmütz
- Arnswaldt, Werner Konstantin von (1877–1941), deutscher Genealoge und Autor
- Arnswaldt, Werner von (1832–1899), deutscher Rittergutsbesitzer und Politiker, MdR, Jurist
- Arnswaldt, Wolf Ehrenreich von (1683–1755), gräflich-stolbergischer Hofmeister und Berghauptmann
- Arnswaldt, Wolff-Ehrenreich von (1898–1972), deutscher Seeoffizier, zuletzt Konteradmiral der Kriegsmarine
- Arnsztajnowa, Franciszka (1865–1942), polnische Dichterin, Dramatikerin und Übersetzerin

### Arnt
- Arnt, Charles (1906–1990), US-amerikanischer Schauspieler
- Arntgolz, Tatjana Albertowna (* 1982), russische Schauspielerin
- Arnth Jørgensen, Julie (* 1976), dänische Juristin
- Arnthal, Eduard (* 1893), deutscher Maler
- Arntz, Aegidius Rudolph Nicolaus (1812–1884), deutscher Rechtswissenschaftler und Politiker
- Arntz, Gerd (1900–1988), deutscher Künstler und Grafiker
- Arntz, Hans-Dieter (* 1941), deutscher RegionalhistorikerHans-Dieter Arntz (* 1941)

Hans-Dieter Arntz (* 1941)

- Arntz, Helmut (1912–2007), deutscher Sprachwissenschaftler, Runenforscher und Dokumentar
- Arntz, Jochen (* 1965), deutscher Journalist, ehemaliger Chefredakteur der Berliner Zeitung und Buchautor
- Arntz, Klaus (* 1963), deutscher Psychologe und Theologe
- Arntz, Ludwig (1855–1941), deutscher Architekt, Denkmalpfleger und Dombaumeister
- Arntz, Norbert (* 1943), deutscher römisch-katholischer Priester
- Arntz, Peter (* 1953), niederländischer Fußballspieler
- Arntz, Reiner (1943–2012), deutscher Sprachwissenschaftler
- Arntz, Wilhelm (1861–1942), Mitglied des Nassauischen Kommunallandtags
- Arntz, Wilhelm Friedrich (1903–1985), deutscher Jurist, Schriftsteller, Verlagsbuchhändler, Redakteur und Kunstexperte
- Arntz, William, Produzent, Regisseur und Drehbuchautor
- Arntz, Wolf E. (* 1942), deutscher Meeresbiologe und Hochschullehrer im Ruhestand
- Arntzen, Andreas (* 1967), deutscher Hockeyspieler und Manager
- Arntzen, Emilie Hegh (* 1994), norwegische Handballspielerin
- Arntzen, Evan, kanadischer Jazzmusiker
- Arntzen, Helmut (1931–2014), deutscher Literaturwissenschaftler
- Arntzen, Ole (1946–2013), norwegischer Skispringer
- Arntzen, Wenche Elizabeth (* 1959), norwegische Richterin
- Arntzenius, Floris (1864–1925), niederländischer Maler, Aquarellist, Illustrator und Grafiker
- Arntzenius, Henricus Johannes (1734–1797), niederländischer Rechtswissenschaftler
- Arntzenius, Hermann (1765–1842), niederländischer Rechtsgelehrter
- Arntzenius, Lies (1902–1982), niederländische Malerin Zeichnerin und Bildhauerin

### Arnu
- Arnual, katholischer Heiliger, Bischof von Metz
- Arnulf († 723), Herzog in Neustrien
- Arnulf († 993), Graf von Holland sowie Burggraf von Gent
- Arnulf de Montgomery, anglonormannischer Adliger
- Arnulf I. († 937), Herzog von Bayern
- Arnulf I. († 964), Graf von Flandern (918–964)
- Arnulf II., Graf von Boulogne und Ternois
- Arnulf II. († 1012), Graf von Cambrai und Graf im Hennegau (Valenciennes)
- Arnulf II. († 954), Pfalzgraf von Bayern
- Arnulf II. († 987), Graf von Flandern (964–987)
- Arnulf III. (1055–1071), Graf von Flandern (1070–1071); Graf von Hennegau (1070–1071)
- Arnulf von Bayern (1852–1907), bayerischer Generaloberst mit dem Rang eines Generalfeldmarschalls, Prinz von Bayern
- Arnulf von Chocques († 1118), normannischer Kleriker, Patriarch von Jerusalem
- Arnulf von Gap († 1079), Bischof der Diözese Gap
- Arnulf von Halberstadt († 1023), Bischof von Halberstadt
- Arnulf von Lisieux († 1184), französischer Bischof
- Arnulf von Löwen († 1250), Zisterziensermönch, Abt und Textdichter
- Arnulf von Mailand, Geschichtsschreiber
- Arnulf von Metz, Stammvater und Hausheiliger der KarolingerArnulf von Metz

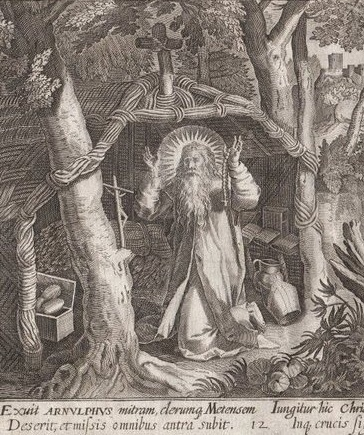
Arnulf von Metz

- Arnulf von Reims († 1021), Erzbischof von Reims
- Arnulf von Soissons († 1087), Bischof von Soissons, Benediktiner-Abt, Heiliger der römisch-katholischen KircheArnulf von Soissons († 1087)

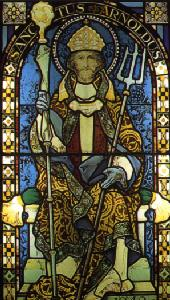
Arnulf von Soissons († 1087)

- Arnulf von Walecourt († 1218), Adeliger
- Arnurus, Kaspar († 1586), deutscher Moralphilosoph und Logiker
- Arnus, Hussein (* 1953), syrischer Politiker
- Arnut, Beatriz (1892–1958), portugiesische Schriftstellerin, Dichterin, Beamtin und Frauenrechtlerin
- Arnuwanda I., hethitischer Großkönig
- Arnuwanda II., hethitischer Großkönig
- Arnuwanda III., hethitischer Großkönig

### Arny
- Arny, William F. M. (1813–1881), US-amerikanischer Politiker

### Arnz
- Arnz, Albert (1832–1914), deutscher Landschaftsmaler der Düsseldorfer Schule
- Arnz, Alexander (1932–2004), deutscher Fernsehregisseur
- Arnz, Bob (* 1962), deutscher Musikproduzent, Komponist und Musik-Manager
- Arnz, Heinrich (1785–1854), deutscher Druckereibesitzer, Verleger und Herausgeber
- Arnz, Josef († 1841), deutscher Lithograf, Kartograf, Verleger sowie Mitinhaber des Düsseldorfer Verlages Arnz & Comp
- Arnz, Otto (* 1823), deutscher Maler und Illustrator
- Arnzen, Rüdiger, deutscher Arabist und Orientalist